# Relaciones exteriores de México

Variante autorizada del escudo nacional usada como sello gubernamental.

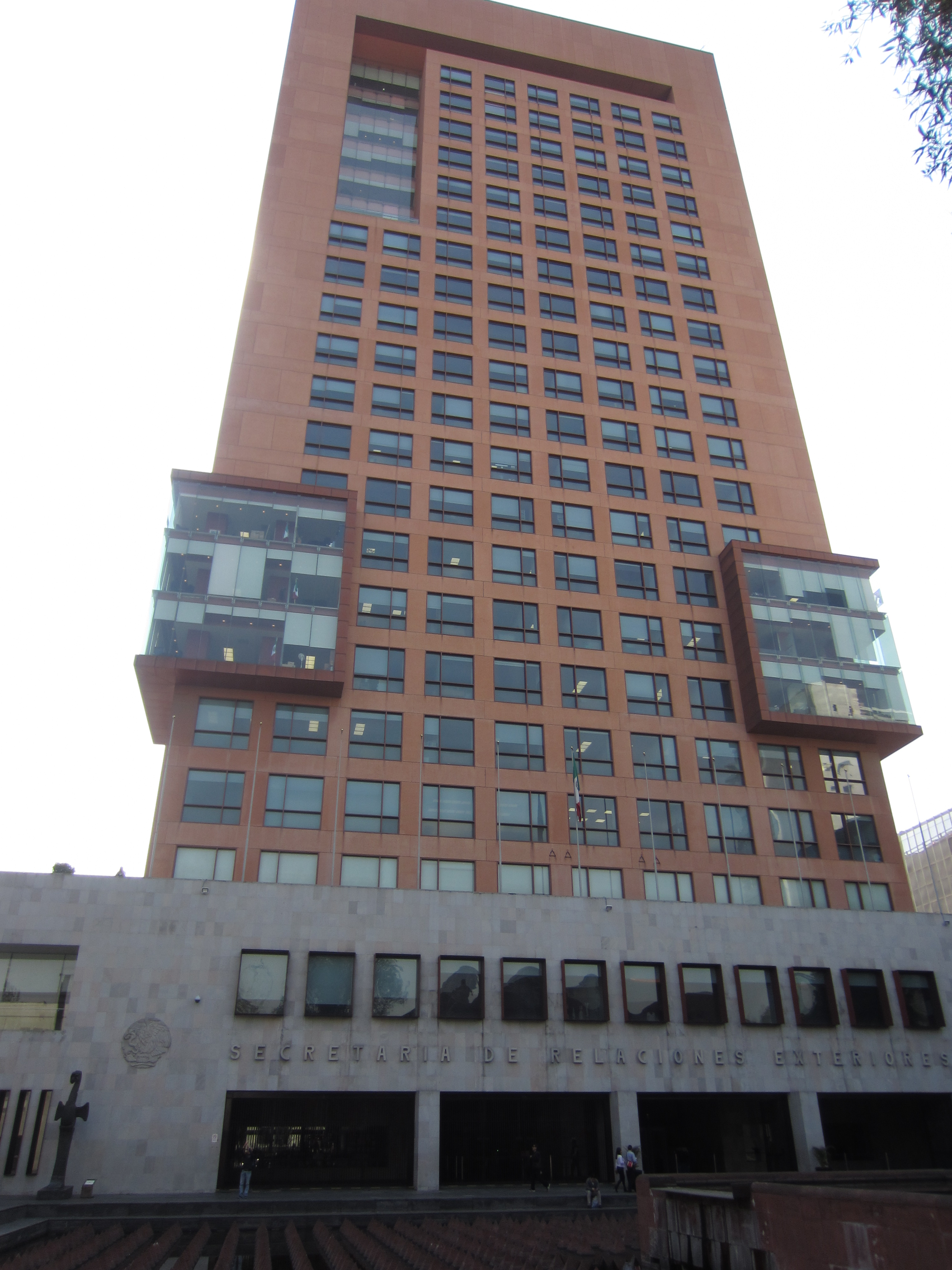
Oficinas de la Secretaría de Relaciones Exteriores de México

Países con los que México sostiene relaciones diplomáticas.

Las relaciones exteriores de México son el conjunto de lazos diplomáticos, políticos, económicos, sociales, y de intercambio cultural, científico, deportivo y tecnológico, que el Gobierno mexicano sostiene en mayor o menor medida con todos los países independientes del mundo; también se sitúan en el ámbito de su desempeño en los distintos organismos internacionales a los que pertenece, y en los asuntos internos que implique o requiera algún vínculo con el extranjero. La política exterior mexicana está definida por los principios y lineamientos que debe seguir en su ejercicio el principal responsable, el Presidente de México. Dichos principios están inscritos en el Párrafo X del Artículo 89 de la Constitución vigente (referente a las facultades del presidente):

X. Dirigir la política exterior y celebrar tratados internacionales, así como terminar, denunciar, suspender, modificar, enmendar, retirar reservas y formular declaraciones interpretativas sobre los mismos, sometiéndolos a la aprobación del Senado. En la conducción de tal política, el titular del Poder Ejecutivo observará los siguientes principios normativos: la autodeterminación de los pueblos; la no intervención; la solución pacífica de controversias; la proscripción de la amenaza o el uso de la fuerza en las relaciones internacionales; la igualdad jurídica de los Estados; la cooperación internacional para el desarrollo; el respeto, la protección y promoción de los derechos humanos y la lucha por la paz y la seguridad internacionales;

Los planes, programas y proyectos en materia de relaciones internacionales son administrados por la Secretaría de Relaciones Exteriores, despacho del poder ejecutivo encargado de esta área. El servicio exterior mexicano a su cargo, es el órgano regulador y formador de la diplomacia nacional, que a la vez se deposita en las embajadas, consulados, oficinas de negocio y misiones permanentes.
La trayectoria histórica de las relaciones de México con el resto del mundo está definida por dos ejes primordiales; primero la permanente relación de vecindad con Estados Unidos, potencia emergente al momento de la independencia nacional, cuyo curso geoestratégico tuvo como punto álgido del siglo XIX la invasión y arrebato de la mitad del territorio mexicano; para posteriormente desarrollar dicho vínculo de vecindad entre coyunturas económicas, de criminalidad, migratorias, de injerencismo y colaboración en el marco de la hegemonía estadounidense del siglo XX. El segundo eje es la construcción de una ideología diplomática pacifista y de discreto perfil en el escenario mundial, basada en la conciliación y la cooperación, producto de los múltiples conflictos externos vividos en el siglo XIX. El peso geopolítico del país se desarrolla a partir de su ubicación estratégica como vecino de Estados Unidos, el volumen económico preponderante entre las economías emergentes (especialmente en América Latina) y su posición como mayor país hispanoparlante, que le concede un liderazgo significativo en el continente.
México sostiene relaciones diplomáticas de distinto nivel e intensidad con 191 miembros de la ONU (solo con Ecuador no las tiene), la Santa Sede, Palestina y la Unión Europea; además de enlaces representativos con Cataluña, País Vasco, Puerto Rico, Quebec y Taiwán. Es miembro pleno de la ONU (y todos los organismos conexos del sistema de Naciones Unidas), OEA, OCDE, T-MEC, G-20, G-5, APEC, G3, GL, CIN, UL, ABINIA, Celac, OEI, AEC, Alianza del Pacífico, MIST, UFC, Interpol, CIJEG y Unesco.
El país tiene 80 embajadas, 67 consulados, 7 Misiones Permanentes ante organismos internacionales en el mundo y 3 Oficinas de Enlace. México mantiene una significativa presencia global con más de 150 representaciones diplomáticas, incluidos 50 consulados en los Estados Unidos (ningún otro país del mundo tiene un número similar en una sola nación receptora). En tanto que en territorio nacional, se localizan 87 embajadas, 7 oficinas representativas y 66 consulados. Además tanto en el país como en el extranjero concurren representaciones de países que no cuentan con embajada en México y viceversa.

## Historia

### Las bases de la política exterior en el Primer Imperio

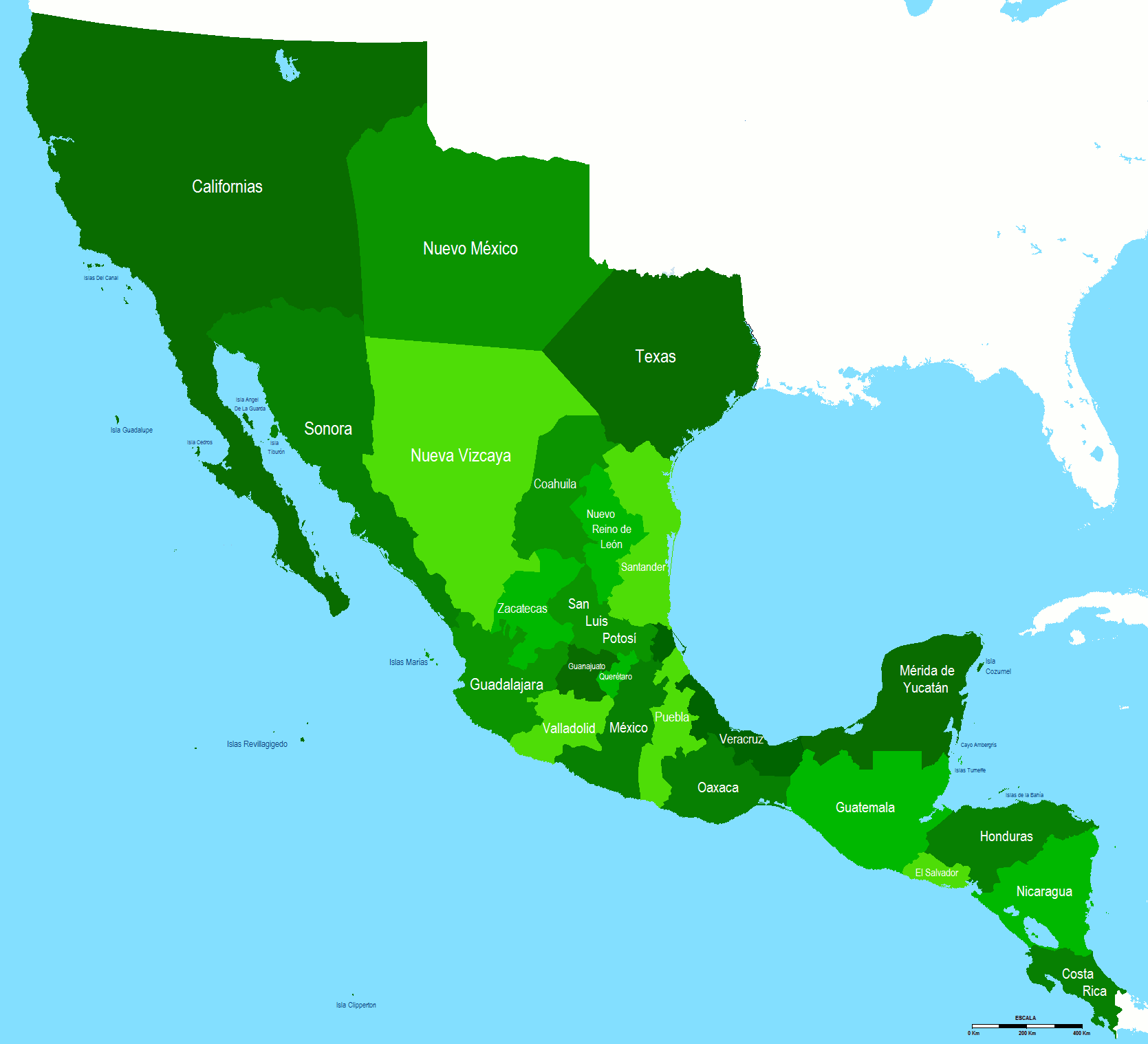
División política del Primer Imperio Mexicano en 1822. Las fronteras llegan hasta la Gran Colombia al sur, y hasta el Territorio de Oregón al norte.

Durante el proceso independentista se habían dado varios contactos entre distintos representantes insurgentes y enviados de gobiernos extranjeros como Estados Unidos y Reino Unido, aunque estos nunca fueron formales, en virtud del interés de estas naciones por no tener confrontaciones directas con el Imperio español, en el contexto de las guerras napoleónicas y el conjunto de las guerras de independencia hispanoamericanas. Al mismo tiempo, ninguno de los documentos fundamentales insurgentes (Elementos Constitucionales, Sentimientos de la Nación, Acta de Independencia de la América Septentrional, Decreto Constitucional de la América Mexicana, Plan de Iguala, Tratados de Córdoba y Acta de Independencia del Imperio Mexicano) había formulado algún esbozo de política pública en materia de relaciones con el resto del mundo; aunque en 1813 José María Morelos había planteado la postura soberanista del nuevo país frente a cualquier potencia extranjera, y los documentos surgidos de la etapa final insurgente hablaban de un eventual concordato con la Santa Sede, así como permanecer en el área de influencia del Imperio español, al ofrecer la corona del Imperio mexicano al mismo Fernando VII de España.
El 8 de noviembre de 1821 la Junta Provisional Gubernativa emitió el «Decreto que organiza la administración del Imperio Mexicano», el cual regulaba el establecimiento de los ministerios o despachos de gobierno que servirán a la Regencia del Imperio para atender los asuntos de gobierno más emergentes; siendo una de ellas la Secretaría de Estado y del Despacho de Relaciones Exteriores e Interiores, para la que se fijó como su ámbito de competencia el atender y despachar todas las relaciones diplomáticas con las partes extranjeras, siendo su primer titular José Manuel de Herrera.
Al momento de la independencia de México, el escenario internacional estaba marcado por tres fenómenos: las pretensiones intervencionistas de la Santa Alianza, que a petición de España, rechazaba las independencias hispanoamericanas; el orden geopolítico establecido por el Congreso de Viena de 1815, que favoreció la hegemonía mundial en solitario del Reino Unido; y el paulatino surgimiento como potencia emergente de Estados Unidos, que luego de la Compra de Luisiana en 1803, no solo accedía a los recursos necesarios para transformar su economía, sino que había llegado a la frontera del entonces Virreinato de la Nueva España; lo anterior formaba parte del fanatismo expansionista estadounidense guiado por la «Doctrina del destino manifiesto».
Esto se sumó a las complejidades internas luego de once años de guerra y a las condiciones naturales de vecindad, para tratar de formular una política exterior que tuviera como principal objetivo el reconocimiento pleno de su independencia por los países de su entorno inmediato y de las potencias preponderantes del área. 
En 1821 compartía fronteras con Estados Unidos (las entonces provincias mexicanas de Texas, Nuevo México y Alta California con el estado estadounidense de Luisiana, el Territorio de Arkansas, el territorio septentrional de la antigua Luisiana ubicado al límite con las Rocallosas, y el Territorio de Oregon, en ese momento administrado en condominio con Reino Unido), colindancias producto del Tratado de Adams-Onís de 1819; la anexión de la Capitania General de Guatemala le permitió tener fronteras con la Gran Colombia (la provincia mexicana de Costa Rica con el Departamento del Istmo, hoy Panamá); y una pequeña frontera con un territorio del Imperio británico (la Honduras británica, hoy Belice, con la provincia de Yucatán).
Estos componentes fueron los fundamentos para la política exterior diseñada por Juan Francisco Azcárate y Lezama, Manuel de Heras Soto y José Sánchez Enciso, que presentaron el 29 de diciembre de 1821 ante la Junta Provisional Gubernativa. La doctrina, estaba alejada de las pretensiones de algunos idealistas del imperio, que pugnaban por una mayor influencia sobre el continente e incluso alentaban el expansionismo hacia los territorios que, antes de la Constitución de Cádiz, administraba el antiguo virreinato. Sin embargo los tres diplomáticos creen que dadas las condiciones generales del país, la política exterior debía guiarse hacia la conservación de la independencia, la integridad territorial y la construcción de lazos económicos. La política consiste en dividirla en cuatro aspectos:
- Por naturaleza: con aquellos países con los que se compartían fronteras, Estados Unidos, Reino Unido y la Capitania General de Guatemala (en ese momento aún no se produce la adhesión al Imperio Mexicano, esto fue hasta el 5 de enero de 1822); incluso se propone entablar vínculos con el lejano Imperio Ruso que, a través de su colonia América rusa (hoy Alaska), tenía constantes pretensiones de asentamiento en el extremo norte de la Alta California desde la época colonial.
- Por dependencia: reactivando los vínculos comerciales con las zonas del Imperio español, otrora administradas por la Nueva España, en particular Cuba, Puerto Rico y Filipinas.
- Por espiritualidad: en virtud de la declaratoria oficial de la religión católica, se debían consolidar los lazos con los Estados Pontificios y la Santa Sede, no solo por convicción, sino por la influencia que la iglesia local tenía sobre la vida pública del país.
- Por política o necesidad: los dos aspectos anteriores dependían fuertemente de obtener el pleno reconocimiento de España, lo cual debía ser prioridad; al tiempo de equilibrar el peso de la influencia de sus vecinos inmediatos, relacionándose con el resto de países independizados en el continente (la Gran Colombia, las Provincias Unidas del Río de la Plata, Perú y Chile) y con la otra potencia europea, Francia.

El 10 de octubre de 1821 Simón Bolivar, presidente de la Gran Colombia, nombró al mexicano Miguel Santa María como ministro plenipotenciario ante el gobierno del Imperio mexicano; convirtiéndose de esta manera en el primer país en reconocer la independencia de México, y también el primero en establecer formalmente relaciones diplomáticas. El gesto del libertador sudamericano correspondía al ideal geopolítico que planteaba en su ideario, la construcción paulatina de una confederación única en Hispanoamérica, que comenzará con la integración de cuatro naciones constituidas a partir de los cuatro antiguos virreinatos (Nueva España, Perú, Nueva Granada y Río de la Plata). El proyecto de unificar las antiguas colonias españolas en América, era fundamentado por Bolívar en la homogénea composición de todas las regiones a partir de una cultura compartida (el idioma español, la religión católica y el sincretismo cultural era componentes identitarios de cada uno de los nuevos países), y se vislumbraba que esto serviria de contención a la potencia regional Estados Unidos, al hegemónico Reino Unido y al aún vigente Reino Unido de Portugal, Brasil y Algarbes. Santa María llegó a México en marzo de 1822 y el país correspondió al gesto colombiano con el reconocimiento de su independencia, no obstante no enviará misión diplomática hasta tres años después. A la Gran Colombia, siguieron casi de inmediato, los reconocimientos y contactos diplomáticos de Perú y Chile; incluso este último había enviado una expedición militar en favor de México para concluir la guerra independentista, sin embargo, el natural estado tardío de las comunicaciones de la época, evitó que el gobierno andino supiera que la lucha ya había terminado, cuando se envió la flota.
El 22 de mayo de 1822 Agustín de Iturbide fue proclamado Emperador de México; las normativas emitidas por Congreso Constituyente primero, y luego establecidas en el Reglamento Provisional Político del Imperio Mexicano, delinearon de manera permanente el modelo institucional de la política exterior mexicana; en todos los regímenes constitucionales se ha repetido la fórmula de entregar la dirección y planeación de las relaciones internacionales al poder ejecutivo, y la aprobación de los tratados al poder legislativo. En este contexto se envió al primer ministro plenipotenciario ante Estados Unidos en septiembre de 1822, José Manuel Zozaya, que tenía como principal encargo, lograr el reconocimiento del gobierno entonces encabezado por James Monroe, lo cual en efecto ocurrió; no obstante la resistencia a vivir en México, de diversos funcionarios nombrados como ministros plenipotenciarios y el rechazo al sistema monárquico instaurado, evitó la llegada de un embajador a corto plazo. En la estancia de Zozaya también se plantearon asuntos relacionados a la ratificación de lo suscrito en el Tratado de Adams-Onís sobre la frontera, y una eventual alianza en caso de un intento de reconquista español; sin embargo estos temas quedaron al margen por la cautela estadounidense respecto a la relación de España con sus antiguos territorios americanos.

### Las primeras convulsiones externas en el federalismo

#### El origen del intervencionismo estadounidense

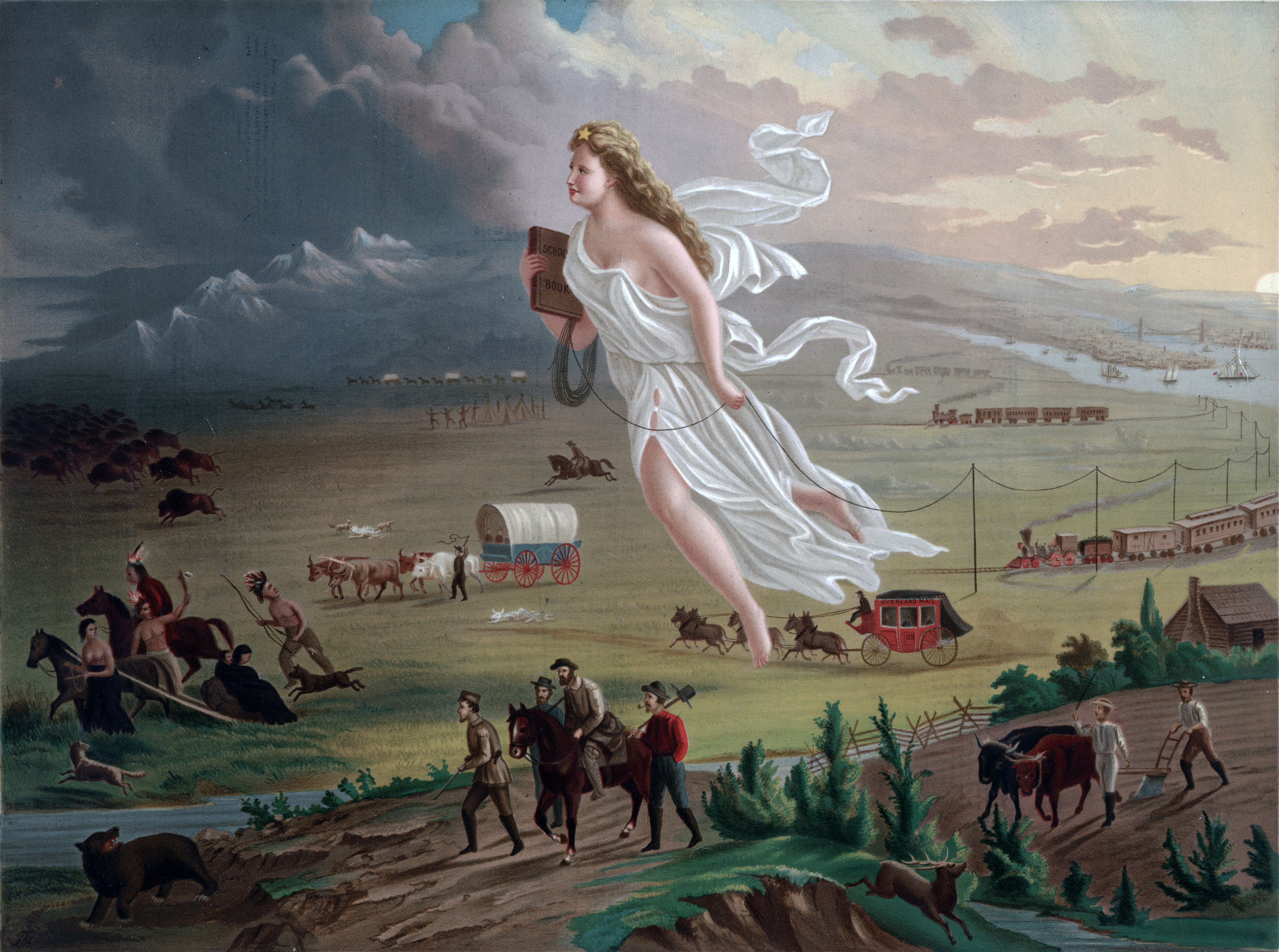
Cuadro de John Gast (alrededor de 1871) titulado El Progreso Estadounidense. Alegoría usada como referencia de la fanática política imperialista del «Destino manifiesto», según la cual, Dios designó a Estados Unidos para conquistar el oeste.

Durante el resto de la década de 1820, las relaciones exteriores de México se desarrollan en medio de coyunturas, que limitaron o incluso cancelaron la aplicación de la diplomacia mexicana diseñada por Azcárate, Heras y Sánchez. Entre 1822 y 1823, una serie de acontecimientos sirvieron de excusa a Estados Unidos, para la declaración como política de estado de su ideología imperialista del «Destino manifiesto»; esto a través de la proclama de la Doctrina Monroe el 2 de diciembre de 1823. En ella, el presidente James Monroe declara que la incompatibilidad de los sistemas de gobierno monárquicos europeos y el formato republicano estadunidense, marcan una línea de separación que debe significar el mutuo aislamiento de estos, en aras de mantener la estabilidad en ambos lados del Atlántico; por lo cual considera que toda intervención europea en América será un acto hostil contra Estados Unidos, y para evitarlo ambas partes debían respetar las zonas de influencia periféricas. La proclama constituye un eufemismo para legitimar, y dejar sin resistencia de potencias ajenas, los planes expansionistas e injerencistas estadounidense en América, ofreciendo a Europa no "divulgar" su sistema republicano en otros continentes.
Cuatro acontecimientos definieron la postura de Monroe para declarar a América como su esfera de control: La presencia de dos extensos imperios en el hemisferio (México y Brasil —aunque el primero ya había dejado la monarquía y perdió Centroamérica en mayo de 1823—) que pudieran servir, por afinidad, como aliados de monarquías europeas o liderar los planes de Bolívar para una unificación hispanoamericana; la cercanía del Reino Unido, a través de su sistema financiero, con los países de Sudamérica; el triunfo de la Santa Alianza sobre el gobierno del Trienio Liberal en España, reactivando las ambiciones de reconquista americana; y la vigencia de colonias europeas en el Caribe o el extremo norte del continente. La doctrina Monroe definió permanentemente las relaciones de Estados Unidos con el resto de América, pues Europa, inmersa en la restauración del absolutismo, asumió el reparto implícito de las zonas de influencia.

#### Problemáticas para consolidar una política exterior

República de Centroamérica (incluyendo el Soconusco); la separación de México lo convirtió en un objetivo de influencia diplomática para el país.

Para ese momento en México se había proclamado el sistema republicano federal, que no modificó la política diseñada por la monarquía; sin embargo aceleró los contactos diplomáticos para aplicarla, ya que la pacífica separación de las Provincias Unidas del Centro de América en 1823 (salvo Chiapas), una vez caído el Imperio, encendió las alarmas en aquellos sectores idealistas del antiguo virreinato, que veían como un peligro el asumido injerencismo estadounidense, por las posibles ambiciones sobre los fronterizos territorios de Texas, Nuevo México y Alta California.
Estos sectores radicales de la política exterior, lograron que se pusieran en marcha actividades diplomáticas ambiciosas. Primero, un plan para restablecer las rutas comerciales del célebre Galeón de Manila, pero esta vez no con centro en Acapulco, sino en los puertos de Alta California, para detonar la economía de las más grande y despoblada de las provincias septentrionales, acelerar su poblamiento, incluso con migraciones del Lejano Oriente, y garantizar con ello, detener las ambiciones estadounidenses y británicas, o hasta las rusas, sobre el territorio; sin embargo, el ya mencionado triunfo de la Santa Alianza en España, frustró el plan debido a la postura peninsular de cerrar sus colonias al contacto con Hispanoamérica. Algo similar se planteó con Cuba y Puerto Rico, pero en el caso de la mayor de las Antillas, incluso se planificaron estrategias para apoyar movimientos independentistas en la isla y hasta la anexión con México; por única vez en la historia de la política externa mexicana, se declaró como estratégica una zona fuera del territorio nacional, pues asumiendo el control de Cuba, el país evitará que la isla sea usada como base de eventuales invasiones; no obstante esto también fracasó, no solo por la misma razón de Filipinas, sino por la imposibilidad mexicana de ejercer como una potencia preponderante del área.
Las dificultades para aplicar las acciones diplomáticas se acumularon; la negativa de la Santa Sede a nombrar obispos en México, pues respalda el desconocimiento español, comienza a generar presiones internas, la falta de obispos se traduce en inestabilidad en la Iglesia católica local, la institución que regula el registro poblacional y que ejerce una influencia significativa sobre la educación, la economía y la población en general, especialmente cuando se había conservado el orden virreinal de fueros para la iglesia. Ninguna nación europea, ni siquiera Francia, y por supuesto las de la Santa Alianza, tenían acercamientos con ninguna excolonia española. La pérdida de la frontera natural con la Gran Colombia aisló a México de América del Sur. 
El 4 de octubre de 1824 fue promulgada la primera constitución del Estado mexicano independiente: la Constitución de 1824, que estableció en su artículos 50 y 110, las facultades del Congreso y el presidente en materia de política exterior, respectivamente; encargándose el poder legislativo del desarrollo de las relaciones internacionales, y el ejecutivo en materia de nombramiento y remoción de secretarios, enviados diplomáticos y cónsules, así como en la concertación de compromisos internacionales; esta misma carta magna decidió unificar en un solo estado a Coahuila y Texas, para consolidar un poder regional fuerte y cercano (la capital común, Saltillo, era más grande y fácil de proteger que San Antonio), restringiendo con esto las ambiciones de autogobierno de los inmigrantes estadounidenses.
En 1825, el Reino Unido aprovechó la debilidad con la que España salió de la guerra de restauración absolutista y la buena relación de Estados Unidos con la Norteamérica británica, para acercarse a México; ese año no solo se produjo el primer reconocimiento de una potencia europea, sino que se accedió a los primeros créditos externos, indispensables para aliviar la situación económica post independencia. La prohibición del tráfico de esclavos por parte del presidente Guadalupe Victoria, produjo los primeros contactos con el entorno de África, ya que las potencias europeas con presencia en el continente, especialmente Reino Unido, Francia y Portugal, se vieron forzados a mantener vínculos con el gobierno mexicano para evitar conflictos con las embarcaciones que circulaban en el mar Caribe y el golfo de México con rumbo a Estados Unidos y las colonias europeas de las Antillas. El 1 de junio de 1825 se estableció formalmente la representación diplomática de Estados Unidos en la Ciudad de México, a cargo de Joel Roberts Poinsett; sus principales objetivos eran articular a grupos políticos locales afines para influir en el gobierno, favorecer los intereses económicos, renegociar el tratado fronterizo y ratificar los acuerdos de migración estadounidense hacia Texas.
Acorde con la nueva estructura jurídico-política, y ante el incremento de los compromisos internacionales de México, se procedió, el 7 de julio de 1826, a expedir el primer «Reglamento Interior del Ministerio de Relaciones Exteriores e Interiores», en el que se delimitaron tanto sus responsabilidades como sus atribuciones. Y para el 31 de diciembre de 1829, el presidente Vicente Guerrero expidió la primera ley del Servicio Exterior Mexicano. En este último documento, se estipularon las reglas por las cuales se establecían Legaciones Ordinarias, Legaciones Extraordinarias y Consulados. Ese mismo año, la abolición definitiva de la esclavitud y la proclamación del territorio mexicano como de libertad automática para esclavos extranjeros, radicalizó a los inmigrantes estadounidenses en Texas, respecto a sus intenciones para con dicha provincia mexicana y su sistema económico esclavista.

#### La cuestión de Cuba y el final de la reconquista española

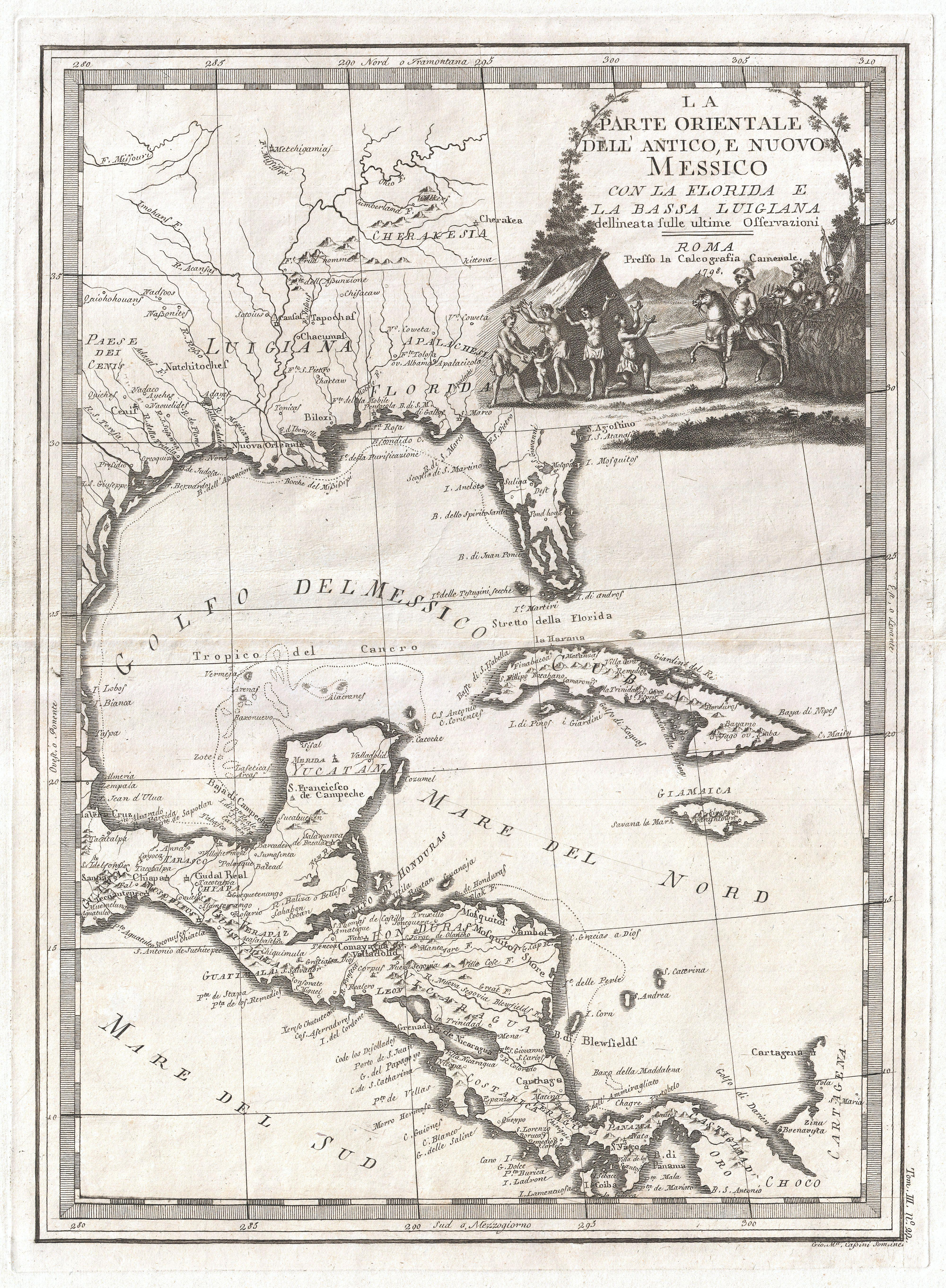
La influencia sobre la Capitanía General de Cuba era primordial para evitar los intentos de reconquista español.

Los temores mexicanos sobre el uso de Cuba como trampolín para los intentos de reconquista española, se hicieron realidad en 1825. Miembros del antiguo ejército realista, atrincherados desde 1823 en el Fuerte de San Juan de Ulúa, asentaron el camino para la llegada de una flota invasora proveniente de la Capitanía General de Cuba; el comandante español José Coppinger y un contingente de 2000 soldados, complementaron a los 200 realistas atrincherados; sin embargo fueron derrotados en la toma definitiva del fuerte el 23 de noviembre de 1825 por las tropas de Miguel Barragán y Pedro Sainz de Baranda. La urgencia por contener a España, derivó en la primera expedición naval fuera de territorio mexicano; la Armada de México combatió en las aguas cubanas a la marina española entre el 10 y 11 de febrero de 1828 en la batalla de Mariel, cayendo derrotados. Esto abrió las puertas a una última intervención española.
Entre el 27 de julio y el 11 de septiembre de 1829, se llevó a cabo la batalla de Tampico; la expedición de Isidro Barradas trato de tomar el puerto tamaulipeco y partir de ahí hacia la Ciudad de México, o en el menor de los casos, establecer una base española para recibir más apoyo. La expedición fue derrotada por las tropas de Antonio López de Santa Anna. España planeó una nueva invasión, esta vez a mayor escala; sin embargo, la Revolución de 1830 derrocó a su principal aliado, el rey Carlos X de Francia; lo que aunado a la situación interna de la antigua metrópoli cesó definitivamente sus pretensiones de reconquista en todo el continente; no obstante sigue sin reconocer a las nuevas naciones.

#### El Congreso continental de Panamá

Mapa de naciones invitadas en el Congreso de Panamá, 1826

Entre el 22 de junio y el 15 de julio de 1826 se llevó a cabo en la Ciudad de Panamá, de la Gran Colombia, el Congreso Anfictiónico. Convocado por Simón Bolivar en 1824, era la estrategia para iniciar la construcción de su ideal de una confederación de naciones hispanoamericanas; José Mariano de Michelena y José Domínguez Manso fueron los representantes del país en la primera cumbre internacional con participación mexicana. Los principales objetivos de la cumbre eran la coordinación regional en materia económica, militar, derecho internacional y de navegación; la formación de un frente común diplomático para alcanzar el reconocimiento de España; colaborar para la independencia de Cuba, Puerto Rico y Filipinas; instrumentalizar la «Doctrina Monroe» para hacer frente a Europa; abolición de la esclavitud en toda la región; fijación de las fronteras nacionales con base en el principio de uti possidetis, tomando como base el año 1810; y preparar la firma a mediano plazo de un tratado de unión perpetua y confederación. 
Sin embargo el congreso inició con dificultades, partiendo de la asistencia misma; Bolivia envió tarde a sus representantes; las Provincias Unidas del Río de la Plata, el Imperio de Brasil y Chile rechazaron la invitación; Paraguay y Haití no fueron invitados; la plena asistencia correspondió entonces a México, la anfitriona Gran Colombia, Perú y la República Federal de Centroamérica; Estados Unidos invitado como observador, participó activamente; de las potencias coloniales en el continente, solo acudieron como observadores Reino Unido y Países Bajos, mientras Francia, Rusia y evidentemente España, ni siquiera fueron contemplados.
Cada punto de la agenda significó un desencuentro entre los asistentes. Las fronteras según el uti possidetis hicieron chocar a México y Centroamérica por el Soconusco, y a Perú y la Gran Colombia por la Provincia de Guayaquil; el observador británico instigó el bloqueo de cualquier medida que llevara a una guerra para liberar al Caribe español, pues eso podría tener un efecto dominó en el Caribe inglés; la cuestión de los aranceles canceló cualquier negociación comercial; Estados Unidos saboteó el tema abolicionista; además el recelo entre México y el país sede por el liderazgo de la zona, dificultó aún más los acuerdos. El Congreso se trasladó a Tacubaya en México y reinició en agosto; sin embargo Perú rechazó asistir, por lo que el resultado final del congreso, el «Tratado de Unión, Liga y Confederación Perpetua», solo se firmó entre Gran Colombia, Centroamérica y México, no obstante solo el gobierno colombiano lo ratificó hasta 1837. El contenido del acuerdo solo declaraba la paz y amistad perpetua entre las naciones firmantes, estipulada un pacto de defensa mutua, determinaba seguir promoviendo los objetivos del congreso y llevar a cabo eventuales reuniones para alcanzar acuerdos en esos temas.

### La amenaza existencial del estado en el centralismo

#### El reconocimiento español y la ampliación del servicio exterior

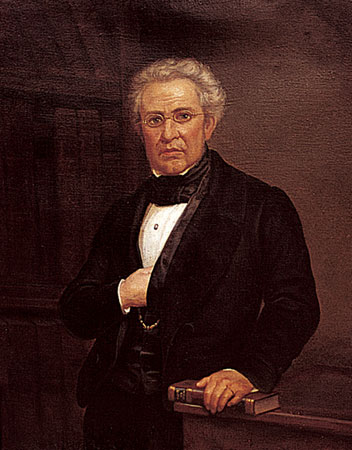
Lucas Alamán, impulsó una política exterior más activa para conservar la soberanía nacional.

La década de 1830 comenzó con una serie de eventos que produjeron un optimismo respecto a la inserción de México en el escenario internacional; esto en gran medida debido a las gestiones del ministro de relaciones exteriores Lucas Alamán. El historiador y conservador mexicano, figura influyente de los presidentes mexicanos surgidos de dicha corriente política, dio lectura a los acontecimientos internacionales para actuar en consecuencia, dejando de lado la diplomación planificada de la época del imperio, que no mostró grandes avances.
El canciller mexicano proyectó a la República Federal de Centroamérica como una zona de influencia estratégica, retomando incluso la idea futura de una reunificación; aceleró los contactos para conciliar el conflicto territorial por el Soconusco, aunque nunca se iniciaron negociaciones; y consciente de la debilidad del gobierno centroamericano, lo convenció de una mayor cercanía con México, para hacer frente a una eventual invasión inglesa desde la Honduras Británica. En América del sur, asumió como propio el proyecto integrador de Simón Bolívar, pero negociando por separado con cada nación del cono sur, para evitar los recelos por el liderazgo de la región. Aprovecho esto también, en virtud de la situación interna del Imperio de Brasil, luego de que los miembros portugueses de la corte, proclives a una visión imperialista sobre sus vecinos sudamericanos, abandonaron el país, y se fortalecieron los grupos locales, de visión más nacionalista y de acercamiento respecto a sus pares de la zona; con lo anterior Brasil no se opondría como "potencia regional" al acercamiento de México. A lo largo de la década terminaron por establecerse las representaciones mexicanas en todo el subcontinente.
En Europa, la ya mencionada Revolución de 1830 trajo consecuencias benéficas a la diplomacia mexicana. La llegada al trono francés de Luis Felipe I, significó el alejamiento galo con los españoles; ese mismo año se reconoció la independencia de México, y entre 1831 y 1833 se intercambiaron ministros plenipotenciarios. El declive de la influencia española, ya sin su mayor aliado europeo, permitió el acercamiento con varias naciones europeas como Prusia, Países Bajos y algunos de los estados de la Confederación Germánica. En esta misma coyuntura, el sacerdote y diplomático Francisco Pablo Vázquez, gestionaba con la Santa Sede el reconocimiento del mayor país católico en Hispanoamérica; las negociaciones fueron fructíferas, y el 29 de noviembre de 1836, el Papa Gregorio XVI reconoció la independencia de México, para evitar la pérdida de influencia de la curia local, que favorece la posición de la Iglesia católica; posteriormente se volvió a designar obispos para el país.  
En 1833 murió Fernando VII, su hija Isabel II era menor de edad y la regencia quedó en manos de su madre, la reina María Cristina de Borbón; la regente española dejó de lado las pretensiones de restauración imperial de su fallecido esposo, consciente de los severos problemas internos y la falta de aliados estratégicos; sin embargo resultó definitivo para su cambio de postura los acontecimientos de la guerra carlista, iniciada el mismo año de la muerte del rey, por el reclamo del trono a favor de Carlos María Isidro de Borbón; ya que era posible que este se acercara a las naciones hispanoamericanas en búsqueda de apoyo, a cambio de legitimar sus gobiernos ante la corona española; por lo que la regente inició contactos con México en aras de servir como puente para la conciliación definitiva con sus antiguas colonias en América y esto le redituara en apoyo popular entre la población peninsular. El 28 de diciembre de 1836 se firmó el «Tratado Santa María-Calatrava», mediante el cual, España reconoció la independencia de México y establece formalmente relaciones diplomáticas, a cambio la nación americana renunciaba a sus pretensiones sobre Cuba y Filipinas.

#### El septentrión mexicano como eje de la política externa

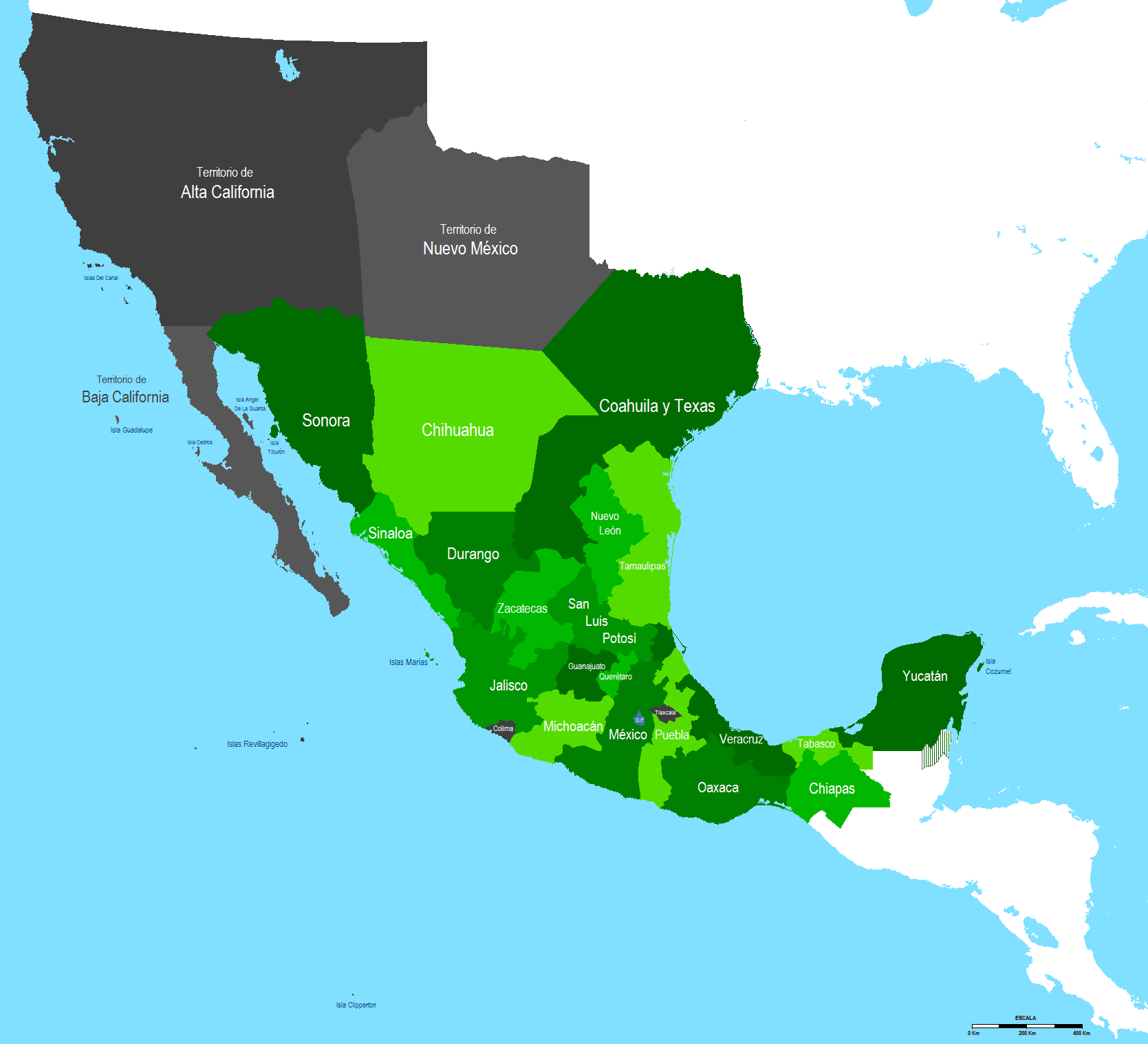
División política de 1830. Detener la ambición estadounidense sobre el extremo norte mexicano se convirtió en la prioridad de la diplomacia mexicana.

La estrategia de inserción diplomática de México en el mundo, tenía un objetivo central: consolidar el reconocimiento internacional del país para favorecer la conservación del estado mexicano; Lucas Alamán sabía que un gobierno nacional con presencia y apoyo en el exterior, contendría de mejor manera las ambiciones expansionistas estadounidenses sobre los territorios del septentrión. La soberanía sobre Alta California, Nuevo México y Texas era un asunto de seguridad nacional, y para ello trabajaba la diplomacia mexicana desde la proclamación de la Doctrina Monroe en 1823. No obstante el antecedente estaba marcado desde la llegada del embajador estadounidense Joel Poinsett; en conversaciones con los miembros de la comisión de asuntos exteriores de la Junta Gubernativa del Imperio, Poinsett abiertamente planteaba que, en la renegociación del Tratado Adams-Onis, la intención de su gobierno era hacer una oferta de compra venta, no solo por las tres provincias del septentrión, sino también por las provincias de Sonora, Chihuahua, Coahuila, Nuevo León y Tamaulipas. Si bien la oferta no era formal aun, la alarma en todos los sectores de la política mexicana dirigió los esfuerzos en prevenir la amenaza existencial de la nueva nación ante la emergente potencia.
El emperador Agustín I había concedido nuevos permisos para la inmigración regulada de colonos estadounidenses en Texas, bajo las condicionantes de convertirse al catolicismo, aprender el idioma español y las restricciones vigentes a la trata de esclavos; la intención era poblar la provincia texana para asegurar su protección, no obstante los colonos no cumplieron con las disposiciones y su crecimiento demográfico fue de la mano de un aculturamiento anglosajón de la provincia. Luego de la caída del Imperio, la política interior buscó la conciliación empatizando con Estados Unidos, al imitar su sistema federal y republicano; en tanto la política económica buscó el apaciguamiento favoreciendo los intereses financieros del vecino en detrimento de Europa. 
Fue la política externa la que mantuvo una postura más dura en las relaciones, al negar cualquier renegociación del tratado fronterizo, que implique la cesión de cualquier territorio. El resultado fue un ligero cambio en la postura estadounidense, que ofrece una solución bipartita al «problema con los pueblos nativos hostiles», pues una frontera que tenga como límites naturales el Río Nueces al sur y las Montañas Rocallosas al norte, detendría a las huestes indígenas, la opción significaba la cesión de Texas. No obstante la Constitución de 1824 detuvo esto al integrar en un solo estado a Texas con Coahuila. Como se mencionó párrafos arriba, la prohibición del tráfico de esclavos en 1825 y la declaratoria de territorio libre para esclavos extranjeros en 1829, supusieron un golpe a los intereses de los colonos anglosajones en Texas, pero endureció la postura estadounidense, que ahora involucró el tema del esclavismo en las negociaciones, condicionando el acuerdo fronterizo a la garantía mexicana de extraditar a cualquier esclavo venido de Estados Unidos.
Para la década de 1830 los colonos anglosajones, no eran solo grupos numerosos y aislados de comunidades autogobernadas con los usos y costumbres estadounidenses, para entonces ya existían personajes que deliberadamente actuaban para organizar a los inmigrantes estadounidenses en busca de una mayor autonomía, la independencia plena y la anexión a Estados Unidos, sobresalen Stephen Austin y Samuel Houston; este último formaba parte de una última camada de «colonos» vinculados directamente con el gobierno estadounidense para instigar la rebelión interna y producir la separación de Texas.
El Tratado de Adams-Onís fue renegociado con éxito en 1832, los límites se mantuvieron prácticamente iguales, salvo algunas leves variaciones por el cambio en el cauce de los ríos fronterizos Sabine, Rojo y Arkansas; sin embargo esto no significó un alivio para la diplomacia mexicana, el embajador José María Montoya enviaba correspondencia constante a la capital de la república, sobre los esfuerzos de Washington para desestabilizar la situación en Texas; además los acontecimientos internos en Estados Unidos referentes al enfrentamiento entre estados esclavistas y abolicionistas, comenzaron a contemplar «el expansionismo como solución» basándose en el Compromiso de Misuri, lo que suponía una especie de consenso para avanzar hacia el oeste. 
A inicios de 1835 se acumularon las evidencias del injerencismo estadounidense en Texas, reportadas por el cuerpo diplomático mexicano: reclutamiento de milicianos, recaudación de fondos, propaganda periodística en favor de la «libertad texana», tráfico de armas y demandas en tribunales por supuestos perjuicios a propietarios estadounidenses en México. La cancillería mexicana de José María Ortiz Monasterio elevó una protesta diplomática ante su par estadounidense, por las acciones hostiles e injerencistas que violaban el derecho internacional, incluso invocó la misma ley estadounidense de neutralidad, que estaba siendo vulnerada. La respuesta de Estados Unidos fue el uso de dos argucias legales para deslindarse del asunto; primero declara zona neutral su frontera con Texas, asegurando su "protección" para tranquilizar a México, sin embargo eso implicaba que los rebeldes podrían refugiarse en territorio estadounidense sin ser perseguidos y no habría restricciones al comercio interfronterizo, por lo que armas y provisiones podían seguir llegando; la segunda argucia fue declararse sin facultades para combatir los reclutamientos y financiamientos por ser "actividades privadas".
La guerra de independencia texana encabezada por los mencionados Austin y Houston, se libró entre el 2 de octubre de 1835 y el 21 de abril de 1836; luego de ser derrotado en la batalla de San Jacinto, Antonio López de Santa Anna fue obligado por Samuel Houston a firmar el Tratado de Velasco, que declaraba la rendición y retiro de las tropas nacionales, y que implícitamente consideraron los anglo-texanos como el reconocimiento de su independencia.

#### El «agiotismo» como problema diplomático

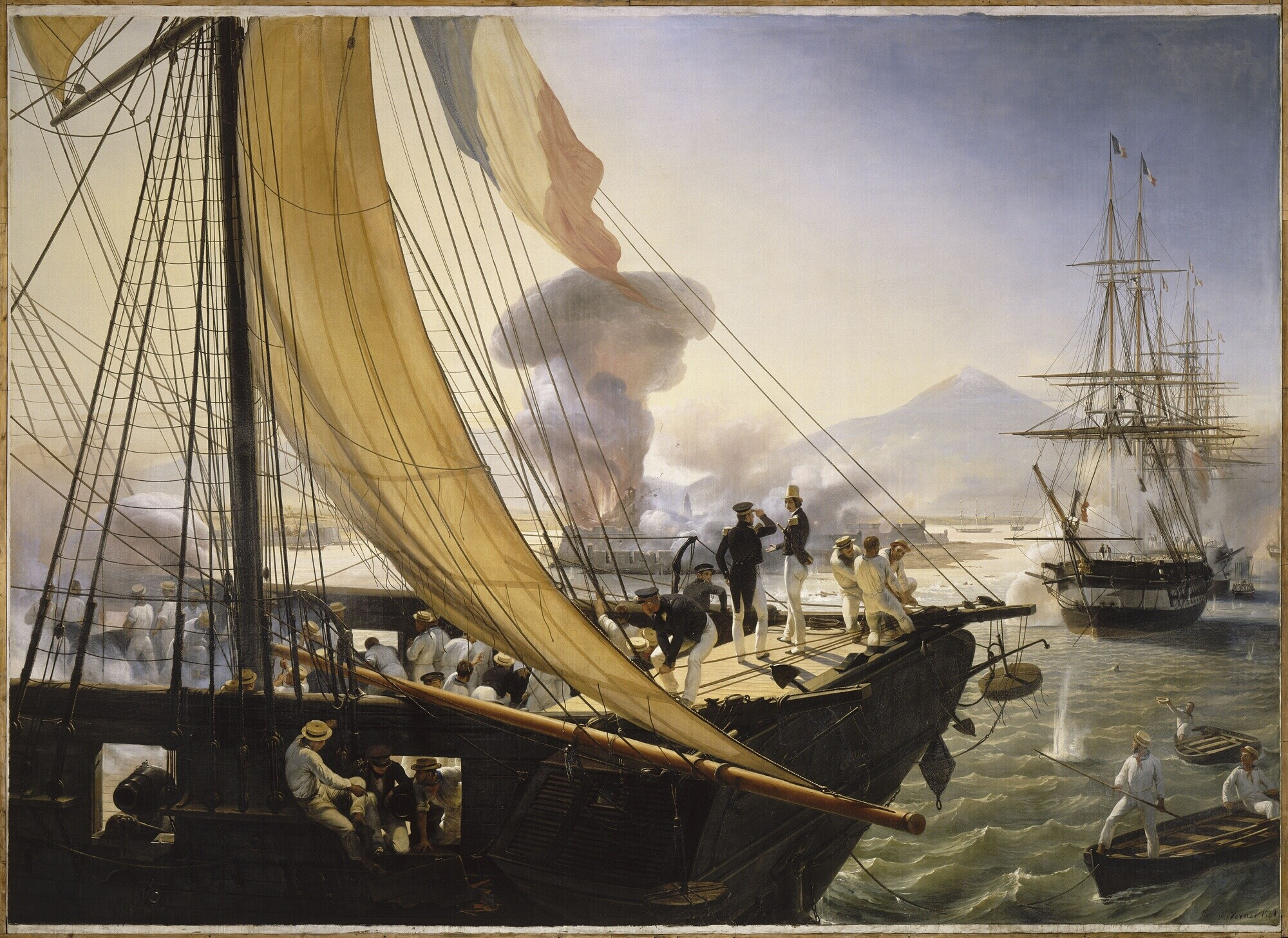
Bombardeo de San Juan Ulúa visto desde la corbeta francesa BHY', en el contexto de la «Guerra de los pasteles».

Durante la primera mitad del siglo XIX, dos prácticas muy comunes en las relaciones internacionales afectaron a México de manera considerable. Por un lado el fenómeno de las reclamaciones o protestas diplomáticas basadas en conflictos entre particulares, o estos con un gobierno extranjero, donde estuviera involucrado un ciudadano residente en el extranjero; por otro lado el hecho de la creciente influencia de los bancos privados de las grandes potencias, especialmente los británicos, cuyos préstamos tanto a estados, como a empresarios extranjeros, se volvieron un mecanismo de injerencia en los asuntos internos de dichas naciones, por parte del gobierno que «respalda» a su institución financiera. Los litigios y negociaciones, solían hacerse bajo la presión de amenazas del uso de la fuerza, suspensión del crédito o bloqueo comercial. La vulnerabilidad con la que México transitaba sus primeras décadas de independencia, lo hizo presa fácil de estas prácticas; el primer antecedente lo había marcado el propio Reino Unido, cuando condiciona a finales de la década de 1820, la llegada de nuevos créditos de sus bancos, a cambio de renunciar a cualquier reclamación sobre la Honduras Británica, y años más tarde a desligarse de cualquier apoyo a Guatemala, referente a sus propias reclamaciones en torno el mencionado territorio.
Esta estrategia usada por las grandes potencias tuvo su consecuencia más fuerte en la denominada «Guerra de los pasteles», la primera intervención francesa, ocurrida entre 1838 y 1839; tuvo como «casus belli» las reclamaciones por daños y perjuicios a comerciantes franceses desde varios años atrás, durante las múltiples revueltas y asonadas en el país. La guerra no tuvo un triunfador como tal, pues aunque México se vio obligado a pagar indemnizaciones, Francia tuvo que cancelar el convenio de 1827 para la solución de controversias, que fue el documento usado para justificar la invasión.

#### La diplomacia mexicana ante la invasión estadounidense y la pérdida de territorio

##### Contexto internacional

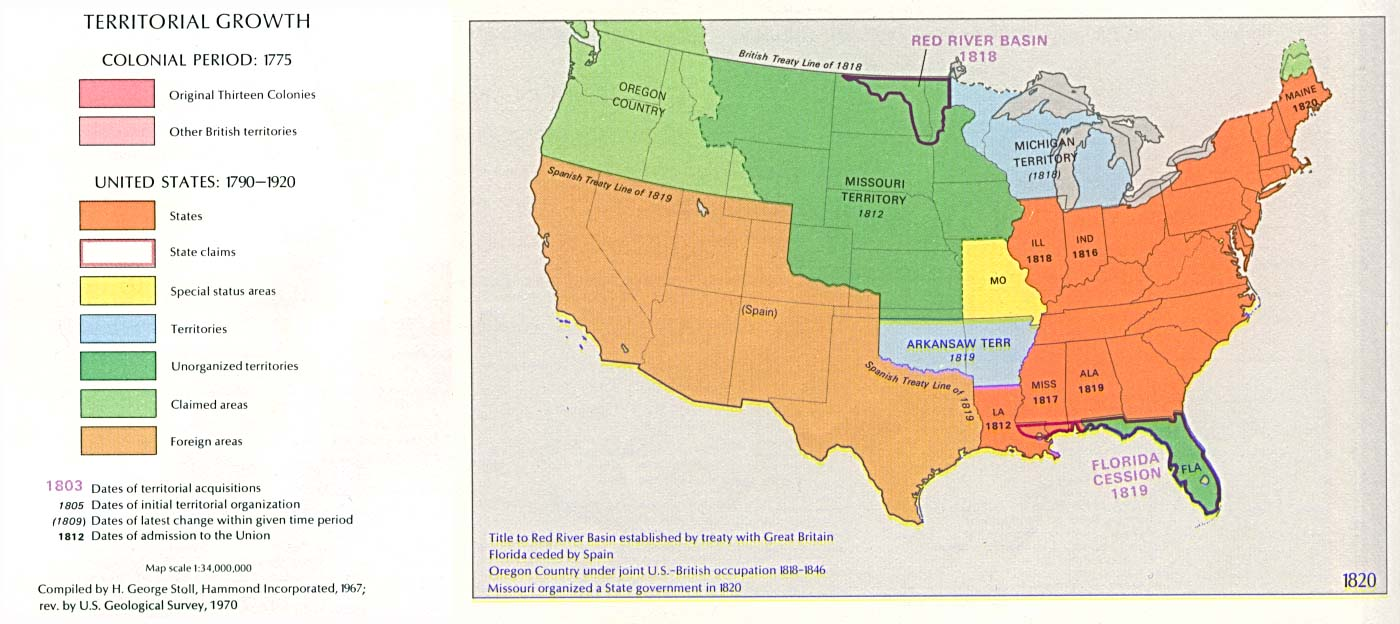
Los Estados Unidos en 1819. El Compromiso de Misuri estableció la prohibición de la esclavitud en los territorios occidentales (color verde) al norte del paralelo 36°30′ con excepción del estado de Misuri (amarillo), y la permitía al sur, en los futuros estados del Territorio de Arkansas (azul claro).

La independencia de Texas, generó diversas posturas en el escenario internacional. En Europa, el Reino Unido creyó que la autoproclamada República de Texas servirá como «estado tapón» para contener el expansionismo estadounidense, pues consideraba poco viable la anexión, ya que los estados abolicionistas no permitirán que el equilibrio de fuerzas pactado en el Compromiso de Misuri se rompiera; además de vislumbrar una posible restauración española en México dada la debilidad del país, aun así siguió favoreciendo la relación con este por los lazos comerciales que le eran más favorables. La república texana recibió el reconocimiento de Estados Unidos, Francia, Reino Unido, Países Bajos y Bélgica. En Centro y Sudamérica, una combinación de lealtad hispanoamericana, recelo y displicencia, negaron cualquier contacto con la provincia rebelde mexicana.
En el caso estadounidense, el gobierno de Andrew Jackson, no se apresuró al reconocimiento inmediato, por dos razones: no quería evidenciar el apoyo estadounidense a la causa texana, y quería esperar si habría un intento de reconquista mexicana, ante el cual no estaba dispuesto a intervenir; por ello el reconocimiento lo otorgó un día antes de dejar el cargo en manos de Martin Van Buren en marzo de 1837. 
Una de las tesis descritas por los conservadores mexicanos para la proclamación del sistema unitario de gobierno en 1835, era que la consolidación de un fuerte poder central podría evitar la desintegración territorial, sin embargo, paradójicamente, esta fue una de las excusas usadas por los inmigrantes anglosajones para promover entre los mexicanos de Texas, la separación con el régimen que «rompió el pacto federal». Y desencadenó varios movimientos menores de separatismo en otras zonas del país.
La reacción de la política exterior mexicana fue intensificar la inserción de México en el extranjero; esto especialmente en América, donde los delegados mexicanos constantemente referían la necesidad de un nuevo congreso continental. Durante la década de 1830, México realizó varias convocatorias a una asamblea de estados americanos para consolidar el proyecto bolivariano. Sin embargo, los años 1840 coinciden con la degradación paralela de los problemas internos y las diferencias externas en el hemisferio. Brasil reasumió una postura de potencia regional, al tiempo que iniciaban las disputas territoriales entre todos los países sudamericanos, y las crisis políticas locales evitaban cualquier incentivo para una coordinación entre diplomáticos. Los países hispanoamericanos, Brasil y Haití, miraban con recelo el ímpetu mexicano por la unión continental, pues creían que esto era movido más por conseguir una alianza de defensa contra Estados Unidos, que por integrar una confederación internacional. Además las prioridades diplomáticas eran otras, Centroamérica veía como mayor amenaza a Reino Unido, en tanto para Sudamérica la prioridad era acercarse a los británicos y los estadounidenses, pues veían en el tamaño de Brasil un gigantesco tapón para evitar invasiones, como las que temia México. Esta serie de acontecimientos marcaron el inicio de un profundo aislamiento entre los subcontinentes.
Aunque era claro que la intención de los secesionistas anglo-texanos, para con la independencia, era allanar el camino a una anexión con Estados Unidos, encontró freno en la compleja disputa esclavista en Estados Unidos; no solo por el ya mencionado tema del Compromiso de Misuri, que restringía la creación de estados al mantenimiento de la paridad esclavista-abolicionista, sino porque la Constitución de Estados Unidos no contemplaba la anexión "voluntaria" de países soberanos, y en todo caso la incorporación texana debía pasar por un largo proceso en el que se consultaba a estados y cámaras legislativas, que en un sistema bipartidista como el suyo, requería de años de negociación.

##### La relación con Texas
Esta coyuntura fue aprovechada por México para intentar aislar a Texas, intensificando los contactos comerciales con Estados Unidos a través de los puertos del Golfo de México, y la frontera de la Alta California y Nuevo México, esperando que la cercanía provocará que el gobierno vecino considerara a Texas como «un tercer país», es decir, que no interviniera en las disputas texano-mexicanas. Por ello, entre 1840 y 1842 intentó infructuosamente lanzar expediciones de reconquista, frustradas en gran medida porque las tropas eran usadas por los militares que se rebelaron contra el gobierno nacional.
México no solo no reconocía la independencia de la República de Texas, declarada ilegal por múltiples motivos (Santa Anna no estaba facultado para firmar ningún tratado; el acuerdo firmado era de rendición y retiro, no de aceptación de soberanía; ni la anterior Constitución de 1824, ni la vigente de las Siete Leyes, consideraban una secesión del territorio), sino que tampoco aceptó los constantes llamados de negociación de su gobierno para "resolver el problema fronterizo". 
Texas exigia como frontera, sin ningún fundamento (salvo los mapas de poblaciones elaborados por colonos angloparlantes después de la década de 1820), el Río Bravo desde su desembocadura en el golfo, hasta el quiebre de este hacia el norte, cerca de la población de El Paso; sin embargo esta postura era absurda, pues varios de los territorios reclamados en ese margen nunca habían pertenecido a Texas. La franja entre el Río Bravo y el Río Nueces (marcado por México como la frontera texana) pertenecía a Tamaulipas, los territorios ubicados al occidente de la cuenca del río en Coahuila eran parte de Chihuahua y Nuevo México; además en 1827 la constitución del estado de Coahuila y Texas había delimitado el territorio texano en un solo departamento con centro en San Antonio, y su delimitación era acorde a las fronteras dictadas por la Constitución de Cádiz para la entonces Comandancia General de las Provincias Internas, es decir el Río Nueces como frontera sur.
A la tensión por los reclamos fronterizos se sumó una "invasión" en 1842 por parte de Texas a México, para tratar de apropiarse de Nuevo México, la derrota texana en esa expedición, mostró la debilidad del presunto país, provocando dos efectos paralelos: la efervescencia mexicana por lograr la reincorporación texana a mediano plazo y la radicalización texana para obligar la anexión rápida a Estados Unidos; ambas tuvieron consecuencias, en el caso de México, pausó los planes de reconquista al considerar que la debilidad texana los orillaría a reincorporarse pacíficamente como ocurrió con Yucatán en 1841. En el caso texano apelaron a la protección de aquellos migrantes estadounidenses que aun no tenían la ciudadanía texana, para que al menos, el gobierno de Washington estableciera un protectorado.

##### La Alta California como nuevo eje de la política exterior
La cuestión texana abrió paso a una serie de teóricos nacionalistas en Estados Unidos para definir de mejor forma su ideología imperialista del «Destino manifiesto»; complementaron la creencia de que eran "el pueblo elegido por Dios para llevar su modo de vida al mundo", con la idea de que el avance hacia el oeste tenía como objetivo final conectar los dos océanos, el Atlántico y Pacífico, y que de ello depende la civilización. Estados Unidos ya tenía una salida al océano Pacífico a través del Territorio de Oregón, sin embargo contaba con dos inconvenientes; el primero era su condición de condominio con el Reino Unido, vía la Norteamérica Británica, que sin embargo tenía poca presencia en el área; no obstante el gobierno estadounidense se abstenía de chocar con los británicos por el control de esta, no solo por el tratado de paz de 1815, sino porque compartían la visión de mantener estable la zona para evitar el avance de la América Rusa; el segundo inconveniente era que, longitudinalmente los puertos de Oregón estaban muy alejados de los mercados del Extremo Oriente y de las rutas a Oceanía, además de las gélidas temperaturas en el invierno, por lo que no era muy práctico para su ambición costera.
Es por ello que la ambición expansionista se situaba ahora sobre Alta California, un territorio con un puerto natural de zona templada y en línea recta hacia China, la Bahía de San Francisco; además la poca exploración y control que españoles y mexicanos ejercieron sobre la zona, lo convertía en un área con enorme potencial de recursos aun no encontrados. Por lo que Oregón dejó de ser prioridad en el acceso al Pacífico, al resultar la Alta California, más susceptible de conquistar.
La nueva ambición no era coincidencia, pues acontecimientos en Asia, resignificaron el valor de la Alta California. Si bien existía un constante comercio con el oriente desde la época antigua, la revolución industrial del siglo XVIII y el aislamiento parcial que decretó la Dinastía Qing al final de la misma centuria, resultó en una caída del intercambio comercial. La primera guerra del Opio ganada por el Reino Unido (y su consecuente asentamiento en Hong Kong) entre 1839 y 1842, obligaron al Imperio Chino a salir de su parcial aislamiento y reactivar el comercio a los niveles que tuvo durante siglos. Con ello Reino Unido también comenzó a ambicionar los cálidos puertos del extremo norte mexicano, no obstante, su interés no era el de una conquista, sino repetir la experiencia practicada en la India, con una compañía privada que tuviera la concesión de los puertos.
La reacción mexicana a estos nuevos movimientos fueron meramente internos, para evitar que ocurriera lo mismo que en Texas. No obstante el panorama era distinto, la zona controlada en plenitud por el estado mexicano, la costa sur de la Alta California, tenía mejores comunicaciones y nexos con el resto del país. Desde la época de la colonia, Los Ángeles y San Diego, los mayores poblados, contaban con un camino que los unía y abastece con las ciudades de Sonora, el sentido de identidad, dada la poca población extranjera, era mucho más fuerte; mientras que la población estadounidense solo tenía presencia en el extremo norte del territorio en asentamientos pequeños y no organizados, como había ocurrido en Texas. Tanto el antiguo Imperio español, como México, habían planeado detonar el comercio de la costa con Asia, pero la decadencia del primero a finales del siglo XVIII y la crisis del segundo en las primeras décadas de vida independiente, evitaron que esto se llevara a cabo. Mientras, la diplomacia mexicana, poco o nada podía hacer, Estados Unidos argumentaba las mismas limitantes para detener el flujo de colonos, que tenían las mismas ambiciones que los texanos de la década de 1820; el resto de América veía distante al país y sus problemas, y en Europa estaba consolidada la visión de respetar las zonas de influencia estadounidense.

##### La anexión de Texas
El proceso de anexión de la República de Texas dentro de los Estados Unidos, se desenvolvió en medio de acontecimientos tanto internos como externos, pero también con la intervención de terceros países. La aristocracia esclavista de los estados del Sur profundo de Estados Unidos, inició una abierta campaña desde 1840 para impulsar la incorporación de un territorio, que por derecho, sería esclavista una vez anexado; su temor era que la neutralidad de Washington D. C. guiara a Texas a aliarse con Reino Unido, este impulsara su industrialización, y en consecuencia se aboliera la esclavitud.
Sin embargo, la postura del Reino Unido iba más allá: pretende lograr el reconocimiento de México a su provincia rebelde, para que su función de Estado colchón sostuviera la atención de los EE. UU. en el golfo y esto alejase su interés en Oregón y Alta California, al menos hasta que concretara el establecimiento de una Compañía británica ahí.
La muerte en 1841 del presidente William Henry Harrison, neutral e indiferente a la cuestión texana, permitió el ascenso de John Tyler, partidario de la anexión, aunque por la vía diplomática, negociando directamente con México. Sin embargo el embajador mexicano Juan Nepomuceno Almonte, no solo negó cualquier posibilidad de negociación, sino que elevó una protesta diplomática por la continua interferencia de estadounidenses en asuntos texanos. El Congreso de Estados Unidos rechazó la primera solicitud de anexión en 1844; en ese año electoral el tema de la incorporación texana fue parte importante de la propaganda y debate público; al tiempo que un inesperado candidato de las primarias emergió como favorito, James K. Polk, partidario de un expansionismo más duro y rápido. 
Para no exacerbar a México y al Reino Unido, el gobierno de Tyler intentó una última negociación, esta vez más conciliadora, pero que incluye elementos de amenazas veladas, como la teoría de que una Texas independiente desencadenaría tarde o temprano una guerra, o suposiciones infundadas de que la voluntad popular texana (incluso los mexicanos originarios) era la anexión por tener una identidad común con el estadounidense, y también se ofreció retomar la compraventa como antes de 1836; incluso se usaron documentos falsos de una supuesta integración original de Texas en la Luisiana francesa, que en la época de la Luisiana española había pasado por error al Virreinato de la Nueva España (cosa que jamás ocurrió), y que solo se buscaba resarcir el error del tratado de 1819. 
Todos los argumentos estadounidenses fueron refutados con evidencia como falsos y abiertamente expansionistas, considerados como intentos desesperados por influir en la elección local y coaccionar la decisión de México, a sabiendas de que este no estaba listo para una guerra y que el dinero era muy necesario por su crisis interna; el representante estadounidense se sintió ofendido por la argumentación del ministro de exteriores mexicano Manuel Crescencio Rejón, y las negociaciones, así como las mismas relaciones diplomáticas, fueron suspendidas en diciembre de 1844. El 1 de marzo de 1845, usando un vacío constitucional, apelando a la mayoría simple en ambas Cámaras, Tyler logró la aprobación de la anexión de Texas. Sin embargo, en las semanas siguientes Reino Unido y Francia realizaron un trabajo de cabildeo en Texas para que, antes de que su congreso solicitara y aprobara la anexión, buscara una última negociación con México para el reconocimiento de su independencia; los intentos fueron infructuosos y Texas proclamó su anexión el 4 de julio.

##### La invasión estadounidense

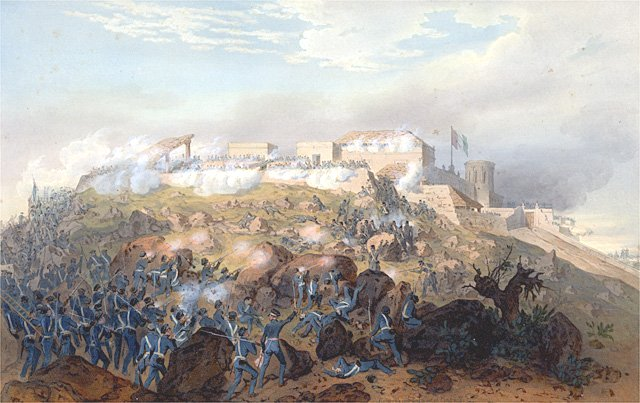
La batalla de Chapultepec en las cercanías de la Ciudad de México (1847).

El ascenso al poder de James Polk (4 de marzo) y la anexión de Texas (4 de julio) en 1845, fueron el detonante para el apogeo y efervescencia de la vieja doctrina del «Destino manifiesto». Ambos sucesos exacerbaron las posturas reaccionarias de todo el país respecto al nacionalismo estadounidense, ya que no solo se trataba del supremacismo blanco, el fanatismo evangelista y la aristocracia esclavista del sur algodonero; los estados industriales y abolicionistas del norte también respondieron de manera asertiva a dichos eventos, pues para ambos polos, siempre opuestos, que un presidente comprometido con el expansionismo, lograra con éxito la llegada de Texas a la Unión, significa el punto de partida para, sin interferencias, apropiarse del resto de América. El ideal capitalista de los estados del norte, de tener litorales en los océanos de mayor tráfico comercial, teniendo en el camino múltiples recursos por explotar, estaba muy cerca y debían apoyar al presidente que aseguraba lo lograría.
En los meses siguientes una oleada de propaganda expansionista, con elementos racistas y belicistas, se diseminó por todo el país; esta no solo tenía origen político, pues periodistas, pastores evangélicos, artistas, escritores, líderes sociales y demás figuras influyentes de la opinión pública, se encargaron de difundir la idea de un "designio divino y obligación patriota" para conquistar por la fuerza la costa del Pacífico, y de ahí el hemisferio completo.
Las noticias del expansionismo belicista promovido en todo Estados Unidos, llegó a oídos del Reino Unido y México. La potencia europea que vivía el cenit de su imperio, no tenía interés en enfrascarse en una posible guerra con su excolonia, por lo que decidió esperar al escenario más probable, la invasión y despojo a México, para que un cansado Washington, prefiriera negociar por Oregón; en tanto México, con las mismas dificultades diplomáticas de la guerra con Texas (aislacionismo continental e indiferencia europea), decidió prepararse ante un escenario de invasión o subversión instigada en la Alta California y Nuevo México, como ocurrió con Texas.
La primera estrategia de Polk para una casus belli que legitimara una invasión, era hacerse cargo de las fallidas disputas territoriales texanas con México (las mismas que el ex embajador Rejón en 1844 había evidenciado como falsas), para orillar a una invasión mexicana a Texas; la supuesta frontera texana en el Río Bravo, fue asumida como un tema legal del gobierno estadounidense y convocó a México a negociar. A pesar de la inestabilidad interna, el gobierno mexicano se rehusó, pues considera el tema fronterizo como innegociable al existir una separación y anexión ilegal.
Ante el fracaso de la provocación diplomática, Polk presionó al gobernador texano para desplazar tropas estatales a la franja de territorio en disputa, entre los ríos Nueces y Bravo, administrada en ese momento por el estado mexicano de Tamaulipas. Además envió un navío de guerra frente a las costas de Matamoros para provocar una reacción violenta de México; este último acto de provocación sucedió luego de que Polk fuera rechazado por enésima vez de una nueva "propuesta de paz", que consistía, con un descarado expansionismo, en una venta voluntaria de toda Alta California y Nuevo México para detener una posible guerra. Sin instancias internacionales a las cuales acudir, la diplomacia mexicana dejó el tema de la amenaza estadounidense en un asunto de política interna, es decir de defensa militar.
El 26 de mayo de 1846 tropas invasoras en la mencionada franja entre los ríos Bravo y Nueces, fueron emboscados por soldados mexicanos; esto desató la guerra entre ambos países. México enfrentó la invasión estadounidense entre 1846 y 1848; la superioridad numérica, armamentística y de disponibilidad de recursos, inclinó la balanza a favor de los estadounidenses. En contra de México no sólo jugaron los factores por inferioridad de capacidades para su defensa, sino la situación caótica en las disputas por el poder en la capital; también se añade la indiferencia de algunos estados para proveer la defensa nacional y las divisiones entre los combatientes. 
Salvo la resistencia popular en el sur de California (Los Ángeles y San Diego), la rebelión indígena en Nuevo México, las guerrillas locales en Tabasco, Chihuahua, Coahuila, Michoacán, Jalisco y Durango, y los enfrentamientos del ejército en Nuevo León y la Ciudad de México (destacando la celebre defensa del Castillo de Chapultepec), no hubo mayor contención al avance invasor. Estados Unidos ocupó la capital el 14 de septiembre de 1847.

##### El tratado de Guadalupe-Hidalgo

Propuestas para fijar la frontera mexicano-estadounidense, en el contexto de las negociaciones para poner fin a la ocupación estadounidense en 1848.

El gobierno mexicano quedó a cargo de Manuel de la Peña y Peña y se trasladó a Querétaro; el ejército de ocupación estaba al mando de Winfield Scott y el representante del presidente Polk que negociaría el fin de la guerra sería Nicholas P. Trist. La noticia de la ocupación de la Ciudad de México, fue recibida con júbilo por los fanáticos del expansionismo en todo Estados Unidos, sectores de los industriales estados del norte hicieron un llamado al gobierno de aprovechar la ocupación mexicana para una anexión total, y de esta manera abrir el camino de la expansión hacia el sur. Polk era partidario de esta idea, y dio indicaciones a Trist que esto fuera el punto culminante de la oferta estadounidense para el fin de la guerra, convencer a México de que una anexión total evitaría los efectos catastróficos de una anexión parcial; a esta postura dentro de los EE UU se le conoció como movimiento «All Mexico». 
Sin embargo Polk encontró tres inesperados opositores a esta idea. Primero, el ejército estadounidense rechazó la postura de "conquistar" la totalidad del territorio, ante las dificultades que estaba viviendo el ejército de ocupación, no solo por la gran cantidad de recursos que se consumían para sostenerla; sino porque el proceso de pacificación implicaría combates muy largos en una campaña de guerra de guerrillas en las zonas más pobladas del país, como el Bajío, el Occidente y el Valle de México; ocupar la península de Yucatán (incluso incontrolable para el gobierno mexicano), significaba tener una segunda frontera al sur con una posesión británica (Honduras Británica), lo que era estratégicamente arriesgado. El segundo opositor fue el congreso, ante el enorme peso de redistribuir el equilibrio de fuerzas del Compromiso de Misuri, en un territorio, que si bien era similar al de la Luisiana francesa de 1803, tenía siete millones más de habitantes. 
Dentro del mismo congreso surgió una sorpresiva tercera oposición a la anexión total; la opinión pública de los sectores más reaccionarios del sur y de algunos estados norteños, que a través de sus representantes hicieron sentir el recelo de los fanáticos racistas del «destino manifiesto»; estos veían una incompatibilidad cultural en la posibilidad de otorgar la ciudadanía a siete y medio millones de mexicanos, quienes en su mayoría eran mestizos o indígenas, practicaban la religión católica y hablaban español; un choque cultural que el racismo estructural estadounidense no deseaba, pues creían que el destino manifiesto solo debía incluir a la población blanca.
Para evitar una división entre el consenso expansionista que Polk había logrado tras su elección, cambió su postura e indicó a Trist, que abriera la oferta estadounidense en el punto más alto y costoso posible para México, para obligarlo a negociar la ambición original de la invasión, solo acceder al norte extremo del país.
Las negociaciones iniciaron a finales de 1847, encabezadas por el propio Manuel de la Peña y Peña, quien solicitó licencia al cargo de presidente para liderar el equipo diplomático que acordará el final de la ocupación. La primera oferta estadounidense, tal como lo había indicado Polk, era la más dura para México, esta fue ceder la totalidad de los territorios al norte del centro del país, es decir, no solo el septentrión (Alta California y Nuevo México), sino también la península de Baja California, Sonora, Chihuahua, Coahuila, Nuevo León, Tamaulipas, Sinaloa, Durango, Zacatecas (que en ese momento incluía a Aguascalientes) y San Luis Potosí. La contraoferta mexicana fue establecer el «status quo» de 1845, al considerar que la causa de la guerra había sido la anexión de Texas, por lo que ofrecía reconocer la plena soberanía estadounidense sobre Texas a cambio de la paz y dejar las fronteras restantes a su estado original.
La segunda propuesta estadounidense fue ligeramente menor, al ya solo considerar la península de Baja California, toda la cuenca del Río Bravo a ambos lados (Chihuahua, Coahuila, Nuevo León, Tamaulipas) y desde luego Alta California y Nuevo México, además de Sonora. La segunda contraoferta mexicana era conservar la frontera original de Texas y ceder solo la mitad del septentrión, trazando una línea recta, conservando Santa Fe (que quedaría como ciudad fronteriza), Los Ángeles, San Diego y la capital californiana Monterrey (que también sería fronteriza); en esta propuesta México cedía la codiciada Bahía de San Francisco.
La tercera oferta estadounidense, era situar la frontera en el río Bravo hasta el límite terrestre de Chihuahua, y de ahí en línea recta hasta topar con la desembocadura del río Colorado, adjudicándose aun el septentrión y la península de Baja California. En este punto se trabaron las negociaciones, pues Trist, político moderado, estaba enterado del descrédito de la invasión en algunos de los centros urbanos estadounidenses y de las esporádicas escaramuzas mexicanas; apelando a un sentido de responsabilidad diplomática, el representante estadounidense ofreció a México rehacer una propuesta que les beneficiara de mejor manera. Enterado del desacato, Polk lo destituyó, sin embargo, la falta de tiempo y consenso para nombrar un sucesor, le permite al diplomático quedarse hasta el final de la negociación.
Antes de regresar a la presidencia de la república, Manuel de la Peña, concluyó su participación en el equipo negociador, ampliando las solicitudes de México, no contempladas por Estados Unidos, como el respeto a los derechos de propiedad, garantías de seguridad y libertades civiles para los 30 000 mexicanos que aún vivían en la región; la única petición política no conseguida por México, fue la declaratoria de territorio libre para Alta California y Nuevo México, aunque posteriormente cuando California se convirtió en estado, lo hizo como abolicionista.   
El 2 de febrero de 1848 se firmó el Tratado de Guadalupe-Hidalgo, por el cual se entregó más de la mitad del territorio nacional a los Estados Unidos (los actuales estados de California, Arizona, Nuevo México, Nevada y Utah; y porciones de Colorado, Oklahoma, Kansas y Wyoming).

### Diplomacia y consolidación del estado nación

#### Secuelas de la crisis existencial

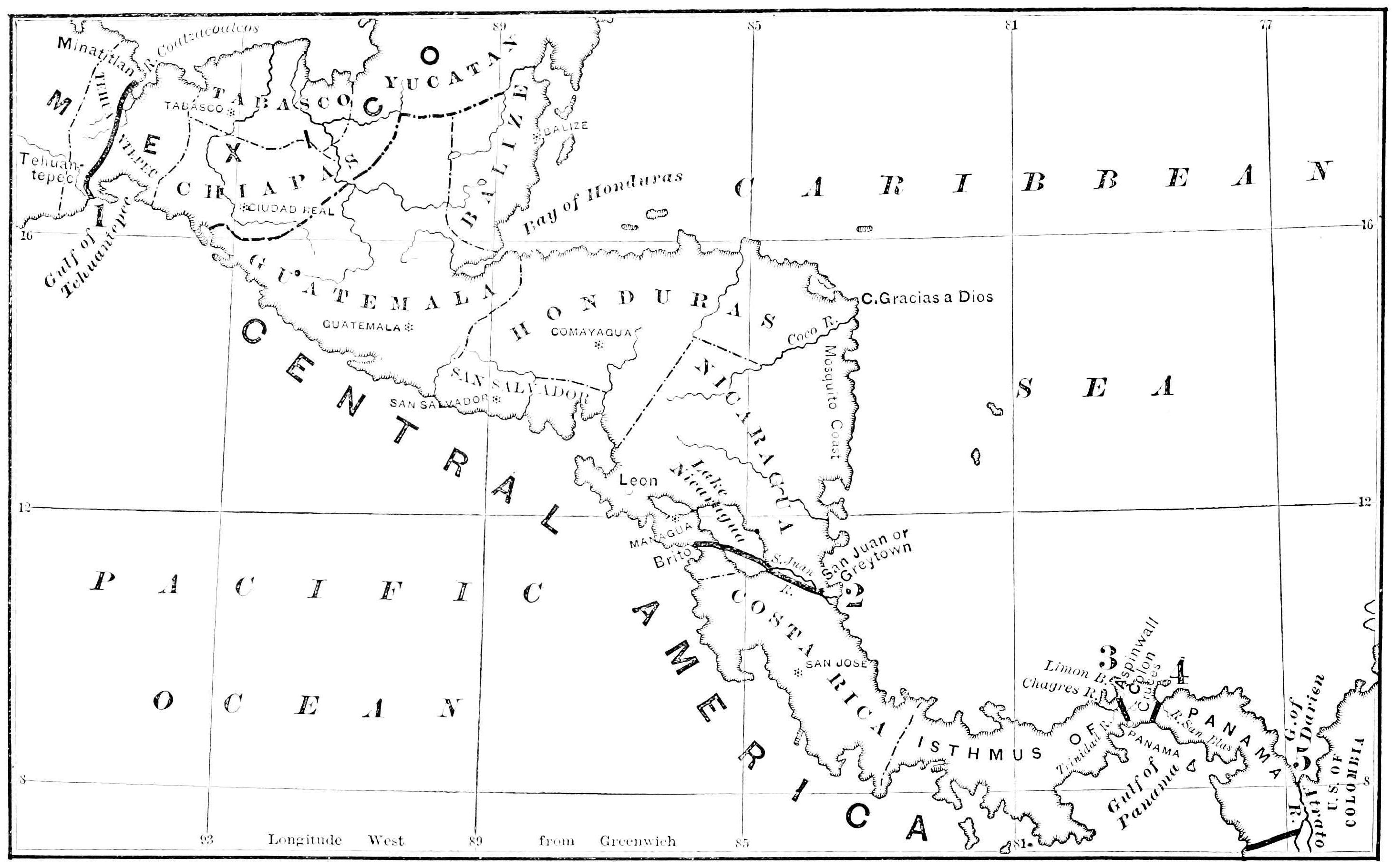
Propuestas de canales interoceánicos en América. El istmo de Tehuantepec era uno de los sitios ambicionados.

Las consecuencias internas del despojo territorial a México solo acrecentaron la característica inestabilidad de las primeras décadas de vida independiente; pero en el exterior, a pesar de la displicencia con la que el mundo tomó la derrota mexicana, se produjeron reacciones del golpe geopolítico que significó la primera guerra expansionista que un país no europeo había gestado en siglos, y que desde luego significaba un reacomodo del orden internacional.
La política exterior mexicana sufrió un reinicio, pues debía trabajar nuevamente para consolidar la noción internacional de su soberanía. Debía evitar la visión de un estado condenado a la repartición como le ocurrió a Polonia en el Congreso de Viena de 1815, o uno destinado al tutelaje e injerencia de potencias y vecinos, como lo sufrían en ese momento China o Paraguay. La derrota en la guerra podría incentivar al Reino Unido a tomar la península de Yucatán o el istmo de Tehuantepec, o podía aprovechar Guatemala para arrebatar el Soconusco, e incluso hacer que España retomara el intento de instaurar una monarquía vasalla, como cuando su embajador instigó el golpe de estado de Mariano Paredes y Arrillaga en 1845.
La postura racista de Estados Unidos que evitó la absorción completa de México, fue un hecho que despertó reacciones ambivalentes en ambos lados del Atlántico. En el resto de América, veían en esto, la imposibilidad de que sus territorios fueran anexionados en una guerra invasiva; aunque también significa, que el imperialismo estadounidense se centraría en la injerencia y expoliación de recursos naturales. Para las potencias europeas, la lectura del nativismo estadounidense para no expandirse por el continente, significa que no tendrían un imperio transcontinental como el Imperio Ruso o el Imperio Otomano, que les compitiera o amenazara directamente en sus colonias, pero también simbolizaba que el colonialismo estadounidense intervendrá en naciones soberanas en las que ya había intereses europeos.
En Estados Unidos, el despojo a México movió con rapidez los acontecimientos deseados en el afán expansionista. En 1848, cuando aún no se firmaba el tratado de cesión mexicana, se desató la fiebre del oro de California, oleadas de exploradores, comerciantes, migrantes y mineros de todo el país, y de varias regiones del mundo, aumentaron sustancialmente la población en menos de dos años, generando la cifra y capacidad socioeconómica necesaria para constituirse como estado en 1850, aunque solo con una fracción del territorio de la antigua Alta California. También en 1848 consiguió la partición definitiva del Territorio de Oregón con los británicos, delimitando su parte al sur del paralelo 49. La conquista definitiva de la costa del Pacífico, fue aprovechada de mejor manera por los industriales del medio oeste y la costa norte del Atlantico, estados abolicionistas que llevaron los recursos necesarios para la industrialización de la zona y la habilitación de los codiciados puertos que dan hacia Asia.
Tal como se había previsto en Europa y México, todo lo anterior, no solo produjo un desequilibrio del Compromiso de Misuri, sino que lo vuelve obsoleto; los estados esclavistas carecían de recursos para avanzar hasta el lejano oeste, y la deseada expansión que sus sectores reaccionarios habían impulsado, ahora se volvía en su contra, pues el recelo contra los estados abolicionistas se acrecentó. Los esclavistas lograron cancelar el antiguo pacto y reemplazarlo con la Ley de Kansas-Nebraska, mediante la cual los nuevos estados no estarían sujetos a un sistema por la paridad marcada desde 1820, sino que se podrían convocar a votaciones para establecer o no la esclavitud.
La estrategia imperial de Estados Unidos sobre América, ya no contemplaba una invasión masiva como México, sino la intervención paulatina o la compraventa; tenía tres principales objetivos: la compra de Cuba o Puerto Rico; la construcción de un canal interoceánico ya fuera en el istmo de Panamá, el istmo de Tehuantepec o el Istmo de Rivas; y alcanzar posiciones en las lejanas islas de Oceanía y Asia. 
El despojo a México ya había alertado a las potencias europeas, pero la expedición del Comodoro Perry en 1854, que mediante el uso de la fuerza obligó a Japón a abandonar su histórico aislamiento para abrir sus puertos al comercio, definió la política europea sobre el crecimiento de Estados Unidos. Reino Unido y Francia, que habían iniciado una tímida alianza en Europa, aseguraron sus posiciones en todo el mundo de manera coordinada para detener el avance estadounidense; sin embargo la mejor manera de enfrentarlo, era con un vecino fuerte que lo contuviera o incluso le hiciera competencia.

#### La Mesilla y el Istmo

La Venta de la Mesilla.

Todo el contexto internacional mencionado volvería a tener efectos en México. A principios de los años 1850, industriales y comerciantes asentados en Texas, plantearon la construcción de un ferrocarril entre El Paso y San Diego; el proyecto se complicaba y aumentaba el costo porque la ruta debía pasar por las montañas del extremo sur del Territorio de Nuevo México; sin embargo existía un valle propicio para el paso del ferrocarril al sur de la cuenca del Río Gila. No obstante, la zona conocida como «La Mesilla», era parte de los estados de Sonora y Chihuahua, de hecho el río Gila, estaba marcado como frontera entre ambos países por el tratado de Guadalupe-Hidalgo; en esta planicie se ubicaban poblaciones importantes de Sonora como Yuma y Tucson. Uno de los industriales interesado en la zona, el esclavista James Gadsden, fue enviado por el presidente Franklin Pierce para negociar la compra de dicho territorio, pero bajo las mismas indicaciones que Polk le había dado a Trist años atrás, iniciar con la oferta más costosa para México.
La primera oferta de Gadsden era en realidad la exigencia de concretar el plan original de la ocupación de 1848, es decir los estados de la antigua Aridoamérica y la península de Baja California. La dictadura de Antonio López de Santa Anna, a pesar de la apremiante situación económica, no la aceptó, y guio las conversaciones a través de contra ofertas para evitar mayores pérdidas. El 24 de junio de 1853 se concretó la venta de La Mesilla y quedaron marcadas las fronteras definitivas con Estados Unidos.
La amenaza a la soberanía e integridad territorial del país, no había desaparecido con la pérdida de la mitad de territorio; durante la década de 1850, incursiones ilegales de filibusteros estadounidenses e intromisiones de banqueros o empresarios europeos en política interna, se volvieron comunes.
El 1850 Estados Unidos y Reino Unido firmaron un acuerdo de neutralidad en la disputa por los tres istmos americanos, y dejar a discreción de cada potencia en donde construir un canal interoceánico; esto se convirtió en una acción intervencionista pues abiertamente plantea el violar la soberanía de México, Nicaragua o la República de la Nueva Granada. En el caso de México, en 1842 ya se había otorgado una concesión a una compañía británica para la exploración del Istmo de Tehuantepec, la empresa abandonó el país en 1846 por la invasión estadounidense, pero no había suspendido el contrato. No obstante el acuerdo entre las dos potencias, dio vía libre a los EE. UU. para negociar por la región mexicana.

#### La política exterior en la Guerra de Reforma
Cuatro acontecimientos vinculados al exterior sobresalieron en el periodo convulso que hubo entre la Revolución de Ayutla de 1854 y la Guerra de Reforma entre 1858 y 1860:
La promulgación de la Constitución de 1857 y las Leyes de Reforma que la acompañaron, transformaron la estructura sociopolítica heredada del virreinato, teniendo como uno de sus pilares el establecimiento de un estado laico que separa a la iglesia de las estructuras de gobierno y económicas del país. En Europa un fenómeno similar se había vivido con las revoluciones de 1848, por lo que la reacción fue similar de parte de la Santa Sede para México. Los obispos mexicanos recibieron instrucciones de movilizar la influencia de la curia local para sabotear la aplicación del nuevo orden jurídico; las indicaciones, venidas directamente del Papa Pío IX, eran instrumentalizadas por el nuncio apostólico Luigi Clementi. La condena del soberano de los Estados Pontificios a las leyes mexicanas y las intromisiones de Clementi, derivaron en la expulsión de este, y el rompimiento de lazos con la Santa Sede el 12 de enero de 1861. 
Desde la instauración del régimen liberal en 1855, se volvió una práctica común el que embajadores y cónsules mexicanos en Europa, partidarios del conservadurismo, intrigaran en las cortes europeas para gestionar actos de intervención extranjera. Uno de ellos, José Manuel Hidalgo se entrevistó en 1856 con la emperatriz francesa Eugenia de Montijo para proponer un protectorado francés sobre México. Durante la guerra de reforma, esta afinidad del cuerpo diplomático mexicano con el conservadurismo, le permitió a los presidentes del Plan de Tacubaya (paralelos al gobierno constitucional de Benito Juárez) contar con representatividad exterior, si bien ningún gobierno los reconoció, si eran en la práctica con quienes se establecen lazos diplomáticos.  
Los acontecimientos de la guerra de reforma, produjeron la primera salida de un gobernante mexicano al extranjero. Benito Juárez fue el primer presidente, en ejercicio del cargo, que salió del territorio nacional. Esto lo hizo entre los días 11 de abril y 4 de mayo de 1858; Zarpó del puerto de Manzanillo con rumbo a Ciudad de Panamá (entonces parte de la República de la Nueva Granada), donde llegó el 18 de abril; el 19 de abril partió hacia La Habana (capital de la entonces Provincia de Cuba, aún integrante del Imperio Español), llegando el día 22; tres días más tarde embarcó con dirección a Nueva Orleans, Estados Unidos, arribando el 28 de abril. Finalmente el 1 de marzo regresó para arribar definitivamente a Veracruz el 4 de mayo. Pero esto no fue de ninguna manera un viaje oficial; se trató de la huida de las autoridades reconocidas por los liberales en el contexto de la guerra de Reforma. Situación de constante movilidad que tenía el presidente desde el inicio del conflicto, y por la que se vio en la necesidad de abandonar el territorio nacional por dos razones estratégicas: el avance de las tropas conservadoras sobre Guadalajara (donde había ubicado su gobierno); y tomar posesión del puerto de Veracruz, principal puerto de abastecimiento del país, y clave para la derrota conservadora. Pero al no poder avanzar por tierra, tuvo que hacerlo por mar a través de las tres escalas mencionadas.
El evento más significativo del periodo, fue producto de la coyuntura bélica; el gobierno de Benito Juárez establecido en Veracruz, se encontraba al límite de sus capacidades para sostener la guerra. Esto fue aprovechado por el gobierno de James Buchanan, enviando una comisión encabezada por Robert Milligan McLane, para negociar el desconocimiento de los gobiernos conservadores, y la entrega de armas, provisiones y recursos al ejército leal a Juárez, a cambio de conceder los derechos sobre un futuro canal interoceánico en el istmo de Tehuantepec. Las negociaciones, encabezadas por Melchor Ocampo derivaron en el conocido Tratado McLane-Ocampo, que garantiza el tránsito a perpetuidad de ciudadanos, bienes y recursos estadounidenses a través de la mencionada zona.
El gobierno conservador que retenía la Ciudad de México, enterado del asunto, divulgó la noticia acusando traición a la patria del presidente liberal Juárez, asegurando que el acuerdo era una nueva cesión de territorio, y que se establece un protectorado estadounidense en suelo nacional. Sin embargo, aunque en las primeras negociaciones, en efecto se pedía la cesión del istmo y de la península de Baja California, fue el propio Benito Juárez quien se negó, además de que nunca existió la intención de solicitar un protectorado y mucho menos una intervención militar. Ocampo consiguió que Estados Unidos cediera en diversos puntos, por ejemplo se prohibió el tránsito libre de militares y autoridades, y se excluyó el tema del canal interoceánico. No obstante a pesar de su firma el 14 de diciembre de 1859, nunca entró en vigor, pues en México no había poder legislativo estable que lo ratificara, y el propio Senado de los Estados Unidos lo rechazó en 1860.

#### La Convención de la Soledad

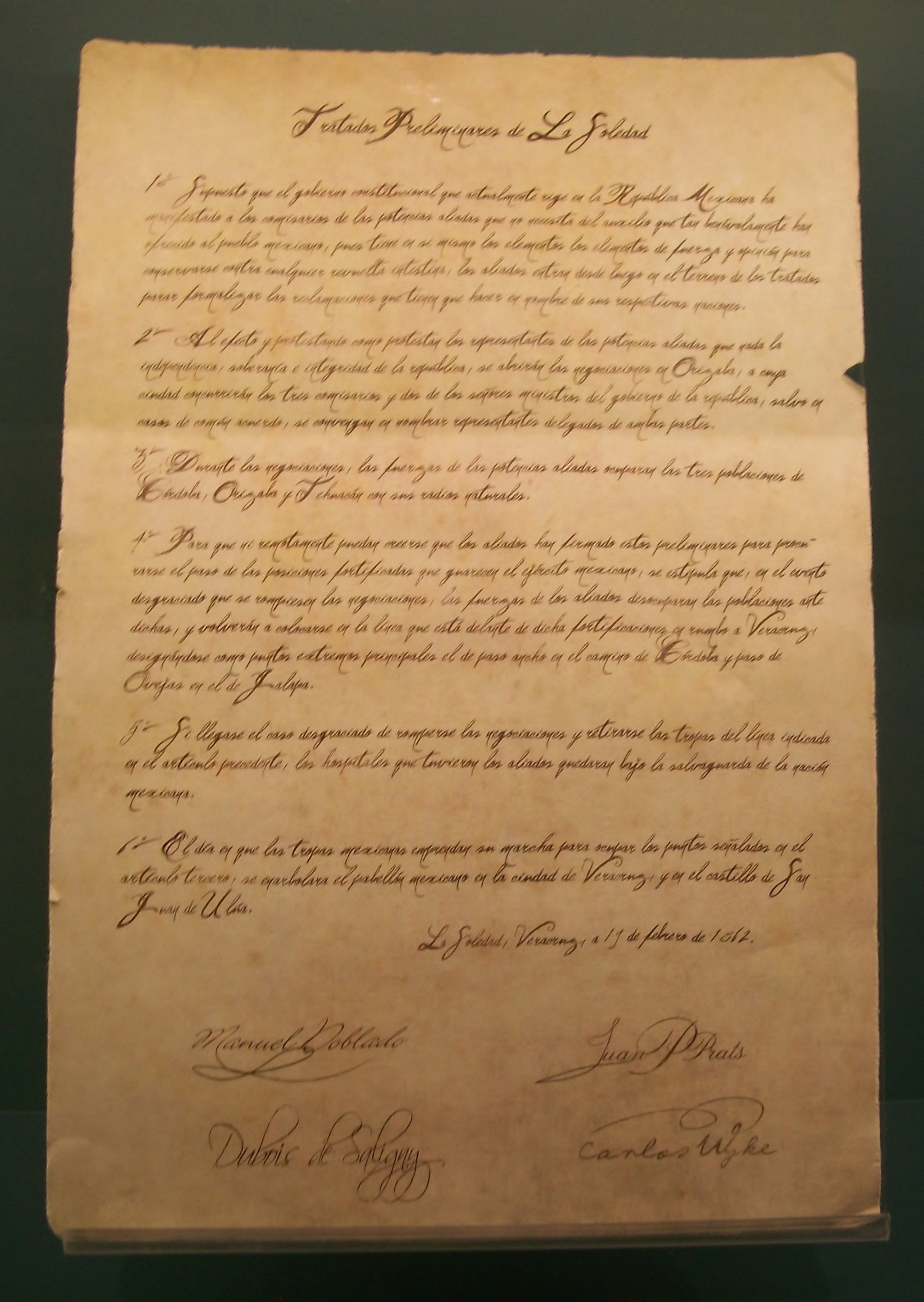
Reproducción de los tratados de La Soledad, que se exhibe en el Museo Nacional de las Intervenciones, en la Ciudad de México.

La Revolución francesa de 1848 que había instaurado la II República, devino en una nueva restauración monárquica en 1852, cuando el presidente Carlos Luis Napoleón Bonaparte (sobrino de Napoléon Bonaparte) proclamó el II Imperio y se hizo coronar Napoleón III. Una vez en el trono dio impulso a una política colonial expansionista; para este momento el imperio colonial francés era meramente representativo, las pequeñas colonias insulares y costeras que tenía en los cinco continentes desde el siglo XVII, servían como bases comerciales y militares, así como punto de control e injerencia sobre estados soberanos, especialmente en África y Asia. 
Salvo las experiencias fallidas de Nueva Francia y Luisiana, el interés francés se centraba en Europa y la influencia intercontinental; no obstante la revolución industrial, el crecimiento en Europa de Austria, Prusia y Rusia, así como el surgimiento de Estados Unidos, volvía indispensable una expansión territorial similar al Imperio británico para sostener su poderío y economía. En el nuevo imperialismo napoleónico estaba contemplado establecer colonias extensas en África y Asia; pero en América, a propuesta de la emperatriz Eugenia de Montijo, se planeaba la construcción de un estado vasallo, impulsado por el poder francés para hacer frente a los EE. UU.
Al mismo tiempo se concibió una ideología sociopolítica que plantea la vinculación de los pueblos que comparten el legado cultural romanizado o latino con Europa; es decir las lenguas o idiomas derivadas del latín, la religión católica y la cultura sincrética forjada en América. Estos elementos en efecto estaban vigentes en Hispanoamérica y Brasil, pero Francia nunca tuvo presencia en dicha región, su legado más fuerte reside en Haití y la zona de Quebec en la antigua Canadá francesa. Varios sectores de la historiografía plantean esta concepción como el nacimiento del término América Latina o Latinoamérica; y que sería el fundamentado con el que Francia se acercaria a la región para convencerlos de una unión política cultural frente al modelo anglosajón, protestante y homogéneo de Estados Unidos.
El 17 de julio de 1861 el gobierno mexicano decretó la suspensión provisional de los pagos de deuda pública de todo tipo; eso incluye los préstamos internacionales; el decreto responde a la caótica situación financiera después de la guerra. A pesar de que el gobierno comunicó los plazos y condiciones a los prestamistas, estos exigieron el cumplimiento de los pagos. El 25 de julio, Francia y Reino Unido rompieron relaciones con México. En los siguientes meses España se unió a las reclamaciones, mientras Francia aprovechaba la situación para hacer insinuaciones de un cobro forzado por la vía armada. El 31 de octubre España, Reino Unido y Francia, firmaron la Convención de Londres, mediante la cual se formó la «Alianza Tripartita», que estaría compuesta por una flota naval conjunta que se asentará en el puerto de Veracruz, no obstante el acuerdo no implicaba la invasión u ocupación de ningún territorio mexicano, ni la interferencia en su gobierno; la fuerza naval llevaría consigo a tres ministros plenipotenciarios, uno por cada país, para negociar los términos del cumplimiento de pagos por parte de México. El 17 de diciembre de 1861, las flota conjunta llegó a Veracruz.
La decisión de la intervención armada conjunta no era improvisada, las tres potencias europeas aprovecharon una coyuntura inesperada. El 4 de febrero de 1861, siete de los estados esclavistas de Estados Unidos declararon su separación, y la proclamación de una nueva nación: los Estados Confederados de América. Esta, fue la culminación de las tensiones entre esclavistas y abolicionistas desde el despojo mexicano. El triunfo de Abraham Lincoln el 6 de noviembre de 1860, significó para los estados esclavistas el punto de inflexión para buscar su separación; la razón era que una de las promesas de campaña de Lincoln fue establecer la prohibición de la esclavitud en los territorios no organizados, que estaban bajo administración federal (Nuevo México, Utah, Colorado, Dakota y Nebraska); los estados esclavistas lo interpretaron, no solo como el impedimento para la creación de nuevos estados esclavistas, sino como una fórmula para incidir en una eventual abolición definitiva. El 12 de abril de 1861, inició la guerra de Secesión; las potencias europeas, a sabiendas de que los EE.UU. estarían enfrascados en una larga guerra, no serían capaces de aplicar la vieja Doctrina Monroe y ellos podrían intervenir en México.
El presidente Benito Juárez comisionó a un grupo de diplomáticos, encabezados por Manuel Doblado, para celebrar una ronda de negociaciones en la población de La Soledad con los representantes extranjeros, Juan Prim (España), John Russell (Reino Unido) y Dubois de Saligny (Francia). El trabajo diplomático de Doblado y sus compañeros fue destacado, pues reunieron las evidencias para descartar las peticiones y saldos que las potencias, sin verificar, estaban reclamando; sobresalió el caso de la Casa Jecker, un financiera suiza que otorgó varios préstamos a empresarios franceses en Sonora, y cuya deuda no era imputable al estado mexicano, de acuerdo a los convenios firmados en los años 1830, que paradójicamente causaron la invasión de 1838. El 19 de febrero de 1862, y tal como lo había previsto la Convención de Londres, se firmó un solo documento; los Tratados preliminares de La Soledad, bajo los cuales las tres potencias respetaban la soberanía mexicana, y continuaban las negociaciones para construir un plan de pagos. España y Reino Unido se retiraron a finales de abril; sin embargo Francia, aduciendo graves perjuicios a ciudadanos franceses, no resueltos, se negó a aceptar el tratado y procedió a una invasión militar.

#### La política exterior de la República y del Imperio

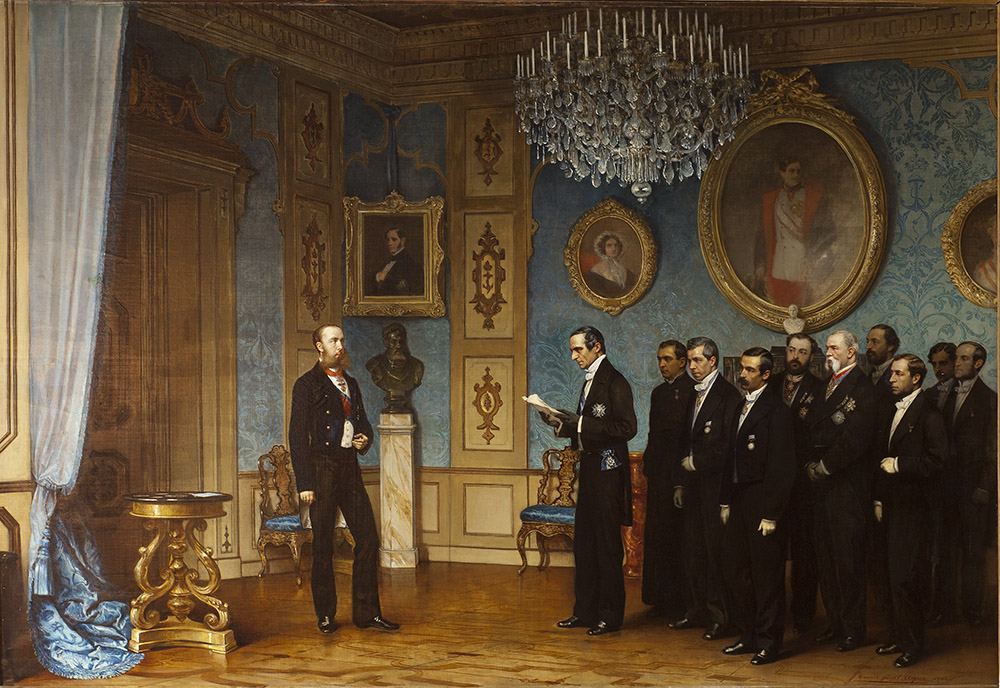
La comisión mexicana que invita a Maximiliano de Habsburgo a ocupar el trono de México en Miramar por Cesare Dell'Acqua (1867).

La célebre victoria mexicana en la batalla de Puebla del 5 de mayo de 1862, fue recibida con sorpresa en Francia, sin embargo solo retrasó la invasión francesa; el imperio galo envió un ejército de 30 000 soldados que terminó tomando la Ciudad de México en junio de 1863.
La política exterior mexicana se desenvolvió de manera muy activa en una época muy complicada, en el marco de tres escenarios interconectados. Por un lado la de la república itinerante de Benito Juárez, carente de un cuerpo diplomático extenso, dadas las traiciones en el viejo continente. La política externa del Imperio, que tenía el respaldo de los delegados mexicanos conservadores que llevaban años en Europa intrigando contra el gobierno republicano, pero que trató de construir un nuevo estado nación con fuertes vínculos europeos, a partir de la llegada de Maximiliano de Habsburgo y Carlota de Bélgica. Y finalmente el complejo escenario internacional que estaba vinculado a la, llamada en Europa, «Cuestión Mexicana».
El Reino Unido y España, que sostenían intereses en México, habían decidido no participar en la invasión francesa, no solo por honrar los acuerdos con el ministro mexicano Manuel Doblado, sino porque estrategicamente, dejar sola a Francia resultaba más conveniente. Los británicos confiaban en el éxito francés, y un estado vasallo en México cercaria a Estados Unidos sin importar el resultado de su guerra civil, al tiempo que evita chocar con su aliado galo en África y Asia, por encontrarse ocupado en América. Para España, que no era factible sostener una invasión, significaba cerrar la puerta de Cuba y Puerto Rico a Estados Unidos, así como restringirlo en el continente americano, para no ambicionar Filipinas, y recuperar parte de sus intereses en México con una eventual alianza del estado vasallo. De igual manera, las dos potencias saben que sus intereses económicos estarían mejor respaldados por un aliado gobernando México.
En Estados Unidos, el gobierno unionista de Washington D. C., se vio imposibilitado de aplicar la Doctrina Monroe, aunque sus delegados en México y Europa, rechazaron la invasión. Los europeos calmaron los ánimos de la Unión, declarando su neutralidad, que no era lo mismo que condenar a la Confederación, pero era un medida que evitaba acciones subyacentes de Estados Unidos para conservar su posición en América. El gobierno confederado de Richmond tenía auto limitantes para ejercer una diplomacia efectiva en Europa, el liberalismo de las revoluciones de 1848 había forjado un consenso antiesclavista en el continente, y difícilmente podrían entablar relaciones, mientras no ganaran la guerra; en ese escenario sería un ideal proveedor de materias primas, sin distingo del tema esclavista, como ya pasaba con otros países similares.
La Unión movilizó a sus agentes diplomáticos en México, al principio de la guerra civil, para congraciarse con el gobierno del presidente Juárez y evitar cualquier acercamiento con la Confederación. Cuando la intervención francesa tomó la capital, Washington sostuvo la comunicación con el presidente, en buena medida porque tanto los franceses, como los conservadores que quedaron a cargo de la regencia imperial, volcaron su atención a Europa. No obstante el presidente Juárez declaró la neutralidad en la guerra civil, ante el temor de nuevas incursiones filibusteras de parte de los esclavistas sureños, que pudieran aprovechar los conservadores o los franceses.
La Confederación consagró en su constitución el proyecto expansionista, que contemplaba no solo ocupar la totalidad de la Unión, sino avanzar hacia México, Centroamérica y el Caribe, e incluso las costas de Colombia y Venezuela; de hecho este escenario de avance sobre el sur, estaba planteado aún en caso de perder la guerra con la Unión, mientras conservara su independencia. La nación esclavista no intentó ningún acercamiento con ninguno de los dos gobiernos mexicanos hasta prácticamente el final de la guerra. Pretendieron ofrecer la devolución de California y Nuevo México, a cambio de dejarlos usar los puertos mexicanos, ante las negativas, amenazaron con una invasión, algo poco probable en medio de la guerra civil. Tanto imperialistas como republicanos (que compartían una visión abolicionista) le negaron a la Confederación cualquier acuerdo posible, por lo que tuvo que recurrir al contrabando de algodón a través del río Bravo para poder exportarlo, dado el bloqueo de la Unión a las costas sureñas.
La diplomacia implementada por el gobierno de Maximiliano de Habsburgo estaba en sincronía con los planes originales de Napoleón III, es decir, favorecer el contacto con Europa y acrecentar los vínculos con el resto de América. Aunque el austriaco monarca de México, pretendió tener mayor autonomía tanto interna como externa, en el ámbito internacional se vio atado de manos, los compromisos adquiridos en el Tratado de Miramar que lo había impuesto como emperador, limitó su margen de maniobra. Una serie de tratados internacionales fueron firmados en los primeros dos años de su gobierno para dar marcha atrás a los Convenios de La Soledad, garantizando el pago de las deudas con europeos, con un alto porcentaje de los pocos impuestos que lograba recaudar la hacienda imperial, pues no tenía control absoluto del territorio. 
A pesar del compromiso galo por sostener al ejército imperial, recurrió al Imperio austríaco (gobernado por su hermano Francisco José I) y a Bélgica (gobernada, primero por su suegro Leopoldo I y desde 1865 por su cuñado Leopoldo II) para abastecerse de tropas y armamento; no obstante la neutralidad de ambos países en la «cuestión mexicana» impidió el envío de tropas regulares, pero ambos monarcas accedieron a facilitar el reclutamiento de voluntarios que quedarían al mando del ejército francés o del imperial mexicano. Francia por su parte complementa la petición de más tropas con milicianos argelinos.
El único momento de autonomía imperial en su política externa llegó en las negociaciones con la Santa Sede para un concordato en 1865. Maximiliano se negó a derogar las leyes de reforma y reinstalar los fueros de la iglesia, ofreciendo al Papa Pio IX un acuerdo de garantías de libertad religiosa.
Dos eventos internacionales comenzaron a incidir en el rumbo de la guerra. Por un lado, en 1866 Francia comenzó a trasladar parte de sus tropas en México a Europa, ya que luego de la guerra austro-prusiana, el emperador galo temía el avance de Prusia hacía Francia; y por otro lado, el fin de la guerra de Secesión en Estados Unidos en 1865, activó la política injerencista estadounidense para presionar a Francia a salir de su área de influencia continental; incluso comenzó a vender armas al bando republicano.
La emperatriz Carlota de México salió con rumbo a Francia el 13 de julio de 1866, con la finalidad de presionar al emperador Napoleón III para que cumpliera lo acordado en el Tratado de Miramar, sobre no retirar las tropas francesas de México hasta que el país estuviera pacificado y constituido el ejército imperial mexicano. Llegó a París el 11 de agosto. También visitaría los Estados Pontificios, cuando el 27 de septiembre del mismo año se reunió con el Papa Pio IX para conseguir apoyo para el emperador Maximiliano I.

#### La doctrina Juárez

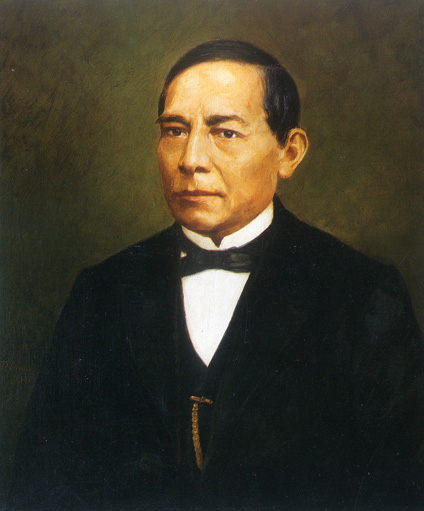
Benito Juárez, su pensamiento de política exterior, marca el comienzo de la tradicional diplomacia mexicana.

Después de la Paz de Westfalia (que concluyó la guerra de los Treinta Años en 1648), en la que Europa asumió la concepción moderna de estado-nación, una de las características primordiales del paradigma de relaciones internacionales era, que todo estado era válido, entre otras cosas, por el reconocimiento pleno de las potencias a su existencia. Este mecanismo había sido una constante para que, en función de los intereses imperiales, las soberanías nacionales fueran respetadas o no. 
Durante la ocupación francesa y el segundo imperio, el ministro plenipotenciario que el presidente Benito Juárez nombró para Europa en 1863, Jesús Terán Peredo, recorrió la mayoría de las cortes europeas para sostener el reconocimiento del gobierno republicano e incluso convencer a los gobiernos europeos, de la base ilegítima del imperio y la invasión. Terán mantuvo constante comunicación con el secretario de relaciones Sebastián Lerdo de Tejada y con el propio presidente; esta, más que un compendio de experiencias, terminó siendo un acto reflexivo entre el diplomático y sus jefes; Terán considera que, más que indiferencia o animadversión hacia el gobierno republicano mexicano en Europa, lo que había era una interiorización plena de lo que debía ser el sistema de relaciones internacionales; las cortes europeas no reconocen a Juárez (a pesar del origen legítimo de su cargo con elecciones constitucionales), en buena medida porque las potencias tenían otro interés, además porque el gobierno en ejercicio, que en la práctica gestaba los canales oficiales diplomáticos, era el imperial con sede en la Ciudad de México encabezado por Maximiliano.
Una vez restaurada la república, una de la primeras reflexiones hechas por el presidente Juárez, eran las características comunes que, en materia de política exterior, había padecido el país en las dos anteriores guerras. Un gobierno ilegítimo al interior (conservadores y monarquía), que se legitima al exterior por controlar la estructura del estado (incluido el servicio exterior) y responde a los intereses de las potencias. Estas particularidades se conectaban con las invasiones francesa de 1838 y estadounidense de 1846, en la práctica de un hostigamiento y amenaza constante de la potencia injerencista, en función de la disparidad de fuerzas, para obtener beneficios, simulando un diálogo, que era en los hechos dispar.
Lo vivido por México entre 1821 y 1867 era reflejo de la manera de operar del sistema de relaciones exteriores que imponen las potencias, y modificarlo de raíz no dependía de este país, por lo que tal y como se lo había recomendado Jesús Terán, antes de morir en 1866, Juárez debía determinar un estilo propio de diplomacia para consolidar la independencia nacional más allá del triunfo armado.
El 8 de diciembre de 1867 ante el Congreso de la Unión, Benito Juárez estableció los lineamientos que regirán la política exterior mexicana. El presidente mexicano considera que el surgimiento de un estado-nación es producto de la toma de acciones y decisiones de sus habitantes, al interior de su territorio, y constituyendo su propio gobierno, por lo tal no debe depender de ningún reconocimiento externo para ser "válido o existente"; este concepto era el de la «autodeterminación de los pueblos». Las concepciones liberales sobre igualdad surgidas de la Ilustración, eran extrapolables a los estados, en función de que el derecho internacional parte de condiciones de coexistencia y convivencia mutuas entre países, y por ende igualitarias; este concepto era el de «igualdad entre los estados». Finalmente, en virtud de que son los pueblos al interior los que deciden sus asuntos, y que los países son iguales en soberanía y derecho externo, no existe ninguna razón para que un estado intervenga de manera injerencista en otro, y menos de manera armada; este concepto era el de «no intervención».
El triunfo de la república sobre el imperio significó para México la consolidación, a nivel interno del estado, y al exterior de su independencia. La proclamación de la nueva política exterior, tendrá como fin la búsqueda de relaciones solo en condiciones de igualdad y respeto mutuo; por lo tanto, el gobierno declaró nulos todos los acuerdos inequitativos firmados tanto por su gobierno, como por el imperio, y aseguró que solo reactivaría vínculos a partir del compromiso de las potencias europeas de respetar la nueva doctrina diplomática. Aunque el planteamiento soberanista fue bien recibido, sectores detractores consideraban que el país se aislaría del mundo, situación que en efecto ocurrió solo con Europa durante una década.
En el exterior, Europa renunció y borró de su agenda la «cuestión mexicana»; Francia derrotado en la Guerra franco-prusiana, y con la república restaurada, renunció a sus pretensiones de "espacio común latino" sobre América; Reino Unido, vislumbrando un vuelco mexicano hacia Estados Unidos, cortó los lazos políticos, pero sostuvo los financieros; España, en medio de una revolución que derrocó la monarquía, abandonó toda pretensión sobre México, al tiempo de ver como positivo que la nueva política exterior mexicana, cerraba sus pretensiones sobre Cuba.
Estados Unidos consolidó su área de influencia, pues aunque no intervino directamente en el triunfo republicano en México, la ruptura de este con Europa lo guiaría a profundizar su relación con la potencia continental.
En el resto de América, aunque se mantuvo el distanciamiento con México, diversos países reaccionaron favorablemente hacia él, durante la invasión, la ocupación y con la proclama de su nueva política exterior. Colombia, Chile y Perú tuvieron ligeros contactos diplomáticos con el gobierno de la república, incluso este último intentó infructuosamente convocar a un congreso continental para tomar postura y acción sobre el caso mexicano; Brasil y Argentina, aunque indiferentes, nunca reconocieron al emperador Maximiliano, a pesar de que este, por consanguinidad, trató de acercarse a su par brasileño Pedro II. Sin embargo, todo lo acontecido en México, comenzó a desvanecer los recelos que habían aislado a ambos lados del continente desde los años 1830, y se mostraron, en las posturas pro-mexicanas, los primeros vistos de una cohesión continental; especialmente porque la proclama juarista sobre las soberanías nacionales, empata con el sentir sudamericano respecto a las constantes injerencias británicas y españolas en la zona, como la guerra hispano-sudamericana de 1864-1866.

### Política exterior en el Porfiriato

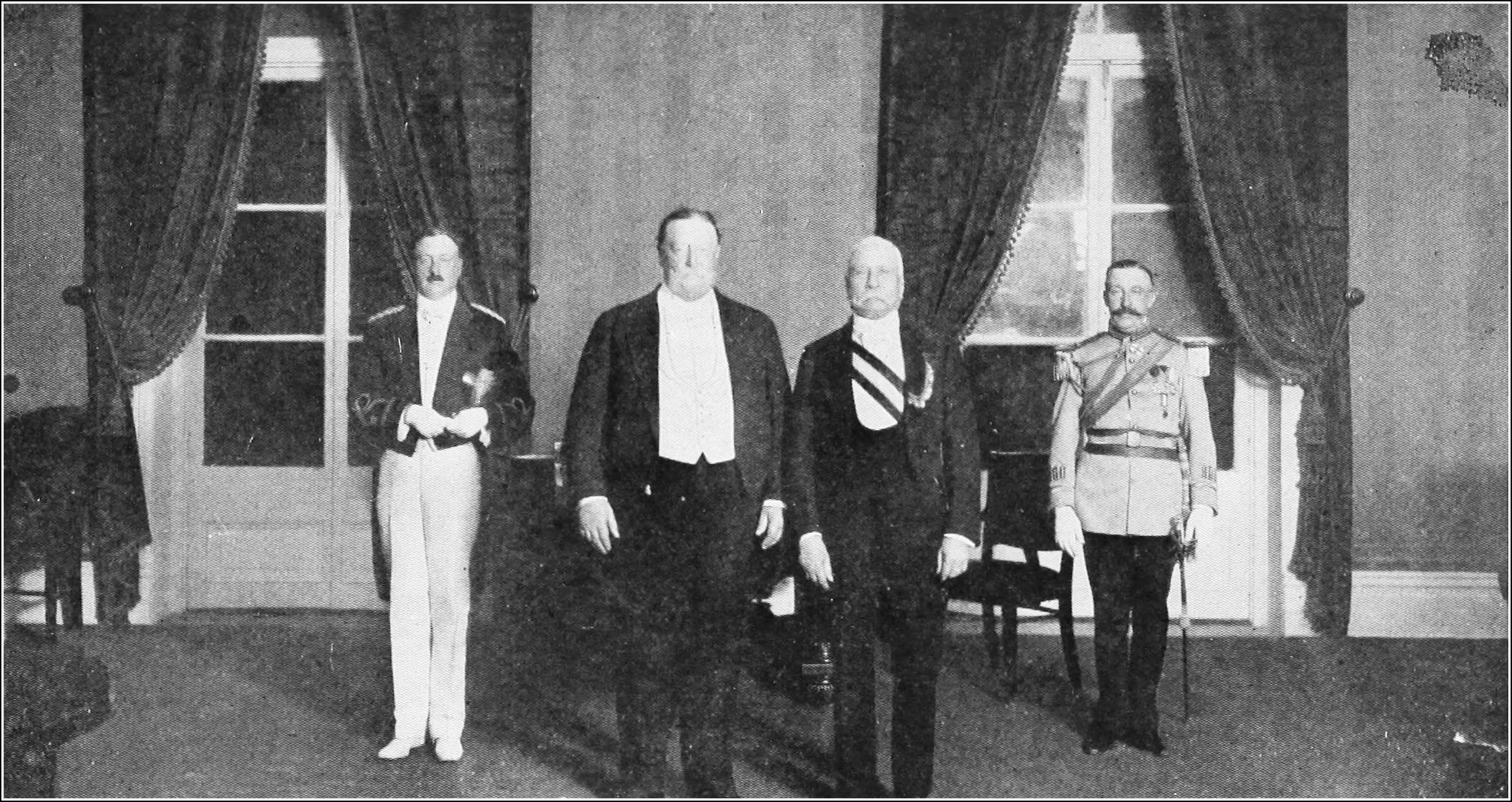
Reunión de los presidente Díaz y Taft en 1909.

La política exterior de Juárez sería la base permanente de la relación de México con el mundo, sin embargo, no se aplicó de la misma manera a lo largo de la historia. En la primera década, tal como se mencionó, hubo un aislamiento respecto a todo lo externo, salvo contactos iniciales con las recién unificadas Alemania e Italia, y la vecindad natural con Estados Unidos. Pero en las tres décadas del Porfiriato se implementó un enfoque económico en la diplomacia, el interés mexicano residirá en el aprovechamiento de los intercambios comerciales y financieros; la renuncia implícita a jugar un papel activo en la geopolítica, significó para México el verse menos afectado por las convulsiones externas, especialmente las europeas. Los efectos para el país de situaciones como el reparto de África, la guerra hispano-estadounidense, la Paz armada y las Guerras bananeras fueron prácticamente nulos.
La etapa de recuperación en Estados Unidos, luego de la guerra de Secesión, fue uno de los motores de la economía mundial en el marco de la segunda revolución industrial; esta fase de capitalismo expoliador se distinguió de aquel de finales del siglo XVIII, porque no solo hubo una tecnificación de los modos de producción, sino de los modos de consumo y vida. La industrialización estadounidense viró hacia México en pos de la obtención de materias primas; la alianza de Díaz con el capital, favoreció la inversiones de los EE.UU. para detonar las cadenas productivas, especialmente de la industria textil. La paulatina desaparición de las incursiones filibusteras permitió el desarrollo fronterizo; una frontera cuya únicas controversias surgen del natural cambio de cauce en el río Bravo, cuando porciones de tierra de uno y otro país, queda del otro lado de la cuenca en temporada de lluvias; la actualización de sus límites produjo la fundación en 1889 del ente bilateral «Comisión Internacional de Límites y Aguas», encargada de dar seguimiento, registro y solución a las variaciones del cauce.
La dictadura de Díaz se congració con Estados Unidos, construyendo una estructura jurídica y legal que beneficiará las concesiones de recursos naturales a empresas del vecino del norte; además la neutralidad mexicana o aislamiento geopolítico, implicaba no ejercer ningún tipo de presión o reclamo por las acciones intervencionistas de Estados Unidos en el resto de América.
El punto culminante de la estratégica relación con Estados Unidos en el porfiriato, fue el primer viaje oficial al exterior de un presidente mexicano. Porfirio Díaz viajó en ferrocarril hasta la frontera, donde sostendría dos reuniones formales con el Presidente de los Estados Unidos William Howard Taft el 16 de octubre de 1909. Las dos juntas acontecieron en las ciudades fronterizas de Ciudad Juárez y El Paso respectivamente. La primera entrevista fue en territorio mexicano, por lo que ese día ocurrieron dos hitos trascendentes, la primera visita oficial de un gobernante extranjero y la ya mencionada primera visita oficial en el exterior de un gobernante mexicano, cuando el segundo encuentro fue del lado estadounidense.
Sin considerar los mencionados contactos con Alemania e Italia, el aislamiento con Europa comenzó a romperse desde antes del inicio del Porfiriato. La España del «Sexenio Democratico», decidida a dejar el estilo diplomático de los Borbones, normaliza relaciones con todas sus excolonias entre 1869 y 1871; a partir de la década de 1880 retornaron la inversiones peninsulares, y a finales de siglo XIX una importante emigración española a las grandes ciudades mexicanas empezó a hacerse palpable. Francia en 1880 y Reino Unido en 1884, restablecieron plenamente las relaciones diplomáticas, presionados por los comerciantes de dichos países con intereses en México. 
En el caso francés, las consecuencias de la ocupación fueron el principal tema de las negociaciones, al nunca haber declaración de guerra, ni tratado de paz, ambos países optaron por un "reinicio" con tratados nuevos que solucionaran los diferendos previos a 1862; Colaboró mucho en la "reconciliación" que, los miembros del gobierno en la Tercera República Francesa, habían sido opositores a la invasión y ocupación. La fascinación del régimen porfirista y su círculo burgués por la cultura francesa, derivó en una penetración de los usos y costumbres galos en la vida de las clases privilegiadas y en el urbanismo de las grandes ciudades, especialmente la Ciudad de México.
El caso británico fue un poco más complicado, pues rechazaba la postura de la "Doctrina Juárez" respecto a anular los tratados anteriores a 1862 y esperar a la "potencia agresora" a buscar la negociación. La presión de los capitales británicos y la postura mexicana de ofertar facilidades para el mercado local, convencieron al influyente ministerio del exterior británico, conocido como «Office Foreign». El 8 de julio de 1893 se firmó el Tratado Spencer-Mariscal, que estableció definitivamente la frontera de México con la Honduras Británica (hoy Belice).
Estos sucesos fueron aprovechados por Porfirio Díaz para implementar una estrategia diplomática que evitara una completa subordinación a Estados Unidos. A partir de 1885 comenzaron a llegar inversiones británicas, francesas y alemanas, que diversificaron el intercambio comercial de México y disminuyen la dependencia con el vecino del norte. Dadas las buenas relaciones de los EE. UU. con estas potencias europeas, no hubo ningún tipo de medida que contrarrestara la presencia del viejo continente.
A diferencia de Europa, México no espero a que el resto de América se le acercara para salir de su aislamiento. Desde finales de la década de 1870 el gobierno de México envió una delegación diplomática que recorrió algunos países de América del Sur para informarse de las características generales de sus estados y de su política externa. El diagnóstico debía servir para reiniciar los diálogos rumbo a un nuevo congreso continental, pero ya no con el enfoque bolivariano de una confederación continental, sino de enlazar los intereses económicos; el reporte de la comitiva dejó ver los múltiples paralelismos decimonónicos entre México y Sudamérica: revoluciones populares, golpes de estado, economías subdesarrolladas, sociedades heterogéneas y el constante intervencionismo de potencias extranjeras. Sin embargo, las relaciones con los países sudamericanos se reactivaron solo al nivel de los envíos de representantes y tímidos intercambios comerciales. No sería igual con América Central, cuya cercanía favoreció el intercambio y la conciliación; el 27 de septiembre de 1882 se firmó el tratado de límites fronterizos con Guatemala, resolviendo de manera definitiva la cuestión del Soconusco; este acuerdo reconcilió al país con toda Centroamérica.
En pleno auge del imperialismo estadounidense, fue la potencia septentrional la que retomó el diálogo interamericano en busca de acuerdos, desde luego, que le fueran favorables. Europa ya solo conservaba unas cuantas colonias en el continente, pero desde la autonomía plena de Canadá en 1867, ya ninguna representaba un peso específico que amenazara el "espacio vital" de la «Doctrina Monroe», pero en esta fase imperialista, los EE. UU. debian garantizar los recursos continentales, especialmente su proyecto de canal interoceánico en el istmo de Panamá. De esta manera se llevó a cabo en Washington D. C. la «Primera Conferencia Panamericana» en 1889. El gobierno porfirista asumió un rol secundario como puente con las naciones de Centro y Sudamérica, el discurso confederativo de los años 1820, se transformó en uno colaboracionista para integrar de mejor manera la esfera de la potencia en la región.
Del 22 de octubre de 1901 al 31 de enero de 1902 se llevó a cabo en el Palacio Nacional de la Ciudad de México la II Conferencia Panamericana, la primera cumbre internacional en suelo mexicano (sin considerar el infructuoso Congreso de Tacubaya de 1826). Asistieron representantes de 19 de los entonces 21 países independientes del continente: México, Colombia, Costa Rica, Chile, Argentina, Bolivia, Brasil, Ecuador, El Salvador, Estados Unidos, Guatemala, Haití, Honduras, Nicaragua, Paraguay, Perú, República Dominicana, Uruguay y Venezuela; Canadá no fue invitada y Cuba, recientemente independizada, estaba ocupada por los EE. UU. y este se encargaba de su política exterior. Ninguna de las naciones europeas con colonias en América fueron invitadas como observadores (Reino Unido, Francia, Países Bajos y Dinamarca). Se firmaron diez tratados, convenios y protocolos continentales, además de emitirse 26 documentos resolutivos, de moción o recomendaciones. Sobresalieron entre los tratados, la adhesión al Tribunal de arbitraje de La Haya, la convención sobre derecho internacional en América, el tratado sobre patentes y la convención sobre derechos de ciudadanos en el extranjero.

### Revolución mexicana y política exterior

#### Escenario y coyuntura internacional
La Revolución mexicana no solo se desarrolló en medio de un contexto internacional convulso, previo y paralelo a la Primera Guerra Mundial; sino que representaba un eslabón de los múltiples procesos políticos, económicos y sociales desencadenados por la segunda revolución industrial, y que son en buena medida, parte de las causas de la conflagración internacional. El proceso de industrialización de finales del siglo XIX, trajo consigo el nacimiento de una clase obrera, marginada del desarrollismo porfirista, asentada en las periferias urbanas o en los barrios populares de las zonas céntricas, en condiciones de profunda desigualdad y precarización. Esta característica estructural del capitalismo en su fase imperialista, se venía desarrollando desde mediados de siglo en Europa, y ya era para finales de la centuria, una constante en ciudades de América y Asia; pero en el caso mexicano, como en el de la mayor parte del mundo subdesarrollado, existía un elemento adicional, la injerencia extranjera que, en aras de conservar sus privilegios económicos, mantenía una influencia política que restringía cualquier cambio al orden social. De tal manera que todo conflicto interno, no podía estar alejado de la visión, en incluso participación extranjera.
Uno de los convenios firmados en la II Conferencia Panamericana de 1902, era referente al combate continental al anarquismo, el cual fue impulsado por Estados Unidos; desde la década de 1880 este país vivió el surgimiento, y consecuente persecución gubernamental, de movimientos sociales opositores a la explotación laboral y las condiciones de desigualdad, especialmente el movimiento obrero y sindicalista. Ambos estaban inspirados en ideas anarquistas y socialistas venidas de Europa, donde ya existían grupos políticos y clandestinos organizados que tomaban acciones de movilización, como huelgas, manifestaciones, actos de resistencia civil e incluso de sabotaje y confrontación con cuerpos de seguridad. Estados Unidos, consciente del largo historial de revueltas populares en México, Centroamérica y Sudamérica, temía una oleada de rebeliones obreras y campesinas que pusieran en riesgo su control político y económico en la región. Es de resaltar los ejemplos en las intervenciones en Cuba en 1902, Honduras en 1903 y Panamá en 1904, donde influyó e intrigó dentro de esos países, para que sus conflictos no amenazaran sus ambiciones económicas. 
Su carácter histórico como primera revolución social del siglo XX en el mundo, sentó el precedente de futuras revoluciones como las de China (1911) y Rusia (1917) por sus componentes obrero, campesino y popular, pero también por combatir los intereses extranjeros.

#### El intervencionismo estadounidense

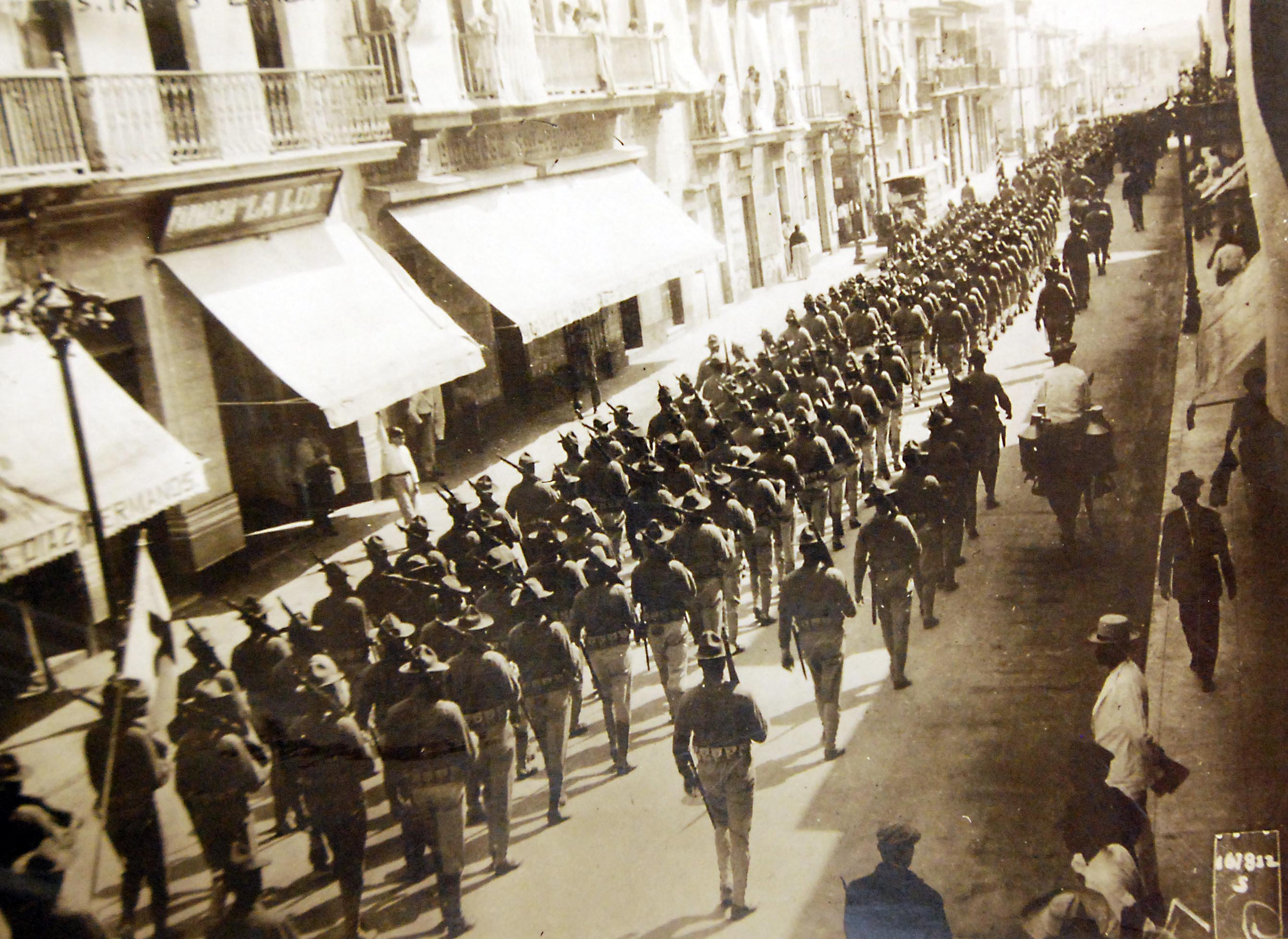
Tropas estadounidenses entran en Veracruz, abril de 1914.

La intromisión de Estados Unidos en los asuntos internos de México, era tal, a principios del siglo XX, que fue una incursión militar suya, el punto de partida para la violenta represión de la Huelga de Cananea en 1906; en el segundo día de paro, fueron miembros de la guardia nacional de Arizona quienes entraron a territorio mexicano y dispararon contra los trabajadores, lo que radicalizó el movimiento, que al día siguiente fue desintegrado definitivamente. 
El 6 de octubre de 1910 Francisco I. Madero partió de México rumbo a San Antonio, para desde ahí proclamar el Plan de San Luis que llamaba al levantamiento armado; arguyendo sus «leyes de neutralidad», Estados Unidos desatendió las peticiones porfiristas de detener a Madero y enviarlo a México. Sin embargo, la respuesta estadounidense estaba guiada por la recomendación del secretario de estado al presidente William H. Taft; este no anticipa una revuelta masiva, y considera que dados los orígenes y características de Madero (familia acomodada y formado en escuelas estadounidenses), su movimiento representa más una transición de gobierno cívico-militar (Porfiriato) a uno plenamente civil, que una rebelión popular; por lo que aconsejó no intervenir directamente a favor de ningún bando. No obstante en el desenvolvimiento de la lucha armada, se involucraron facciones revolucionarias a favor de los derechos obreros y campesinos, así como de la restricción de los intereses extranjeros, especialmente Emiliano Zapata, Francisco Villa y Pascual Orozco.
El triunfo de la revolución maderista en 1911 y la consecuente llegada a la presidencia de Francisco I. Madero a finales de ese mismo año, no despertó recelo en las potencias con intereses en México, percibían un efecto de «válvula de escape», donde la democratización del poder bastará para desalentar los movimientos sociales. Sin embargo, el embajador de los EE. UU. Henry Lane Wilson (nombrado apenas el 6 de marzo de 1910), se convirtió en una figura central del injerencismo estadounidense, en franca oposición al propio presidente. Lane Wilson tenía una abierta animadversión a Madero, por la cercanía de este a ideas del liberalismo social, pero sobre todo por el respaldo y simpatía que había mostrado a las rebeliones obreras y campesinas de Chihuahua y Morelos, que habían sido decisivas para su triunfo, armado y electoral de 1911. Además, a pesar de la presencia de antiguos porfiristas en el gabinete, los miembros más radicales de este, estaban en el sector económico, y Lane Wilson percibió esto como una amenaza ante eventuales restricciones o incluso expropiaciones. El representante estadounidense se dedicó abiertamente a intrigar en los sectores de la burguesía mexicana, la prensa y sus jefes en Washington D. C. sobre las debilidades del gobernante, sus pactos con radicales y sus propuestas económicas "perjudiciales a EU". 
A pesar de que el propio Madero rompió con los sectores radicales que lo habían apoyado (rebelión zapatista de 1911 y rebelión orozquista de 1912), el embajador no cesó en sus pretensiones desestabilizadoras, que encontraron su momento cumbre en la Decena trágica. El golpe de estado encabezado por Manuel Mondragón (acompañado por Bernardo Reyes y Félix Díaz luego de sacarlos de prisión), concretado por Victoriano Huerta e instigado por el embajador estadounidense Henry Lane Wilson, se extendió por todo el Distrito Federal, primordialmente en el centro y norte de la capital, entre los días 9 y 19 de febrero de 1913.
Sin apoyar, en los primeros días, directamente a los golpistas, el embajador sostuvo reuniones con diplomáticos de otros países, la prensa y la burguesía local, en las que refería constantemente la renuncia de Madero como solución al conflicto en la capital. Esto mientras Estados Unidos enviaba buques a patrullar las costas mexicanas, amenazando con una invasión armada. El 18 de febrero de 1913, Henry Lane Wilson, impulsó y patrocinó el Pacto de La Ciudadela en la misma embajada, mediante el cual Félix Díaz y Victoriano Huerta acordaron el derrocamiento del presidente Madero.
La descarada participación del embajador en el golpe de estado a Madero, fue ignorada por el gobierno estadounidense; el presidente Taft, que estaba a días de salir del cargo, no quería una disputa interna al remover al embajador y condenar la asonada, además temía una reacción violenta hacia sus ciudadanos e intereses si respalda al gobierno surgido del golpe. El 4 de marzo de 1913 asumió la presidencia Woodrow Wilson, desconoció la dictadura de Victoriano Huerta, y declaró un embargo de armas que, aunque afectaba al gobierno usurpador, cerraba la venta también para las facciones revolucionarias; el nuevo mandatario estadounidense creyó que sería suficiente para forzar un alto al fuego, y llevar a una negociación, sin embargo Huerta recurrió al contrabando para hacerse de armamento y los revolucionarios confiscaron los pertrechos del ejército federal al que iban derrotando. Con las facciones revolucionarias se abstuvo de mantener contacto apelando a las leyes de neutralidad, prefería esperar el resultado del Plan de Guadalupe para decidir las acciones de su gobierno, aunque si removió al embajador golpista en julio de ese mismo año.
Aunque la dictadura de Huerta restableció la política porfirista de beneficio a los intereses extranjeros, para poder obtener el reconocimiento de la Casa Blanca, para el gobierno de Washington D. C. este no representaba una garantía de continuidad, ya que el movimiento armado que se le oponía se extendía por todo el país, incluso com mayor peso popular que el que derrocó a Díaz. Los EE. UU. exigen elecciones y el cese de las hostilidades para reconocer a Huerta. Sin embargo el propio Wilson sentía una gran antipatia contra Huerta, al que considera un usurpador que debía ser derrocado por la fuerza, no obstante, carecía de apoyo al interior de su país para una invasión que restaurara el orden legal. 
El desarrollo de la revolución incentivó la toma de decisiones del presidente Wilson; los movimientos populares de Villa y Zapata ganaban fuerza en todo el territorio, se acercaban a la capital y controlaban zonas con presencia de empresas estadounidenses, un eventual gobierno villista o zapatista significaba uno más radical que llevaría a la práctica posibles nacionalizaciones de los medios de producción. El propio presidente Wilson comenzó a contactar al más moderado de los líderes revolucionarios, Venustiano Carranza, quien bajo los lineamiento del Plan de Guadalupe, era en los hechos el ejecutivo del "gobierno revolucionario". Desde un inicio Carranza rechazó las posturas de Wilson respecto a una intervención directa para derrocar a Huerta, aunque estimaba la postura de desconocimiento a este; Wilson levantó el bloqueo de armas en marzo de 1914 esperando beneficiar a los constitucionalistas.
Aprovechando un incidente entre marinos estadounidenses y fuerzas de seguridad mexicanas (leales a Huerta) en el puerto de Tampico, el 21 de abril de 1914 tropas de Estados Unidos invaden y ocupan el puerto de Veracruz. La intención del presidente Wilson era lograr el apoyo dentro de su país para una intervención mayor, ayudar a las fuerzas de Carranza y bloquear el comercio de Huerta con el Imperio Alemán. Todas las facciones en lucha rechazaron la invasión; esto lo aprovechó el dictador Huerta para ganar apoyo entre los sectores nacionalistas; Carranza por su parte, condenó el acto y exigió el retiro de las tropas.
La ocupación del puerto se prolongó hasta noviembre, ya con Carranza al frente del poder, aunque en la disputa de este en el seno de la Soberana Convención Revolucionaria. El gobierno de Washington decidió marcar una distancia con la situación mexicana, durante el resto del conflicto armado debido a dos situaciones concretas; primero, el rápido desenvolvimiento de los hechos en Europa con la Gran Guerra; y segundo la marcada animadversión que generaba la presencia estadounidense entre todos los sectores populares, que modificó la visión injerencista estadounidense hacia México, pues no encontraba el respaldo que sí logró en las invasiones en Nicaragua (1912), Haití (1915) y República Dominicana (1916). No obstante, todavía en 1916 realizó la última intervención militar en suelo mexicano con la incursión armada para capturar a Francisco Villa, luego de este atacara previamente Columbus, Nuevo México, en represalia por los actos de sabotaje que el gobierno estadounidense realizaba contra la División del Norte. No obstante la invasión nunca pudo capturar a Villa.

#### El telegrama Zimmermann

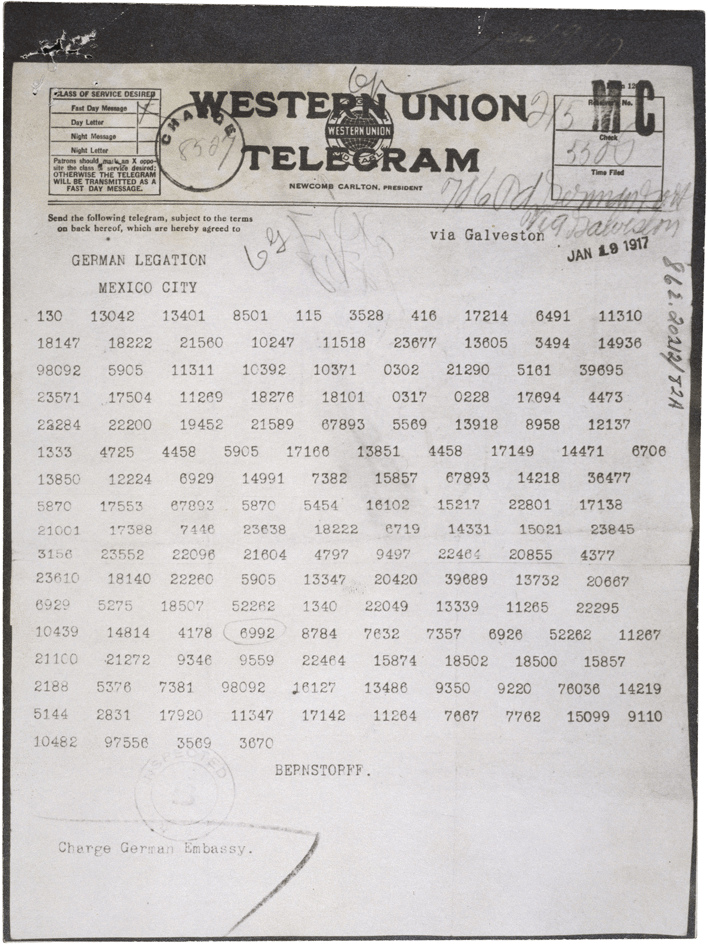
El Telegrama Zimmermann tal y como fue enviado por el embajador alemán en Washington al embajador alemán en México, cifrado usando un libro de códigos.

La Primera Guerra Mundial, en ese momento llamada «Gran Guerra», no solo significó la mayor confrontación armada hasta el momento, sino un parteaguas en el manejo de las relaciones internacionales en tiempos de guerra para las potencias. Si bien era común contemplar escenarios y sitios ajenos al territorio de las hostilidades, para realizar actos de intervención que favorecieron a una de las partes, como había ocurrido en las Guerras napoleonicas o la guerra de los siete años; En esta confrontación, las potencias beligerantes emplean recursos políticos, humanos y materiales para incidir incluso en regiones neutrales o desvinculadas de la realidad europea, existe una visión de extender el conflicto territorialmente, para acortar su duración.
Las Potencias Centrales (Alemania, Austria-Hungría y el Imperio Otomano), implementan una estrategia de desestabilización en las zonas de influencia de la Triple Entente (Reino Unido, Francia y Rusia) fuera de Europa, para que estos movilizaran recursos hacia esas zonas, liberando la presión en el escenario europeo. Uno de estos elementos era el espionaje o Servicio de inteligencia, que no solo recaba información, sino plantean mecanismos para desestabilizar al país donde residen. El Imperio alemán era consciente que la buena relación estadounidense con las potencias aliadas, el protagonismo diplomático que pretendía ejercer Woodrow Wilson y los intereses de Washington en algunas zonas de conflicto, provocarán tarde que temprano la entrada de los EE.UU. a la guerra.
Sin embargo, Wilson no quería romper la tradición diplomática de la «Doctrina Monroe» respecto a la indiferencia hacia Europa, además había logrado la reelección por su postura neutral, incluso no reaccionó a las peticiones internas de ser un socio no beligerante, luego del hundimiento del ataque al buque Lusitania de 1915. A pesar de ello, gracias a vacíos legales de las leyes de neutralidad, que no prohíben el comercio entre privados en zonas de guerra, era un abastecedor constante del Reino Unido, a través de Canadá o de forma directa. Alemania, quería cortar el suministro estadounidense a los británicos, pero no quería provocar la entrada de Estados Unidos, necesitaba mantenerlo en su periferia ocupado en un conflicto.
Los servicios de inteligencia alemana reportaban desde el inicio de la guerra, que el injerencismo estadounidense en América era propicio para involucrar a este país en un conflicto secundario. La revolución mexicana era idónea, pues se trataba de un levantamiento popular que amenazaba el control del vecino del norte; la idea se consolidó con la ocupación de Veracruz en 1914, pero esta no se prolongó. En 1915 surgió una nueva posibilidad, cuando el problema de los refugiados mexicanos en Estados Unidos (1.5 millones) escaló en una crisis social que estuvo a punto de ocasionar una revuelta civil. El Plan de San Diego llamaba a la lucha armada de las minorías mexicanas, afrodescendientes, asiáticas, irlandesas y nativas, para conseguir la independencia de los territorios despojados de 1848 y retornar a México. El movimiento no se extendió y sus partidarios fueron reprimidos por el gobernador de Texas.
Este incidente menor fue la llave para la decisión alemana de fraguar un plan que involucre a Estados Unidos en un conflicto con México. El escenario estaba puesto en virtud de los planes alemanes por iniciar una guerra submarina a gran escala contra Reino Unido, situación condenada por Washington que temía un daño a los barcos mercantes estadounidenses, y que el presidente Wilson había marcado como la «línea roja» que ocasionaría una respuesta armada.
En enero de 1917, el ministro de exteriores de Alemania Arthur Zimmermann envió un telegrama al embajador en México Heinrich von Eckardt; en él se giraba instrucciones para negociar con el presidente Venustiano Carranza un acuerdo de colaboración, mediante el cual Alemania proporciona armas y recursos económicos necesarios, para que México inicie una guerra de reconquista de los territorios arrebatados en 1848 (específicamente Texas, Arizona y Nuevo México, historiográficamente se desconoce el porqué de la omisión a California); el telegrama plantea también un pacto para una guerra y paz conjunta, así como una alianza con Japón.
El comunicado llegó a su destino, pero fue interceptado por el servicio de inteligencia británico en marzo, y este lo redirige hacia Estados Unidos. El documento, fue hecho público como propaganda para convencer a la opinión pública de la necesidad de entrar a la guerra en Europa. El presidente Venustiano Carranza, fue presionado por Washington para rechazar públicamente la propuesta alemana, sin embargo Carranza no lo hizo, argumentando no poder expresarse de algo que nunca le llegó, no obstante entre los círculos del mandatario se supo que éste rechazaba la oferta, no solo por la evidente situación del país, sino por la imposibilidad de retomar un territorio ya alejado identitariamente de México.

#### La doctrina Carranza

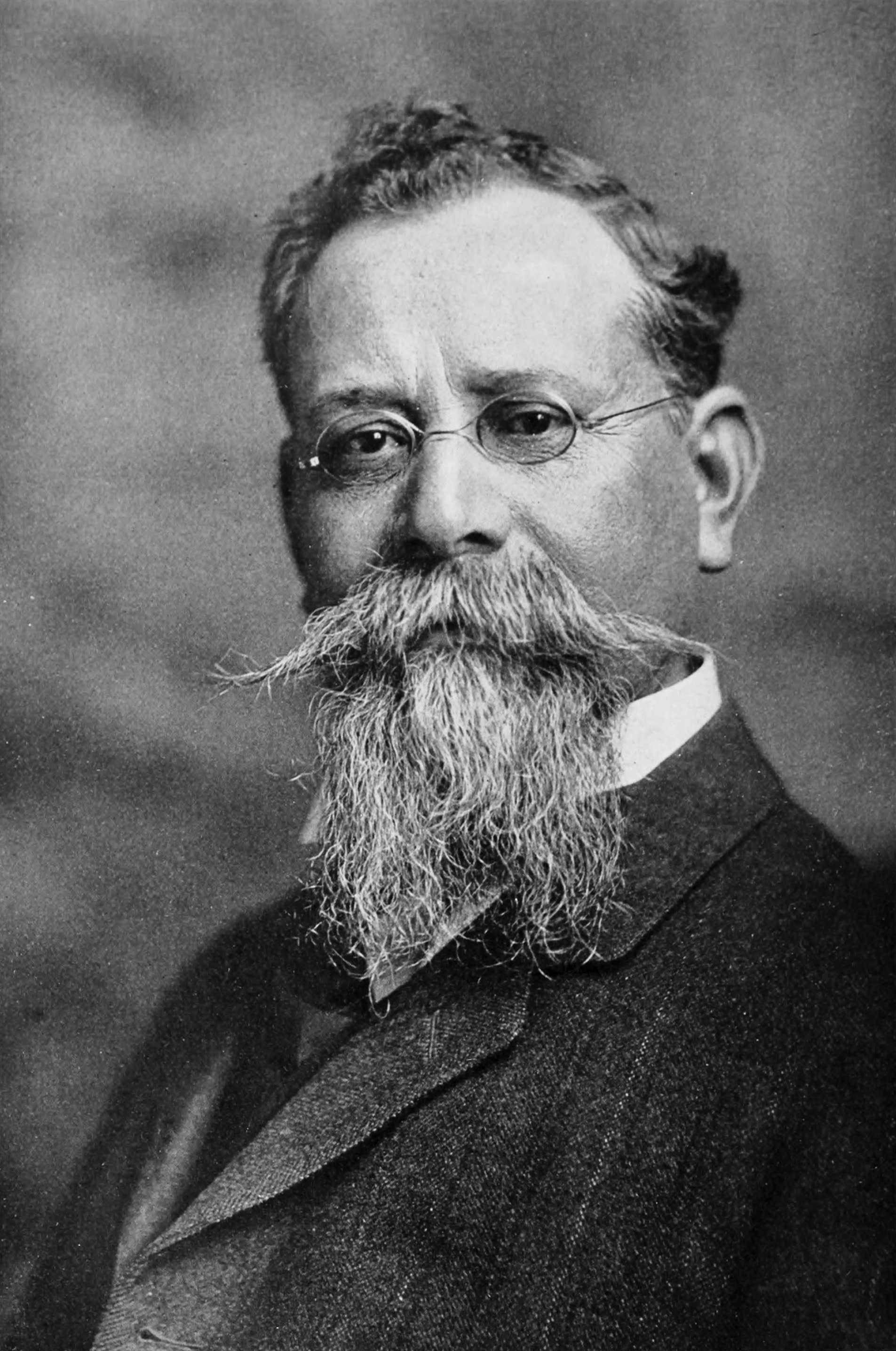
Venustiano Carranza. Presidente mexicano.

De la misma forma como ocurrió tras el fin de la ocupación francesa en 1867; el jefe del ejecutivo mexicano, en este caso Venustiano Carranza, hizo una reflexión sobre los acontecimientos vividos en el ámbito de las relaciones internacionales durante la revolución. Los principios de la Doctrina Juárez no solo fueron vulnerados, sino superados por el nuevo orden internacional, por lo que debía ampliarse la política exterior mexicana en este nuevo contexto.
Carranza percibió cuatro situaciones problemáticas para la soberanía nacional, fruto de las relaciones exteriores. Primero, el intervencionismo descarado de los Estados Unidos durante la guerra, expresado de peor manera en la Decena tragica, la ocupación de Veracruz y la invasión para detener a Villa, en esto veía como principal problemática la vigencia de la Doctrina Monroe. Lo segundo fue el recurso extranjero (condenado desde tiempos de Juárez) de reconocer un gobierno, en función del interés propio,  para validarlo y asistirlo, pero con un componente peor, hacerlo en un contexto de deliberada ilegalidad y daño a la población de parte del usurpador Huerta; en este sentido responsabilizó y expulsó a los embajadores europeos que colaboraron con el dictador. En tercer lugar, tanto Díaz como Huerta, implementaron medidas más prontas para proteger los intereses extranjeros en el contexto bélico, priorizando los intereses ajenos al de la mayoría. Y finalmente, el uso de la diplomacia como medio de intervención, propaganda e injerencia; en este punto hizo referencia a tres sucesos; la infructuosa comisión de arbitraje formada por Argentina, Brasil y Chile que, en el contexto de la ocupación de 1914, redactaron un documento proponiendo acciones de intromisión del gobierno de Washington en asuntos que, constitucionalmente y de origen, solo correspondía resolver a los mexicanos; el telegrama Zimmermann; y el caso "Breton", en el que EU asumió el caso judicial de un ciudadano británico para poder justificar la persecución de Francisco Villa y por ende su intromisión.
La llamada Doctrina Carranza, proclamada el 1 de diciembre de 1918 ante el Congreso de la Unión, propone ampliar el marco de la Doctrina Juárez, con mecanismos del derecho local e internacional para evitar las problemáticas mencionadas:

- I. Todas las naciones son iguales ante el Derecho. En consecuencia, deben respetar mutua y escrupulosamente sus instituciones, sus Leyes y su soberanía, sometiéndolas estrictamente y sin excepciones al principio universal de no intervención.

- II. Nacionales y extranjeros deben ser iguales ante la soberanía del Estado en que se encuentran; de consiguiente ningún individuo debe pretender una situación mejor que la de los ciudadanos del país donde se va a establecer, ni hacer de su calidad de extranjero un título de protección y privilegio.

- III. Las legislaciones de los Estados deben ser uniformes y semejantes en el posible, sin establecer distinciones por la causa de la nacionalidad, respecto a lo referente al ejercicio de la soberanía.

- IV. La diplomacia debe velar por los intereses generales de la civilización Y por el establecimiento de la confraternidad universal; no debe servir para la protección de intereses particulares, ni para poner al servicio de estos la fuerza y la majestad de las naciones. Tampoco debe servir para ejercer presión sobre los gobiernos de los países débiles, a fin de obtener modificaciones a las leyes que no convengan a los súbditos de países poderosos.

### La diplomacia posrevolucionaria
La «Doctrina Carranza» enfocó la diplomacia mexicana en un tono defensivo y conciliador a la vez, en virtud de los enormes vacíos en el derecho internacional, que había dejado el Tratado de Versalles, que dio fin a la Primera Guerra Mundial. México, al igual que todos los países no participantes de la guerra, quedaron fuera del sistema internacional establecido por la Sociedad de Naciones, basado en los Catorce Puntos de Woodrow Wilson. La auto exclusión estadounidense al organismo rector, la severidad en el trato a los países derrotados, la fragilidad de Reino Unido y Francia como cabezas del organismo, el rechazo al estado revolucionario que se gestaba en el desaparecido Imperio Ruso y los vacíos de poder en las zonas desocupadas por los imperios alemán, austro-húngaro y otomano, eran signos de alerta de una orden internacional que se complica para los países subdesarrollados como México. 
La promulgación de la Constitución de 1917 como punto culminante del triunfo revolucionario, tuvo como efecto secundario, la aparición de un problema coyuntural que definiría la política exterior mexicana durante décadas: el petróleo. El artículo 27 constitucional declaraba la propiedad de la nación, por medio del estado, sobre los recursos naturales; bajo ese principio los gobiernos podían disponer de las empresas petroleras extranjeras, que al final de la guerra se volvían más importantes. Esta nueva característica trajo por sí sola dos eventos relevantes de las relaciones con Estados Unidos.
Después de la Rebelión de Agua Prieta, Álvaro Obregon fue electo constitucionalmente como presidente, sin embargo Estados Unidos, alegando el origen de la elección en una revuelta armada contra el presidente Carranza, que terminó en su asesinato, considera como de "legitimidad cuestionable o ambigua" el gobierno de Obregón. El gobierno de Washington asegura que el acceso a los créditos financieros para la reconstrucción posrevolucionaria, dependen de su reconocimiento; de esta manera empezó a generar presión sobre el presidente para negociar dicha distinción diplomática; para ello debía excluir de la aplicación del artículo 27 a las empresas estadounidenses, especialmente las petroleras, y pagar las indemnizaciones a ciudadanos estadounidenses, que desde la administración anterior se exigen. Obregón requiere del reconocimiento estadounidense, a sabiendas de la influencia que este podía tener para facilitar los créditos, pero también por el eventual apoyo que necesitaría en caso de una contrarrevolución, pero dar marcha atrás a los preceptos del artículo 27 era reactivar las huestes villistas y zapatistas que aún quedaban. Luego de varios años de negociación, el 13 de agosto de 1923 se firmó el Tratado de Bucareli, mediante el cual se aplicaba el principio de «irretroactividad» a los propietarios estadounidenses anteriores a 1917 y se implementa un plan de pagos para indemnizaciones, diferenciando entre pequeños, medianos y grandes propietarios.
La segunda crisis vino derivada del rompimiento del Tratado de Bucareli, cuando en 1926 el presidente Plutarco Elías Calles preparó una ley regulatoria del artículo 27 constitucional en materia de expropiación; esta contemplaba la irrestricta nacionalización de cualquier bien. La tensión llegó a tal nivel, qué círculos cercanos al gobierno de Calvin Coolidge ejercían presión para una invasión armada total, en tanto los círculos del presidente Plutarco Elías Calles prepararon una eventual defensa. En abril de 1927 agentes del líder obrero Luis N. Morones, actuando como espías, sustrajeron los planes de la pretendida invasión y con el amague de su revelación pública obligaron a la parte estadounidense a permanecer en la vía diplomática; en ella aceptaron estar sujetos a la norma mexicana, Calles ofrecía no aplicar la ley de expropiación en tanto se cumplieran lineamientos fiscales y laborales.
Fuera del eje tradicional de la política exterior mexicana (la relación con Estados Unidos), el país se propuso impulsar los principios de las doctrinas Juárez y Carranza en los foros internacionales, en un inicio en los que le eran inmediatos, la conferencias panamericanas. En la VI Conferencia de La Habana 1928, aunque no pudo introducir el tema en los resolutivos, si lo hizo en los debates, llamando a adoptar el «Principio de no intervención» como elemento regulador de las relaciones internacionales y base del actuar de la Unión Panamericana; en la VII Conferencia de Montevideo 1933, finalmente el término fue consagrado en los documentos del organismo, y formó parte de la declaración de la Política de buena vecindad firmada por todos los signatarios y propuesta por el presidente Franklin Delano Roosevelt. En este lapso se produjo su ingreso a la Sociedad de Naciones en 1931.
En este periodo, específicamente el 22 de octubre de 1924, México se convirtió en el primer país de América que estableció relaciones diplomáticas con la Unión Soviética, esto en pleno periodo de aislamiento, tanto el impulsado por los occidentales, como el manejado por la propia URSS; los primeros contactos directos entre gobiernos se dieron en 1923, en el marco del agradecimiento del representante soviético en la Cruz Roja, por el apoyo mexicano a las víctimas de la hambruna en la región del Volga entre 1921 y 1922. La URSS había sido cautelosa al acercarse a los países del hemisferio controlado por Estados Unidos, en virtud de su propia etapa de transición, la experiencia de aquella invasión en plena guerra civil, y porque el contacto más allá de su esfera lo realizaba el PCUS, a través de la Internacional Comunista con los movimientos y partidos afines, como lo hacía desde 1919 con el Partido Comunista Mexicano.

#### La doctrina Estrada

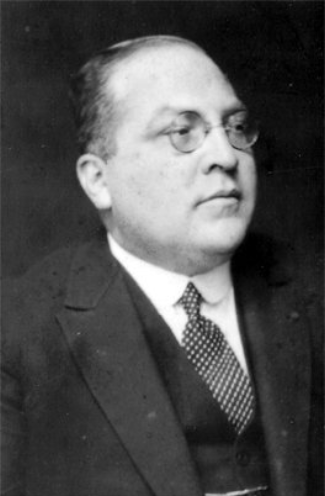
Genaro Estrada. Diplomático mexicano.

Una serie de revueltas y golpes de estado se sucedieron a lo largo de América durante la década de 1920, en dicho periodo la Unión Panamericana instaba al reconocimiento o no de los gobiernos emanados, todo en función de la interpretación de la Doctrina Tobar, adoptada por las Conferencias Panamericanas desde 1904, según la cual, los gobiernos del continente debían desconocer a cualquier gobierno surgido de un acto violento que rompiera el orden legal, aunque esto incluía por igual a golpes de estado y revoluciones populares. La medida, se decía, era para garantizar la continuidad de las "repúblicas democráticas" signatarias del organismo.
Ante esto, el secretario de relaciones exteriores Genaro Estrada, decidió proclamar una nueva línea de acción en la política internacional mexicana, el 27 de septiembre de 1930 emitió un mensaje en el Congreso de la Unión resumiendo la postura del país frente a los gobiernos derrocados y emanados en el continente: 

El gobierno de México no otorga reconocimiento porque considera que esta práctica es denigrante, ya que a más de herir la soberanía de las otras naciones, coloca a éstas en el caso de que sus asuntos interiores pueden ser calificados en cualquier sentido por otros gobiernos, quienes, de hecho, asumen una actitud de crítica al decidir favorable o desfavorablemente sobre la capacidad legal de regímenes extranjeros. El gobierno mexicano sólo se limita a mantener o retirar, cuando lo crea procedente, a sus agentes diplomáticos, sin calificar precipitadamente, ni a posteriori, el derecho de las naciones para aceptar, mantener o sustituir a sus gobiernos o autoridades.

La Doctrina Estrada retoma principios primordiales de las doctrinas Juárez y Carranza, como el principio de no intervención, la autodeterminación de los pueblos y el uso de una diplomacia responsable. La tesis de Estrada sostiene que el acto de "reconocimiento" no solo era injerencista y lesivo para la soberanía de los pueblos, sino que situaba al país que la aplicaba, en una condición desfavorable para eventuales soluciones a problemas comunes o regionales. Con esto México no asumirá una postura neutral, sino «no hostil», ante los cambios abruptos de gobierno en el continente. Además marca una distinción entre el reconocimiento de gobiernos y el de estados, en virtud que no se podía tomar medidas punitivas contra territorio o población por los actos de sus autoridades. Este nuevo principio de la política exterior mexicana se volvió el componente determinante para que la diplomacia mexicana defendiera el derecho internacional en los foros mundiales, restando poder y credibilidad a la práctica de las potencias del "reconocimiento".

### La postura internacionalista de Cárdenas

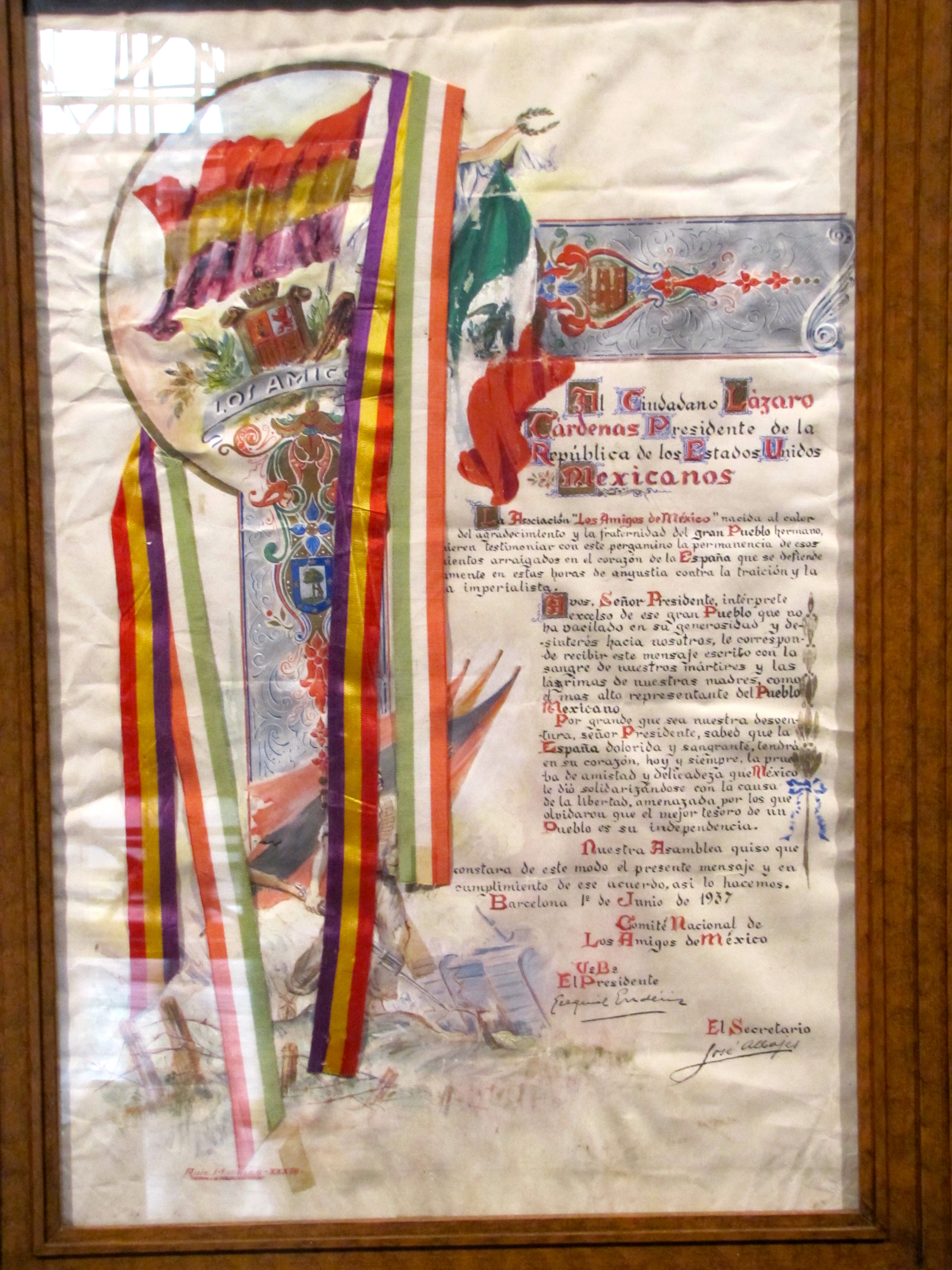
Diploma de «La Asociación de los amigos de México» a Lázaro Cárdenas, presidente de México, 1937.

El llamado Período de entreguerras se caracterizó por un evidente resquebrajamiento del orden internacional impuesto por el Tratado de Versalles. Los nacionalismos europeos explotaron el presunto sentimiento de agravio contra los vencidos para ganar la simpatía de amplios sectores de la población; esto derivó en el ascenso del fascismo italiano en 1922 y el nazismo alemán en 1933. Al mismo tiempo, las profundas desigualdades sociales ocasionadas por la Gran Depresión de 1929, acrecentaron los movimientos populares y nacionalistas en América, Asia y África, así como en las naciones de la Europa central y oriental. La política de apaciguamiento británica y francesa resultó infructuosa para hacer frente a la Alemania Nazi. La Unión Soviética y Japón, excluidas del liderazgo mundial tras la guerra, comenzaron a mover posiciones para expandir sus áreas de influencia; no obstante el caso nipón llevaba consigo elementos fascistoides similares a los de Alemania e Italia.
En ese contexto, y aprovechando la «Política de Buena Vecindad», el presidente Lázaro Cárdenas se propuso implementar una política más proactiva, que respetando los principios de las doctrinas Juárez, Carranza y Estrada, extendiera los valores de estas en el seno de la Sociedad de Naciones, intentando forjar un bloque de países ajenos a las grandes potencias, que hicieran frente a las amenazas intervencionistas, ya no de Estados Unidos solamante, sino del fascismo europeo. Con la política exterior cardenista, nacieron los principios complementarios de la diplomacia mexicana: la proscripción de la amenaza o el uso de la fuerza en las relaciones internacionales, la cooperación internacional para el desarrollo; el respeto, la protección y promoción de los derechos humanos, y la lucha por la paz y la seguridad internacionales.
El 15 de septiembre de 1936 durante el acto conmemorativo del Grito de Dolores en el Palacio Nacional, Cárdenas lanza como una de sus arengas «¡Viva la república española!». Desde el primer momento el presidente expresa su solidaridad al gobierno legítimo de la Segunda República Española y rechaza las acciones golpistas del bando sublevado; el mandatario mexicano no rompe con las doctrinas mexicanas, ya que el gobierno de Manuel Azaña no ha sido derrocado y el bando nacional, responde a influencias extranjeras y golpismo reaccionario. A partir de ese momento, sin que exista una alianza tácita de por medio, México se convierte en defensor de la causa republicana, de la mejor manera para evitar ser acusado de injerencista, la ayuda humanitaria. Desde el 7 de junio de 1937 y hasta el final de la Guerra Civil Española, el país recibió alrededor de 25 000 refugiados españoles. El ejemplo cundió entre las representaciones mexicanas en el exterior, qué a lo largo de la siguiente década gestionaron el exilio de perseguidos por el fascismo, el franquismo y el nazismo. También en el apoyo mexicano, destacaron las triangulaciones con terceros países para la compra y envío de armas y provisiones, así como recursos económicos a la causa republicana. 
La solidaridad mexicana con la república española no es espontánea; el 11 de febrero de 1937 el presidente nombró a Isidro Fabela como embajador ante la Sociedad de Naciones y le instruyó para transmitir un listado sobre las acciones diplomáticas que el organismo debía seguir para evitar una nueva conflagración, así como la postura mexicana respecto a los conflictos internacionales: Condena de la ruptura del orden constitucional en España y denuncia del intervencionismo italo-germano en apoyo del bando sublevado; Condena de la invasión italiana a Etiopía; Censura a los crímenes japoneses en la invasión y ocupación de China; y asumir la defensa de los judíos perseguidos por los nazis. Posteriormente sería de los primeros países en condenar las invasiones alemanas a Austria (1938), Checoslovaquia (1938), Polonia (1939), Bélgica, Países Bajos, Noruega y Dinamarca (todas en 1940 ya como parte de la Segunda Guerra Mundial), así como la invasión soviética en Finlandia de 1940.
Sin embargo, el tema de las relaciones internacionales en el contexto de la expropiación petrolera fue mucho más complicado. Tal como se mencionó líneas arriba, Cárdenas aprovechó la estancia de Franklin Delano Roosevelt como presidente de Estados Unidos, partidario de una diplomacia más mesurada y discreta en los temas continentales (Política de buena vecindad), para aplicar una política exterior más independiente respecto a los intereses estadounidenses; no obstante, su verdadero contendiente en la polémica sobre la industria petrolera no era el gobierno, sino las poderosas empresas petroleras, que gozaban de amplias influencias políticas y económicas, con suficiente peso para constituirse como un poder paralelo; no era nueva la estrategia, ya en Centroamérica y el Caribe entre las décadas de 1910 y 1930, las compañías agroindustriales habían demostrado capacidad de maniobra para influir en el derrocamiento de gobiernos democráticos.
Lázaro Cárdenas había aprovechado la coyuntura de un conflicto laboral para proclamar el 18 de marzo de 1938, la expropiación de las compañías petroleras; en el proceso, salvo algunas discrepancias con el embajador Josephus Daniels, no hubo mayor confrontación directa con el gobierno de la potencia continental. Sin embargo, dentro de Estados Unidos, la presión de las compañías para incidir en la decisión cardenista creció conforme se acercaba la fecha. Roosevelt no se quería confrontar con los magnates del petróleo, pues necesitaba de la cohesión interna, dada la compleja situación en Europa, pero tampoco quería entrometerse en los asuntos internos de México, ya que temía un vuelco de este país a favor de la Unión Soviética, o incluso que un nuevo gobierno producto de la desestabilización, se acercara a Alemania e Italia. Cárdenas por su parte, temía más una revuelta reaccionaria, fraguada por las petroleras que a una intervención militar directa; esto luego de que fuera informado del documento de inteligencia recabado tras la crisis de 1926-27 con Plutarco Elías Calles, mencionada párrafos arriba. Los planes intervencionistas de entonces, manifestaban la desestimación de la opción militar por parte de Estados Unidos, al considerar sus estrategas que una ocupación total del territorio mexicano acarrearía enormes costos humanos, materiales y económicos, poco viables de sostener a largo plazo, y se describen dificultades como la eventual resistencia popular a gran escala y la inestabilidad interna que generaría contener a mexicanos residentes en suelo estadounidense que pudieran oponerse a la invasión.
Entre las opciones contempladas, el gobierno estadounidense consiguió mantener la cercanía con las petroleras al apoyar un boicot al petróleo mexicano, en coordinación con las empresas británicas; mientras el gobierno mexicano solventó la disputa con su par del norte realizando un pago inmediato de indemnización, al tiempo que, cuando se México vio forzado a vender petróleo a Alemania, el mismo Roosevelt desistió del bloqueo, poco antes de su entrada a la guerra.
Finalmente, la coyuntura internacional, jugó como nunca antes, ni siquiera en la época de las invasiones, un papel fundamental en la sucesión presidencial. Lázaro Cárdenas y sus bases más cercanas conciben como candidato ideal para sucederlo, al mentor ideológico de este, Francisco J. Múgica; sin embargo, ante el estallido de la Segunda Guerra Mundial en 1939, es el propio Cárdenas quien da un giro a su decisión a finales de ese año. El general revolucionario, aspiraba a la profundización de su política social, sin embargo temía que la postura política de Múgica se radicalizara con el tiempo, enfrentando al país a tres escenarios que incluso podían chocar; el injerencismo estadounidense para derribar un gobierno de izquierda en su frontera; una subversión fascista, apoyada desde el extranjero, al estilo de la guerra en España; y la intromisión directa de la Unión Soviética, con las consecuencias que ello generaría. Fue por ello, y presionado por los sectores moderados del partido oficial y el éjercito, que se decidió por la candidatura de Manuel Ávila Camacho.

### Segunda guerra mundial

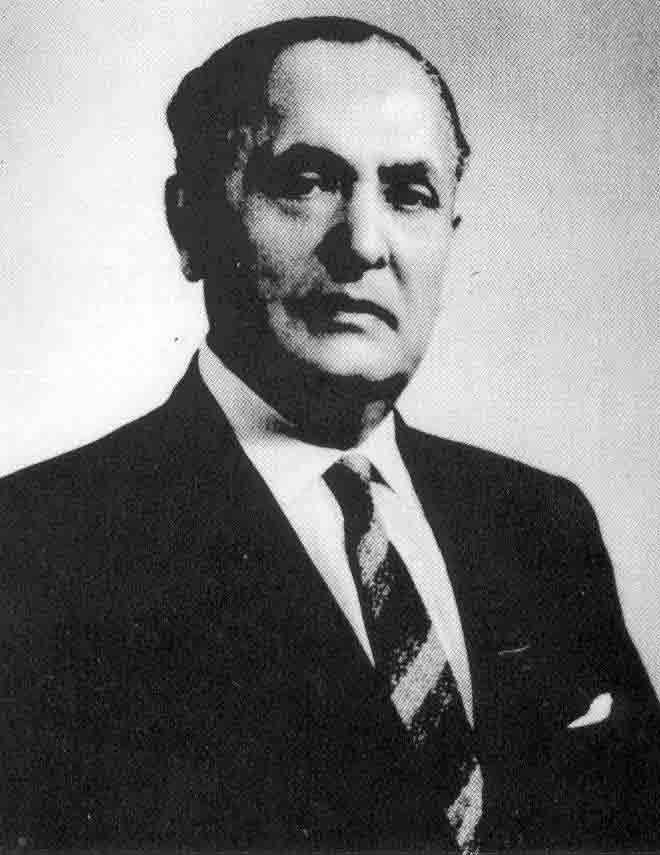
Gilberto Bosques, el llamado «Schindler mexicano»

El 4 de septiembre de 1939, el presidente Lázaro Cárdenas decretó la neutralidad de México respecto al conflicto en Europa. Sin embargo giró instrucciones a la Secretaría de Relaciones Exteriores para que sostuviera los canales diplomáticos con los gobiernos en el exilio de las naciones ocupadas. La situación se complicaba un poco, pues la mayoría se había ido a residir a Londres, donde México no tenía embajada y las relaciones estaban rotas desde el fin de la revolución, sin embargo, el gobierno británico permitió que una legación mexicana se estableciera para cumplir la encomienda de dar apoyo diplomático a los países ocupados. 
En junio de 1940, luego de la caída de París y el establecimiento de la Francia de Vichy, México temía que la afinidad ideológica del régimen galo pronazi con la dictadura franquista, llevara a ambos a acordar una deportación masiva de exiliados españoles, que en su mayoría viven en el territorio francés ocupado. Con instrucciones del presidente, el embajador Luis I. Rodríguez negoció de inmediato con el gobierno de la Francia ocupada el traslado por razones humanitarias de los exiliados; este trabajo no era nuevo, el anterior embajador Narciso Bassols y el cónsul Gilberto Bosques habían colaborado desde hace años para tramitar el visado especial que asistía a judíos y republicanos exiliados en Francia para permitirles desplazarse a México.
A mediados de 1940 en el seno de la Unión Panamericana, se llevó a cabo en La Habana, la cumbre de ministros del exterior. En esta México asumió un rol protagónico, pues instó a todos los países del hemisferio a diseñar medidas colectivas que minaran los efectos de la guerra en el continente, especialmente los económicos. La política exterior mexicana inició un periodo de liderazgo en la zona, fundamentado en su posición estratégica como vecino de Estados Unidos; sus costas en ambos océanos, que lo ubican más cerca de Asia y Europa, que el resto de los países latinoamericanos; su nivel de producción petrolera; y la alianza con Estados Unidos, que de forma implícita le confiere la categoría de puente, entre la potencia continental y el resto de América. En virtud del desastre, que se cernía sobre Europa (el mayor socio comercial de América del Sur), se propuso una estrategia de sustitución de importaciones, una ruta comercial marítima continental y el establecimiento de acuerdos preferenciales al comercio interamericano, para disminuir el impacto en las economías locales.
El nuevo liderazgo mexicano en la zona, coincide con un cambio de paradigma en la política exterior sudamericana; América del Sur, comenzó a ver a Estados Unidos en sus dos facetas preponderantes luego de la Primera Guerra Mundial, la de potencia hegemónica cuya economía e influencia política no podía ser ignorada, y la de amenaza a la soberanía continental. Ambos factores vuelcan el interés sudamericano para priorizar el trato hacia los EE. UU., considerando a México como el enlace propicio para ello. Esta nueva corriente de "panamericanismo" sería fundamental para contrarrestar los intentos de las Potencias del Eje por influir en el hemisferio.
El 9 de septiembre de 1941, dos días después del ataque a Pearl Harbor, y la consecuente entrada de Estados Unidos en la guerra, México rompió relaciones diplomáticas con Japón, y dos días más tarde con Alemania e Italia. La situación no era meramente un respaldo al vecino del norte; el gobierno mexicano ya presentía un ingreso de los EE. UU. a la guerra, en virtud del acoso naval y aéreo a los buques estadounidenses, en Oceanía por parte de Japón, y en la ruta del Atlántico entre Canadá y Reino Unido por parte de Alemania; además, los acuerdos en la Convención de La Habana contemplaban una reacción ministerial hemisférica, a cualquier agresión a un miembro de la Unión Panamericana. A partir de ese momento, se profundizó la alianza con Estados Unidos, pero además activó los planes mexicanos para cualquier contingencia o efecto colateral a la participación estadounidense.
El 13 de mayo de 1942, el buque petrolero «Potrero del llano» es torpedeado por submarinos alemanes frente a las costas de Florida, muriendo 14 de sus 35 tripulantes; el gobierno mexicano emite notas de protesta diplomática exigiendo explicaciones y en su caso indemnizaciones a las tres Potencias del Eje en un plazo de siete días; Alemania e Italia no responden, en tanto Japón ni siquiera la admite. El 20 de mayo otro buque petrolero, el «Faja de Oro» es torpedeado por alemanes en el Atlántico, cuando regresaba de Nueva York, con rumbo a Tampico, muriendo 8 de 36 tripulantes. El 28 de mayo de 1942 el presidente declara la guerra a las potencias del Eje; Una vez declarado el estado de guerra, aviones mexicanos bombardearon a un submarino alemán en las costas de Tampico. A pesar del patrullaje de la fuerza aérea sobre las costas mexicanas del Golfo de México, el 26 de junio submarinos alemanes hundieron a los buques Tuxpan y Choapas. El día 27 de junio fue torpedeado el buque Oaxaca y finalmente el 4 de septiembre un submarino alemán hundió al buque mexicano Amatlán.
En materia de política exterior, la declaración de guerra habilitó a la secretaría de relaciones exteriores, para gestionar los acuerdos necesarios que normaran la activa participación mexicana en el bando aliado. Más allá del continente, destacó el restablecimiento pleno de relaciones con dos de los aliados principales, Reino Unido y la Unión Soviética, para facilitar los intercambios de información. 
México, que por su política de neutralidad no había suscrito la Declaración de las Naciones Unidas del 1 de enero de 1942 (en la práctica el pacto aliado contra el Eje), se adhiere de forma inmediata apenas es aprobado el estado de guerra y el rompimiento de la neutralidad, con esto se marcó el ingreso formal en el bando aliado; este tratado, y su documento base, la Carta del Atlántico, distaba mucho de la visión excluyente del Tratado de Versalles, pues asegura la participación de todo aliado, incluso no beligerante, en los procesos de reconstrucción del orden internacional; de esta manera México no se veía obligado a enviar tropas a ningún frente, o permitir el asentamiento de otras en su territorio, por lo que la visión del gobierno de convertirse en un proveedor de la industria aliada se consolidó. 
A partir de este momento, México establece políticas de cooperación militar y económica con Estados Unidos, incluyendo una que habría de dar forma al fenómeno social que definiría la relación con Estados Unidos de manera permanente, la migración. En agosto de 1942 fue firmado el acuerdo que instituye el programa «Bracero» para sustituir trabajadores agrícolas estadounidenses enlistados, por campesinos mexicanos. Si bien, ya existían antecedentes de movimientos migratorios mexicanos hacia Estados Unidos (como los refugiados de la revolución), el programa Bracero sería el parteaguas para el fenómeno de constante migración, curiosamente, hacia el sudoeste estadounidense, los antiguos territorios mexicanos, especialmente California y Texas.
La participación bélica más directa corrió a cargo del Escuadrón 201 de la Fuerza Aérea Mexicana entre el 9 de enero y el 15 de agosto de 1945 en la batalla de Luzón en el contexto de la toma de Filipinas.
La política exterior mexicana participó, como nunca antes, en la conformación de un sistema internacional de relaciones entre estados, formando parte de las cumbres que darían forma al nuevo orden después de la Guerra. Primero, en la Conferencia de Dumbarton Oaks entre el 21 y 29 de agosto de 1944, donde se concibió el reemplazo de la Sociedad de Naciones por un ente de mayor peso y respaldo de la comunidad, aunque los acuerdos estuvieron dominados por las cuatro grandes potencias (Estados Unidos, la Unión Soviética, el Reino Unido, y la República de China); segundo, la Conferencia de Chapultepec entre el 21 de febrero y el 8 de marzo de 1945, convocada por el propio México, para establecer un sistema continental de cooperación y fijar el papel del hemisferio en el nuevo orden internacional, de esta cumbre surgió el Acta de Chapultepec que formula los lineamientos para la construcción de un organigrama interamericano similar al planteado en Dumbarton Oaks; y tercero, la Conferencia de San Francisco, entre el 25 de abril y el 26 de junio de 1945, cumbre que se encargó de redactar la Carta de las Naciones Unidas, así como dar forma al sistema y estructura de la Organización de las Naciones Unidas. Con la firma de esta última cumbre, México confirmaba su papel como miembro victorioso del bando aliado. Como uno de los 51 países fundadores, México participó de la instalación de la ONU, el 24 de octubre de 1945; posteriormente fue electo miembro no permanente del Consejo de Seguridad para el primer periodo de este ente en 1946, junto a Brasil, Australia, Polonia, Egipto y Países Bajos.

### La política exterior en la Guerra Fría

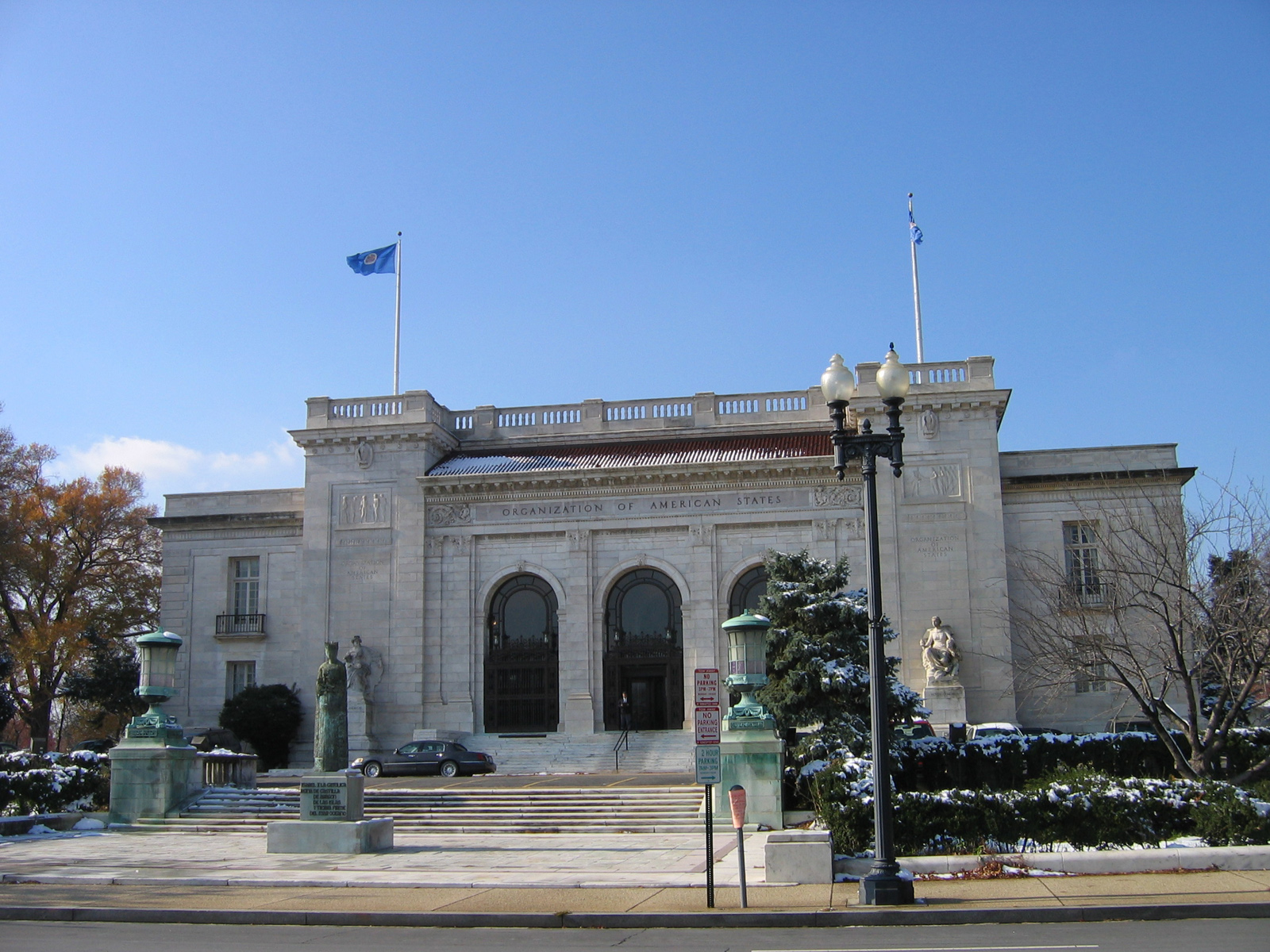
Sede de la OEA, situada en Washington D. C.

El fin de la Segunda Guerra Mundial marcó el inició de un nuevo orden global, definido por el enfrentamiento ideológico, económico, social, geopolítico, tecnológico, de armamentismo, cultural y deportivo de las dos superpotencias surgidas de la guerra: Estados Unidos y la Unión Soviética. Este duelo y competencia, nunca traducido en una guerra directa (aunque sí en guerras subsidiarias) se llamó Guerra Fría. Aunque en principio los bloques encabezados por ambas potencias se circunscriben al espacio europeo, procuran, dentro del proceso de descolonización ampliar su áreas de influencia.
En este contexto, la relación con Estados Unidos adquiere un significado mucho más profundo, al de la permanente tensión originada por la vecindad natural; ahora se trata de compartir frontera con la potencia líder occidental, con los problemas paralelos y consecuencias previsibles que eso atraería. El mismo sentir ocurre para Estados Unidos, que ve una ventaja estratégica en su condición natural de solo dos países vecinos, Canadá y México; pero, mientras en el primero ve la seguridad de un fiel aliado estilizado al modo europeo; en el segundo guardará la precaución de mantenerlo cercano como socio, al ser la frontera más sensible, mediante la cual pudiera llegar la "infiltración comunista", también procurara mantenerlo estable, pues su largo historial de movilizaciones representa un riesgo, que incluso puede replicarse en el hemisferio. Si bien estos dos condicionantes estables, mantuvieron alejada a su frontera sur de la dinámica de la guerra fría, no dejó de haber situaciones que requirieron la vieja práctica injerencista estadounidense.  
En este escenario, se produce la generación del paradigma más largo y reconocido de la política exterior mexicana; la internacionalización de la diplomacia mexicana tendrá como objetivo construir una política conciliadora, apegada a rajatabla al derecho internacional, lo suficientemente pasiva para no verse involucrada en conflictos ajenos, y lo suficientemente activa para ser contemplado por todos los actores internacionales, como un interlocutor y socio respetable; la combinación de las doctrinas Juárez, Carranza y Estrada permitirán al país sostener relaciones con todas las regiones del mundo, profundizando lazos económicos y culturales, pero evitando compromisos políticos. La consolidación del sistema de partido y presidencialismo hegemónico, permitirá mantener esa línea de acción externa durante toda la guerra fría; los presidentes en turno sabrán favorecer los intereses estadounidenses al interior de México, para poder desplegar una diplomacia autónoma, que no se opusiera a un bloque, pero que tampoco se aliara al otro.
Una vez concluida la guerra, los países de América pretendieron construir un sistema interamericano a semejanza de la ONU; sin embargo el concepto de «panamericanismo», que se venía construyendo desde 1889, se encontraba superado por la nueva realidad; en su papel de superpotencia, las prioridades y objetivos de la política exterior estadounidense se multiplicaban: reconstruir la Europa Occidental con el Plan Marshall y ponerla en su esfera de influencia; contener el avance socialista de los movimientos emancipadores en África y Asia, que iniciaban el proceso de descolonización; así como forjar un bloque contra la Unión Soviética y el resto de la Europa Oriental; por lo que el resto de América (acoplada a la esfera estadounidense desde hace varias décadas) no resultaba una región con peso significativo en el entramado geopolítico de Washington D. C.
Desde el Congreso de Panamá de 1826 se había instado a una integración continental que no contemplara a Estados Unidos; sin embargo, la reivindicación de la doctrina Monroe, la guerra hispano-sudamericana y la ocupación francesa en México, llevó a los países latinoamericanos a aceptar el liderazgo continental de los EE. UU. No obstante, aunque no era su prioridad, para la potencia septentrional, el «panamericanismo» aún era útil en el escenario de la posguerra; mantener a su hemisferio ajeno a la dinámica de confrontación oeste-este, le permitiría no preocuparse por presiones de injerencia soviética en la región.
Bajo estos antecedentes, y apoyado por los gobiernos que le eran leales, logró convencer al conjunto de países del continente para firmar el Tratado Interamericano de Asistencia Recíproca, el 2 de septiembre de 1947; un acuerdo de defensa mutua conjunta, cuyo fin era asegurar la protección estadounidense en caso de una agresión externa, pero que fue matizado como la alianza que evitará la supuesta "intromisión comunista" en la región, argumento que convenció a los firmantes, incluido México, que en principio lo había rechazado porque significaba el rompimiento de su política pacifista y de neutralidad.
El tratado fue la punta de lanza para la fundación de la Organización de los Estados Americanos el 30 de abril de 1948, durante la IX Conferencia Panamericana en Bogotá. Sin embargo, a pesar de la intención de los miembros, de que el organismo replicara la estructura multilateral y operativa de la ONU, la visión estadounidense (secundada por varios gobiernos aliados) de un ente cerrado con funciones de vigilancia y coordinación con la potencia preponderante, se terminó imponiendo. La mayor controversia, fue la denominada «cláusula democrática», una reproducción del discurso de la Doctrina Monroe, declarando la "incompatibilidad de los sistemas republicanos y democráticos de América con cualquier otro sistema del mundo" (en clara alusión a los Estados socialistas de la Europa Oriental), por lo que la introducción local o extranjera de un sistema distinto en América, sería visto como una agresión y el organismo se vería facultado a aplicar medidas punitivas, al país que asumiera un gobierno antagónico; en pleno auge de la narrativa «Macartista» sobre la «amenaza roja», las naciones del continente aceptaron los términos; a pesar de la larga historia de dictaduras que rompían el orden democrático, la intención de la Carta de la OEA era restringir los gobiernos de corte popular. La organización resultó exitosa en su cohesión, la integraron como fundadores 21 de los entonces 22 países independientes de América (México, Guatemala, Honduras, El Salvador, Nicaragua, Costa Rica, Panamá, Colombia, Venezuela, Ecuador, Perú, Chile, Bolivia, Argentina, Brasil, Uruguay, Paraguay, Cuba, Haití, República Dominicana y Estados Unidos), con excepción de Canadá, cuya política exterior estaba completamente ligada a la esfera de la Mancomunidad de Naciones.

#### Estados Unidos
La relación con el vecino del norte entró en una etapa de profundización y estabilidad; el cambio de paradigma económico en México, en la segunda parte de la década de 1940, dio paso al Milagro mexicano, el desarrollo estabilizador implementó una economía mixta, en la que el capitalismo orquestado en la banca, vinculación con el dólar, intercambio comercial y recepción de inversiones y financiamiento satisfizo a los EE. UU.; al tiempo que el estatismo protege la planta industrial y la explotación petrolera, para evitar la dependencia absoluta y la reactivación del nacionalismo revolucionario. Las embajadas en Washington y Ciudad de México se convirtieron en los operadores de la relación bilateral, para sostener una coordinación directa, que en el caso de la estadounidense alcanzó, como en antaño, nociones injerencistas.

##### Migración y frontera

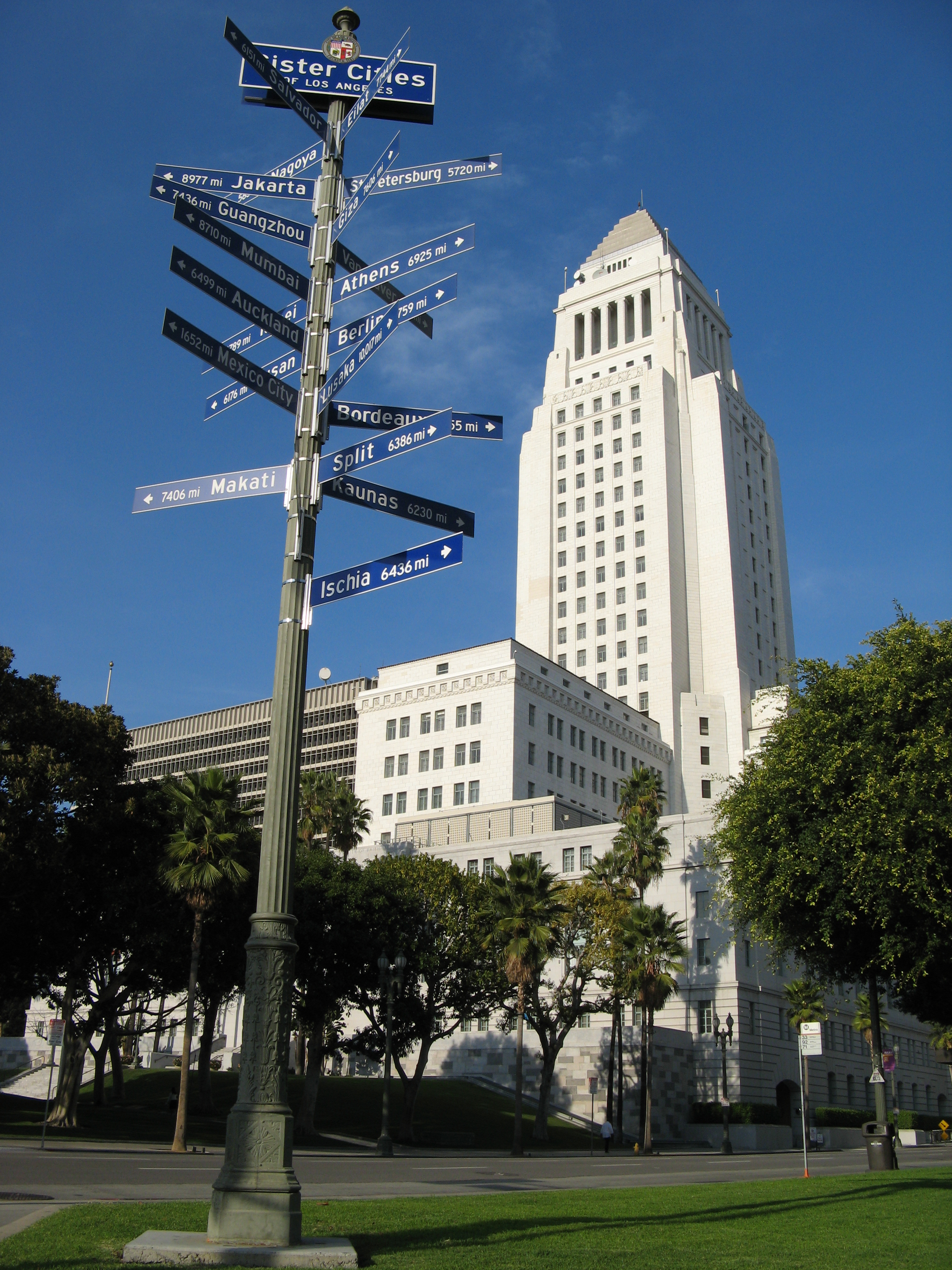
El fenómeno migratorio transformó a varias ciudades estadounidenses del sudoeste; en el caso de Los Ángeles, esta se convirtió en la segunda localidad con más mexicanos en el mundo, solo debajo de la Ciudad de México.

El Programa Bracero se mantuvo después de la guerra, mientras retornaban las tropas de ocupación de Europa, Asia y Oceanía; en 1951 se renovó por el reclutamiento masivo debido a la guerra de Corea, de ahí se sostuvo hasta 1964, sin embargo las facilidades disminuyeron una vez concluido el conflicto, esto desató el fenómeno de la inmigración irregular, aunque en los años 1950 y 1960 se trató de un hecho limitado. En esta época, las leyes migratorias, tradicionalmente laxas, para permitir la inmigración europea de finales del siglo XIX, comenzaron a endurecerse, en parte por el temor a la infiltración comunista, pero también por sostener el control fronterizo ante las oleadas de migrantes irregulares de todo el mundo, producto de los conflictos internacionales, en muchos casos instigados por el propio Estados Unidos.
La explosión demográfica de los años 1970 y las crisis económicas de la década de 1980, masificaron el fenómeno migratorio, sosteniéndose al alza durante tres décadas más. En esta etapa las poblaciones de migrantes mexicanos, tanto regulares como no, se incrementaron sustancialmente, contándose por miles en los estados de California, Arizona, Nuevo México, Texas e Illinois, y en menor medida, pero con un peso importante en Nevada, Utah, Colorado y Nueva York. En ciudades como Los Ángeles, San Diego, San Antonio, Houston, El Paso y Chicago, desplazaron en número a cualquier minoría migrante, incluso a la población fija afroamericana (salvo Chicago). Tres fenómenos subyacentes se detonaron con esto: la criminalización de la migración, el peso económico de las remesas en ambos lados de la frontera y el choque cultural que se manifestaba tanto en el sincretismo mexico-estadounidense, como en el racismo estructural del vecino del norte.
En temas fronterizos, en este periodo se resolvió el más significativo de los conflictos limítrofes desde la venta de La Mesilla, pues se trataba de las más extensa modificación surgida por las desviaciones del río Bravo; una zona de 177 hectáreas (1.77 km²) conocida como «El Chamizal», cuya disputa estaba vigente desde 1895 cuando surgió la desviación, y el litigio desde 1911. El 14 de enero de 1963 concluyeron las negociaciones que determinaron la devolución de esa porción de territorio a México; el 29 de agosto siguiente se firmó el tratado y el 25 de febrero de 1964 se llevó a cabo la ceremonia simbólica de entrega entre los presidentes Lyndon B. Johnson y Adolfo López Mateos; no obstante, la propiedad nacional no se hizo efectiva sino hasta el 27 de octubre de 1967.

##### Seguridad y narcotráfico
Esta época marca el inicio de otra de las piedras angulares de la relación binacional, el combate al narcotráfico. El 18 de junio de 1971 el presidente Richard Nixon anuncio la denominada guerra contra las drogas, una estrategia federal para asumir la persecución de la producción, tráfico, posesión y consumo de drogas, a causa del incremento en su consumo durante los años 1960; de esta manera el negocio dejó de ser perseguido por autoridades locales y estatales, y el consumo atendido como problema de salud. 
Sin embargo, el proyecto surgió de una iniciativa de seguridad nacional, para criminalizar a los consumidores e intervenir de forma oficiosa en su registro, persecución y arresto. Una parte del consumo de drogas en Estados Unidos, se situaba en dos grupos poblaciones a los que los asesores de seguridad nacional recomendaban mantener vigilados, por temor a que estos encabezaran revueltas populares; los movimientos de izquierda opositores a la guerra de Vietnam, y la población afrodescendiente marginada, que integraba los grupos radicales y clandestinos de combate al racismo, escindidos del movimiento por los derechos civiles. Dado que el derecho de asociación y manifestación no podía ser atacado, se decidió por una medida subyacente para encarcelarlos.
Esta estrategia también se convirtió en un elemento de la política estadounidense para América Latina; el gobierno de Washington D. C. instó a los gobiernos de países "productores o de ruta y tráfico" para criminalizar el consumo y ampliar su combate a la intervención de fuerzas nacionales, asegurando una colaboración de los EE. UU. para ello. No obstante, el interés primario también respondía a una estrategia de seguridad nacional; pues los acuerdos de ayuda permitían la intromisión de agencias de seguridad como la CIA, el FBI y la DEA, cuyo trabajo encubierto incluía medidas contrainsurgentes, persecución de activistas o líderes sociales, e incluso la desestabilización de gobiernos populares electos democráticamente.
Durante el gobierno de Ronald Reagan, alcanzó un punto más controvertido, pues las agencias se vieron involucradas en la facilitación del tráfico de drogas para generar un círculo de venta de armas e ingresos por lavado de dinero, para sustentar las operaciones externas de las agencias estadounidenses, que a principio de los años 1980, había sufrido un revés cuando el Congreso de los Estados Unidos prohibió los fondos federales para misiones no militares en el extranjero. Centroamérica y especialmente Colombia, habrían de padecer más este fenómeno en dicho periodo.
En este contexto, en México aparecieron en la escena pública (aunque ya operaban desde antes) los primeros carteles del narcotráfico con alcances de influencia sociopolítica, capacidad de fuego y poderío económico, entre ellos el Cártel de Guadalajara. Por primera vez, el ejército participó directamente en su combate. A partir de este momento, la injerencia estadounidense se manifestaría en la intervención dentro de la política de seguridad pública del gobierno mexicano.

#### Cuba

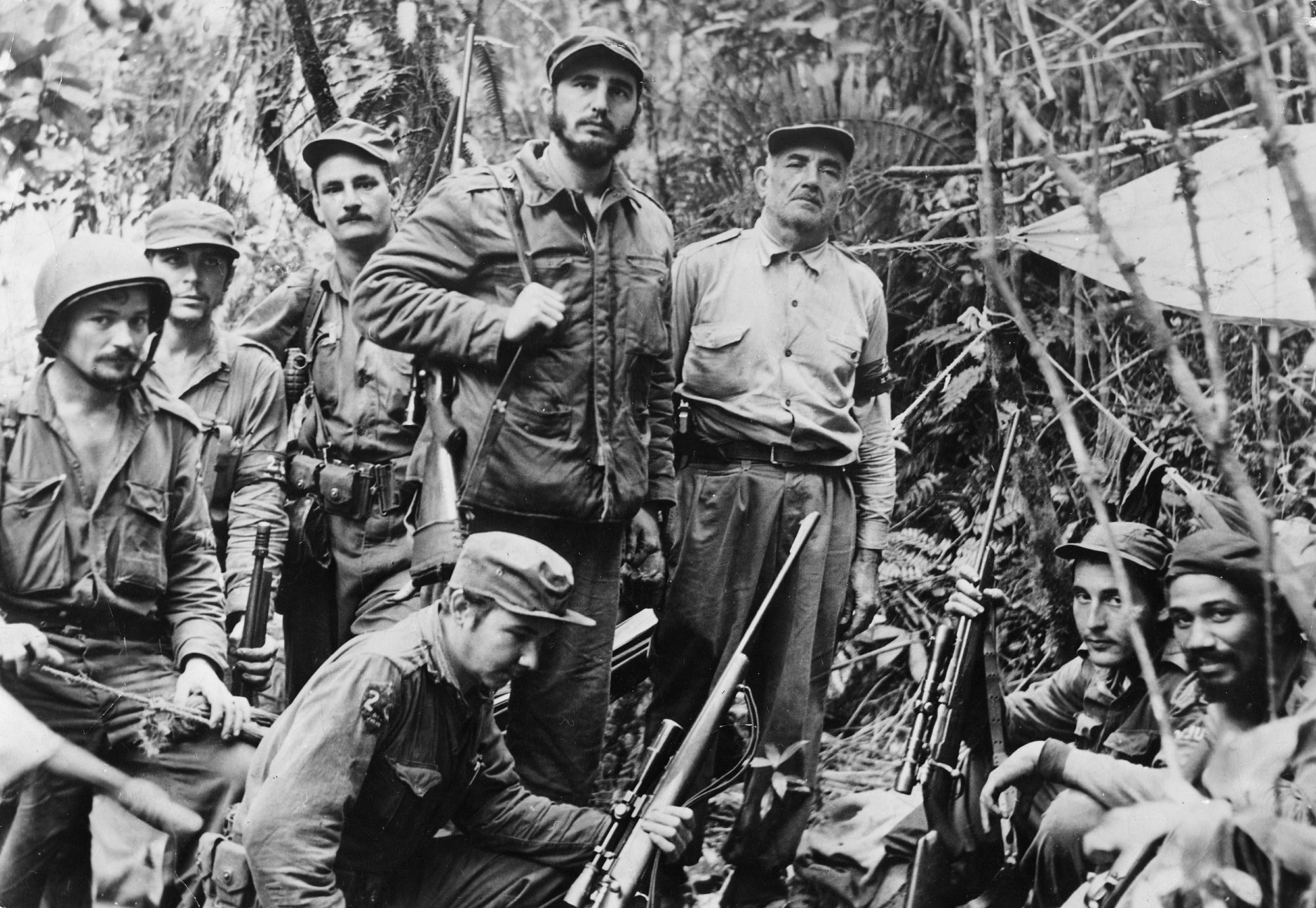
Fidel Castro y la revolución cubana marcaron el desenvolvimiento de la política mexicana en Latinoamérica.

El 1 de enero de 1959 Fidel Castro entró con sus tropas a La Habana, y con ello se concretó la victoria de la Revolución cubana. El triunfo de esta, dentro de México, produjo reacciones diversas; por un lado el entusiasmo de los grupos de izquierda que, decepcionados del vuelco dado desde 1940 por los gobiernos emanados de la revolución mexicana, sentían que esta revuelta popular sería más extensiva en el continente, como ocurría en Asia y África con luchas similares. Por otro lado, obligado por la «Doctrina Estrada», el régimen priísta sostuvo relaciones con el nuevo gobierno, alejándose de la postura dictada en la «Cláusula democrática» de la OEA. Sin embargo, la reacción en el continente, incluido Estados Unidos, fue de mesura; la lucha encabezada por el Movimiento 26 de Julio desde 1956, había mostrado ser una movilización de nacionalismo popular, distante de preceptos e ideas socialistas; por ello, y por haber derrocado a un dictador rechazado en todo el hemisferio (Fulgencio Batista), de manera inicial no hubo condenas, ni medidas punitivas contra el nuevo gobierno desde la OEA o alguno de sus Estados miembros.
En los siguientes dos años, la evolución del gobierno encabezado por Osvaldo Dorticós Torrado y Fidel Castro, empezó a a acercarse a posturas del socialismo marxista, medidas como la reforma agraria, la confiscación de bienes a los negocios del contrabando y el juego, así como la nacionalización de propiedades estadounidenses en la isla, provocó la reacción en cadena de la potencia hemisférica y sus aliados en la OEA. En 1960, en una reunión cumbre de los ministros del exterior se formuló un documento que instaba a Cuba a realizar elecciones cuanto antes y condenaba la intromisión soviética en los asuntos internos de Cuba; el secretario de relaciones exteriores Manuel Tello, recomendó a sus colegas, no personalizar la declaración, es decir, omitir la mención de Cuba y la presunta intervención rusa, pues condenar a ambos sin fundamentos sólidos, radicalizará al gobierno en la isla y despertará simpatías en los movimientos o partidos de izquierda en el continente, fortaleciendo la figura de Castro.
La lectura de México respecto a la trascendencia de la revolución cubana, iba más allá de las relaciones interamericanas. Existía la percepción de que los golpes de estado y dictaduras de derecha de las décadas de 1920 y 1930, habían generado una serie de movimientos políticos, sociales e incluso guerrilleros con posturas de izquierda por todo el continente; pero las derrotas de estos como en la revuelta campesina de El Salvador (1932), la resistencia de Augusto César Sandino a la ocupación estadounidense de Nicaragua y los intentos de sublevación de la Alianza Popular Revolucionaria Americana, entre otros, limitaban su expansión, pero la inspiración de una guerrilla triunfante exacerbaría las luchas sociales de izquierda.
La derrota de la Invasión de bahía de Cochinos en abril de 1961, y la proclamación del socialismo como modelo guía del gobierno revolucionario en mayo del mismo año, encendieron las alarmas en Estados Unidos (que ya había roto relaciones en enero) y sus aliados del continente; Colombia convocó a la  VIII Reunión de Consulta de Ministros del Exterior de la OEA. Esta se llevó a cabo entre el 22 y 31 de enero de 1962 en Punta del Este, Uruguay, en ella se dio la génesis de la nueva relación de México con Cuba. 
Estados Unidos, la República Dominicana, Haití, Guatemala, Honduras, El Salvador, Nicaragua, Costa Rica, Paraguay y Perú, ya habían roto relaciones con Cuba, antes de celebrarse la reunión; el resto de los países, apoyaba la postura colombiana de tomar una posición continental definitiva sobre Cuba, pues su acercamiento con la URSS y la creciente popularidad de su movimiento representaban una amenaza al sistema interamericano. Antes de la cumbre, el presidente Adolfo López Mateos consultó a miembros de su gabinete sobre la postura a seguir. Alinearse con Estados Unidos, significaba romper las doctrinas de la política exterior mexicana y arrastrar a los movimientos de izquierda (que cada vez simpatizaban más con la revolución cubana) hacia la radicalización, y con ello posibles guerrillas o levantamientos sindicales o estudiantiles como los de 1958-59; Alinearse a Cuba, no solo era enfrentar la represalia estadounidense, sino la respuesta de los sectores reaccionarios de derecha en el país (la iglesia y los empresarios), lo que podría desestabilizar la economía. 
El peso de Estados Unidos impulsó la formulación de un documento que declaraba la expulsión de Cuba de la Organización de Estados Americanos, e impone una serie de sanciones de distinto tipo. México se opuso en los debates y se abstuvo en la votación de la medidas contra la isla, arguyendo errores de procedimiento; ya que la carta de la OEA no contemplaba la expulsión de ningún miembro, y además, las sanciones punitivas eran contrarias al principio de no intervención, que si estaba en la carta del organismo. El manejo diplomático de la situación, resultó en un momento histórico para la política exterior mexicana, pues ningún país, incluidos Cuba y Estados Unidos, manifestaron recelo o rechazo a la postura del secretario Manuel Tello, quien abiertamente en su participación respaldó la declaratoria de incompatibilidad del socialismo con los sistemas del hemisferio, al tiempo que apoyaba la libre determinación de los pueblos para elegir sus formas de gobierno. La postura conciliadora de México fue agradecida de la misma forma por el secretario de estado estadounidense Dean Rusk y el propio Fidel Castro.
En el mismo año de la expulsión cubana de la OEA, la mayor amenaza nuclear de la Guerra Fría, puso a prueba la diplomacia mexicana; entre el 16 y el 28 de octubre de 1962 se desarrolló la Crisis de los misiles de Cuba. Cuando Estados Unidos cuestionó la posición mexicana, el gobierno se adscribe a la resolución de la ONU que exige el retiro de los misiles, no obstante rechazaba la propuesta en el seno de la OEA de una invasión a Cuba. 
A partir de ese momento, la cuestión cubana se convirtió en el punto más alto de la política exterior soberana de México; entre 1964 y finales de los años 1970, fue el único país del continente que sostenía relaciones diplomáticas e intercambio comercial con la isla. Estados Unidos no cuestionó la relación con Cuba, convencido de que la conciliación mexicana mantendrá un cerco diplomático, para evitar la intromisión cubana en el continente; en tanto Cuba respetó la relación especial con México, al considerar que le daba legitimidad y serviría posteriormente como puente para acercarse al resto de América; como un gesto de agradecimiento implícito, jamás se registró intervención significativa de Cuba en los movimientos sociales, políticos, sindicales y estudiantiles que viviría México en los siguientes 30 años, incluso jamás se corroboraron nexos de las guerrillas campesinas con el gobierno de Fidel Castro; como sí ocurrió en los casos de Centroamérica y África. El resto del hemisferio, también vio con buenos ojos la postura mexicana, pues conciliar con Cuba, evitará radicalizar su relación con el continente, y una eventual caída de su régimen, tendría a México como la puerta de regreso a la OEA.

#### Centroamérica y el Grupo Contadora
México, que en los inicios de su vida independiente, estuvo unido a América Central y luego lo vislumbra como su «esfera de influencia», se había mantenido ajeno a los procesos políticos, económicos y sociales derivados del fenómeno conocido como «Repúblicas bananeras» y sus conflictos bélicos internos e invasiones externas, ocurrido en la región desde finales del siglo XIX. La alianza tácita entre los oligarcas latifundistas de cada país con las empresas agroexportadoras estadounidenses, generó una descomposición de las condiciones generales de cada nación, permitiendo el continuo surgimiento de movimientos populares, que buscaban el establecimiento de gobiernos democráticos o la expulsión de empresas y militares ocupantes; destacan significativamente los alzamientos del salvadoreño Agustín Farabundo Martí y el nicaragüense Augusto César Sandino.
En la guerra fría, el factor injerencista de Estados Unidos para combatir la supuesta amenaza comunista, incrementa los efectos, tanto de las continuas interrupciones del orden legal por los golpes militares respaldados por las oligarquías terratenientes, como de las revueltas populares. Guatemala, Honduras, El Salvador y Nicaragua vivirán inmersos en guerras civiles, dictaduras militares y guerras de guerrillas durante este periodo, dejando sentir sus efectos en México, especialmente en dos momentos muy importantes. Costa Rica, Honduras Británica (desde 1973 Belice) y Panamá vivieron relativamente alejado de dichos conflictos.
El primer momento ocurre luego del derrocamiento del gobierno democrático de Jacobo Árbenz de Guatemala en 1954, en un golpe de Estado orquestado por Estados Unidos y los militares aliados a la United Fruit Company. La dictadura militar que quedó a cargo ocasionó la primera crisis migratoria en la historia de la frontera sur mexicana, por lo que México debe replantear el ejercicio de su política exterior, ante hechos que lo afectan internamente. Esto marcó el inicio del interés mexicano por colaborar en la solución de los conflictos centroamericanos. También fue el punto más álgido, pues las diferencias con la dictadura militar desencadenó un conflicto diplomático con incidentes armados entre 1958 y 1959; ocasionado por los ataques guatemaltecos a embarcaciones mexicanas acusadas de pesca y tala ilegal.
El segundo momento, ocurre en la década de 1980, en el momento más crítico de los conflictos armados en América Central. La guerra civil de Guatemala, iniciada en 1960, ya tenía características de genocidio. La guerra civil de El Salvador comenzada en 1979 y encabezada por el Frente Farabundo Martí para la Liberación Nacional, había entrado en una etapa de guerrilla urbana, aumentando el número de muertos y desplazados. La Revolución Sandinista empezada en 1961 por el Frente Sandinista de Liberación Nacional, había logrado derrocar finalmente a la dinastía dictatorial de la Familia Somoza en 1979; sin embargo los Contras, un grupo paramilitar financiado por Estados Unidos con recursos del narcotráfico, reinició las hostilidades, pero con elementos de terrorismo, atacando a la población civil.
A instancias de varias figuras de la diplomacia (el primer ministro sueco Olof Palme y los premios Nobel Gabriel García Márquez, Alfonso García Robles y Alva Myrdal); el gobierno de Miguel de la Madrid propone a su par colombiano Belisario Betancur (que había asistido a la toma de posesión del mandatario mexicano) la conformación de una alianza diplomática para trabajar en la resolución de los conflictos centroamericanos, que amenazaban la estabilidad de toda la región. Este quizá sea el segundo momento más alto de soberanía diplomática mexicana, pues la propuesta pacificadora antagoniza con el interés estadounidense por sostener dichos conflictos. La tesis para lograr la cohesión del grupo, sin enfrentarse con la OEA (que veía a esos conflictos como parte del entramado soviético para extender el socialismo), fue consolidar la idea de que el origen de estos estaba en la profundas desigualdades sociales y el autoritarismo de las dictaduras y oligarquías locales; además claro de no existir prueba alguna de vínculos de la Unión Soviética o de Cuba en los conflictos. El 7 de enero de 1983, México, Colombia, Panamá y Venezuela, reunidos en la Isla Contadora forman el «Grupo Contadora», asociación que tenía como propósito mediar en los conflictos centroamericanos y buscar acuerdos de paz.
En el proceso, el «Grupo Contadora» logró significativos avances que gradualmente restaron tensión en la región. La «Declaración de Cancún» de 1983, el primer documento surgido de la alianza diplomática, y ratificado por Guatemala, Honduras, El Salvador, Nicaragua y Costa Rica, logró la congelación de las importaciones de armas y el tamaño de los ejércitos, la reducción del número de asesores militares extranjeros y un pacto de no agresión que prohibía la utilización de territorios nacionales para atacar a otros países. La invasión estadounidense de Granada en ese mismo año, reactivó las tensiones contra Nicaragua por parte de los gobiernos centroamericanos. Por lo que el grupo Contadora, optó por la negociación directa entre Managua y Washington, situación que en efecto se produjo, logrando el reconocimiento implícito de los EE. UU. de su involucramiento en los conflictos, y por ende su responsabilidad de apoyar a su solución.
El regreso de las democracias en América del Sur, permitió en 1985 el surgimiento del llamado «Grupo de Lima» o «Grupo de Apoyo a Contadora», integrado por Argentina, Brasil, Perú y Uruguay, para hacer extensivo el papel de los países del hemisferio en la solución a un conflicto que atañía a todos. La relación de ambos grupos, si bien se vio constantemente bloqueada por la displicencia y sabotaje estadounidense, consiguió su reconocimiento como organismo regional por parte de la ONU, la OEA, la Internacional Socialista y el Movimiento de Países No Alineados, para que se hiciera responsable de las negociaciones por la paz en América Central. A pesar de los lentos avances en dicho proceso, las cumbres conjuntas de ambos organismos, permitieron el desarrollo de diagnósticos generales sobre la situación de los países de América Latina; de esto surgió en 1986 la «Declaración de Río de Janeiro», que dio vida al «Mecanismo Permanente de Consulta y Concertación Política del Grupo de los Ocho» o Grupo de Río, que se constituyó formalmente con el objetivo de contribuir a consolidar la democracia, ampliar la cooperación política y económica, activar los mecanismos de integración y fortalecer el diálogo con las otras naciones. Esto representaba el primer intento de integración latinoamericana, ajeno a Estados Unidos, desde el Congreso de Panamá de 1826.

#### América del Sur
El extremo meridional del continente no alcanzó la descomposición centroamericana de guerras civiles, pero la degradación de su orden político fue muy similar; todos los países del subcontinente, incluyendo a los recién independizados Guyana y Surinam, fueron parte del contexto injerencista estadounidense y la reacción oligárquica de los sectores de derecha que, fundamentados en la supuesta «amenaza comunista», desencadenaron una serie de golpes de estado que derrocaron gobiernos electos democráticamente, la mayoría de corte izquierdista. El punto más álgido del intervencionismo estadounidense llegó con el funesto Plan Cóndor.
Durante los gobiernos de Luis Echeverría y José López Portillo, la política exterior mexicana se volvió más activa y abierta respecto a sus posturas en torno a América del Sur. Respetando la «Doctrina Estrada» ambos gobiernos implementaron una diplomacia similar a la de Lázaro Cárdenas; el apoyo humanitario a perseguidos políticos para que pudieran establecerse en México y la introducción del tema «derechos humanos» en los foros y organismos internacionales, respecto al actuar de los gobiernos vigentes de Sudamérica, le permitió evitar el intervencionismo y el choque en la OEA. Los dos casos más significativos fueron los de Chile y Argentina, de donde provinieron la mayoría de los exiliados.
El gobierno de Luis Echeverría había forjado una relación muy estrecha con el presidente Salvador Allende, el primer gobernante socialista emergido de una elección popular en América; los acuerdos de colaboración para que ambos países fueran un puente de integración en el continente y de inclusión para Cuba, se vieron abruptamente interrumpidos con el golpe de Estado del 11 de septiembre de 1973, dirigido por Augusto Pinochet. México condenó los acontecimientos y rompió relaciones con Chile en 1974. Una situación similar ocurrió con Argentina luego del Golpe de 1976 contra María Estela Martínez de Perón. Además se mantuvieron al mínimo las relaciones y contactos con las dictaduras militares de Brasil y Paraguay.

#### Europa

##### Unión Soviética

Bandera de la URSS.

La cordial relación con la que México fue el primer país de América en reconocer a la Unión de Repúblicas Socialistas Soviéticas en 1924, se había roto en 1930 cuando el gobierno responsabilizó al embajador soviético de las movilizaciones del Partido Comunista Mexicano de ese momento. Las relaciones restablecidas en el ámbito de la alianza contra los nazis en 1942, encontraron una resignificación luego del fin de la guerra para ambos países. Para México, era la misma visión que para la relación con Estados Unidos (una relación asimétrica con una superpotencia), pero con un objetivo diametralmente opuesto, pues mientras se coloca en la esfera de influencia de su vecino, con la URSS se plantea un intercambio respetuoso de protocolos diplomáticos (embajadas, directrices de tráfico humano entre los países, acuerdo para el mínimo intercambio comercial, etcétera), sin mayor involucramiento. Esta estrategia, no solo responde a las ya mencionadas posturas mexicanas de evitar choques con su vecino y restringir la influencia soviética en los movimientos políticos y sociales del país, también responde a la preocupación de que futuras crisis geopolíticas tendrían como objetivo, en casos extremos, el control del territorio nacional como la frontera más permeable de los EE. UU.; por ello a México le interesaba que la URSS lo considerara como un país neutral, amistoso y pacífico.
Para la Unión Soviética, a pesar de los esfuerzos de la Internacional Comunista por mantener vínculos con México, en general no resultaba prioritario. El tema, antes de la muerte de Iósif Stalin, pasaba incluso por lo ideológico; el marxismo considera que las sociedades pre-industrializadas o agrícolas (como la de México y toda América Latina) eran más susceptibles de control por las oligarquías de terratenientes, y el campesinado estaba menos preparado que el proletariado urbano, por lo que no contaba con los medios para realizar la revolución socialista, por ello en contraposición a la «Komintern», la URSS no realiza ningún esfuerzo por incidir en México y la región. Después de la muerte de Stalin, la sana distancia con México, responde al respeto soviético de la «esfera de influencia estadounidense», a las prioridades de su propia esfera en Europa Oriental, y de incidir en los movimientos de independencia en Asia y África.
El panorama se modifica ligeramente luego de la Revolución Cubana (que representa la llegada de la URSS a la región) y la postura conciliadora de México respecto a Cuba. La Unión Soviética comienza a mostrar interés en el acercamiento con el vecino sureño de su gran rival, para establecer un puente de vinculación con América Latina; también forma parte de sus estrategia diplomática, sostener contactos con un país que desarrolló una dependencia mutua con Estados Unidos, pues el primero necesita de la economía de la superpotencia y esta, de que su vecino sea estable. El mayor intercambio con la potencia socialista sería en el campo cultural, el menos propenso a reacciones estadounidenses de recelo; sin embargo, y especialmente en la década de 1970, la Unión Soviética empieza a manejar los mismos conceptos que la política exterior mexicana en los foros y organismos vinculados a los países del tercer mundo, para lograr empatizar con estos, lo cual le acerca más al vecino meridional de los Estados Unidos.

##### Resto del continente
El lugar donde mejor pudo desplegar México su política exterior neutral y pacifista, fue en Europa, incluso los contactos llegaron a puntos mínimos en todos los aspectos, menores que los del siglo XIX. La realidad europea de la posguerra impone un panorama de cierre al exterior, especialmente con América (salvo la subordinación a Estados Unidos en el bloque occidental); los países europeos se abocaron a la dinámica del enfrentamiento occidente-oriente y no desarrollaron la relación con México. Esto le permitió mantener contactos similares a los mencionados con la Unión Soviética, tanto con los países del bloque occidental, como con los estados socialistas.
El único caso significativo, en cuanto a su desenvolvimiento, fue el de España. México había sido la sede, hasta 1946, del Gobierno en el Exilio de la República Española, así como el principal punto de encuentro de los refugiados por la Guerra Civil; a pesar de muchos rompimientos con la política cardenista, el caso español se mantuvo invariable para los presidentes subsecuentes; sin quebrantar la doctrina Estrada, al sostener relaciones con el gobierno legítimo exiliado, desconoce de facto a la dictadura franquista, por lo que se congela cualquier intercambio con la España «ocupada». Durante los primeros años de la posguerra, la diplomacia mexicana trató de consolidar un cerco diplomático para aislar a Franco, antes de 1951 resultó exitoso, pues era concordante con el mismo implementado por los dos bloques de la posguerra, que acusaban al dictador español de colaboracionismo con los nazis. Sin embargo, el acuerdo de emplazamientos militares estadounidenses en España rompió este cerco, y un acuerdo entre las dos superpotencias, permitió la entrada de España a la ONU en 1955. La llegada de dictaduras de derecha en América, dejó solo a México en el continente, en su distanciamiento con el gobierno (ya no solo de facto, sino de hecho) reconocido internacionalmente. A principio de los años 1970, en medio del activismo internacional de Echeverría, la diplomacia mexicana realizó denuncias veladas de las violaciones a los derechos humanos por el franquismo, desde el fin de la guerra civil. Fue únicamente con la muerte del dictador y la proyección de establecer un sistema democrático, que se restablecieron las relaciones en 1977.

#### Asia, África y Oceanía
Las distancias y contextos regionales terminan imponiéndose, para que la política exterior mexicana, respecto al resto del mundo, fuera simbólica y meramente de cordialidad diplomática. Durante el proceso de descolonización se limitó a establecer lazos formales con los gobiernos que se iban independizando en Asia, África y Oceanía, en muchos casos únicamente con la instauración de oficinas de enlace concurrentes en embajadas de países que si tuvieran representación en México y viceversa; también en el contexto de organismos y foros internacionales, presidentes y diplomáticos mexicanos aprovechaban para un defensa retórica de los movimientos nacionalistas de Asia y África, pero sin ningún mensaje que implique filiación o compromiso político con tales. En la mayoría de los acontecimientos de trascendencia internacional que ocurrían en aquellas latitudes, México se signaba a lo dispuesto por la ONU o la OEA para ejecutar su política exterior; aunque es de resaltar que los principios de las doctrinas Juárez, Carranza y Estrada eran continuamente evocados en las intervenciones mexicanas, y llegaron a ser parte de las resoluciones en sus dos primeras experiencias en el Consejo de Seguridad de la ONU, en 1946 y 1980-81. Solo los gobiernos de Echeverría y López Portillo cambiaron la «inercia estática» de la política mexicana en aquellas regiones, cuando realizaron visitas oficiales con discursos "internacionalistas".
Entre el 18 y 24 de abril de 1955 se llevó a cabo la Conferencia de Bandung, en Indonesia, convocada por Gamal Abdel Nasser, presidente de Egipto, Jawaharlal Nehru, primer ministro de la India, y Sukarno, jefe de Estado de Indonesia; los tres líderes nacionalistas y cabezas de los movimientos emancipadores de sus naciones, concibieron una alianza internacional de los países surgidos del proceso de descolonización, que se abstuvieran de la dinámica de enfrentamiento oeste-este, y por ende desarrollaran políticas económicas, sociales y diplomáticas más independientes. La conferencia planteó la necesidad de un frente común al imperialismo estadounidense y sus aliados europeos, así como a la injerencia soviética. 
Con el apoyo de Josip Broz Tito, presidente de Yugoslavia, se convocó a la Conferencia de Belgrado que fundó formalmente el Movimiento de Países No Alineados entre el 1 y 6 de septiembre de 1961. Además del anfitrión y 24 países afroasiáticos, también se integró como fundador Cuba, en un intento por mostrar distancia con Moscú y producir una distensión en la OEA. Aunque para el grupo de «No alineados», era importante contar con presencia latinoamericana, al interior se compartía la visión generalizada en el mundo, de que el conjunto de países de América le respondía con lealtad a Estados Unidos, y por ello no se extendieron invitaciones como países miembros a la región. No obstante durante las visitas de Adolfo López Mateos a India e Indonesia en 1962, y Yugoslavia en 1963, así como las hechas a México por Nehru en 1962 y Tito en 1963, como parte de las conversaciones diplomáticas se dejó entrever el interés del Movimiento por un acercamiento de México y una eventual integración. Esta nunca se concretó, pues la diplomacia mexicana sostenía que la política del MPNA distaba de la neutralidad con la que se manejaba la mexicana, por lo que solo aceptó ser observador hasta 1964.
Entre los acontecimientos o procesos vividos en dichos continentes que tuvieron un impacto o respuesta mexicana se pueden incluir los siguientes. México hizo parte de la política internacional de aislamiento al régimen en Sudáfrica por el apartheid; En 1971 se adhiere a la política de «Una sola China», consensuada en la ONU para reconocer únicamente al gobierno de la República Popular de China e integrarlo al organismo mundial, y en consecuencia desconocer a la República de China, no obstante, México sostuvo enlaces comerciales con el ahora denominado Taiwán; La neutralidad mexicana le permitió establecer relaciones de igual manera con Corea del Norte y Corea del Sur, Vietnam del Norte y Vietnam del Sur, aunque con una inclinación económica más favorable a los estados sureños de tendencia occidental; México se abstuvo de votar la Resolución 181 de la ONU de 1947 referente a la creación de un estado árabe y uno judío en Palestina, pero estableció relaciones con Israel en 1952, luego de que este se autoproclamó independiente en 1948; en las continuas crisis de Oriente Próximo México se ciñó a sus doctrinas pacifistas y abogó por el respeto al derecho internacional en el seno de la ONU; el gobierno mexicano fue de los pocos que establecieron contactos formales con la República Saharaui y Palestina, sin alterar las relaciones con las «potencias ocupantes» Marruecos e Israel (similar a lo ocurrido con China-Taiwán).

#### Desarme nuclear

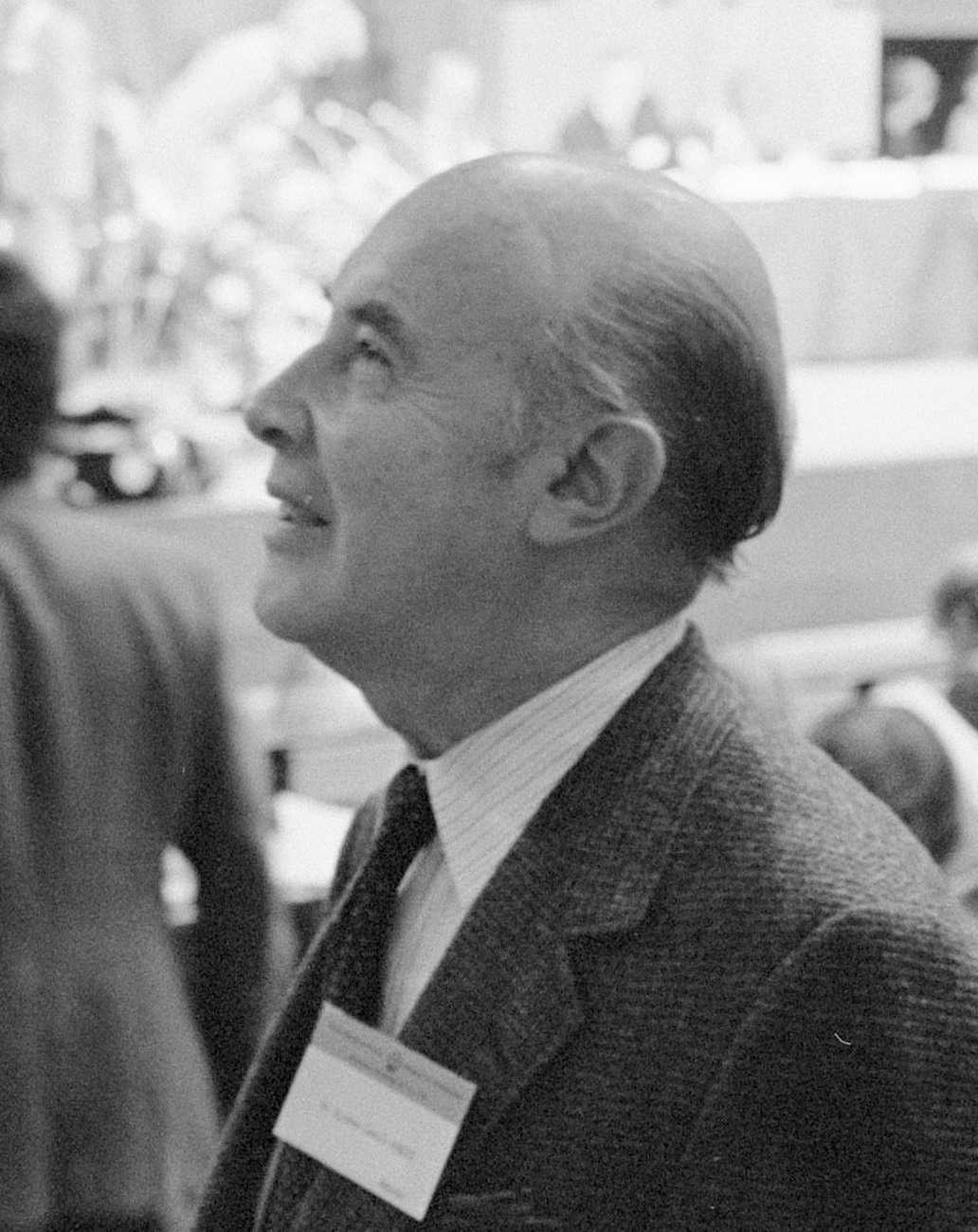
Alfonso García Robles. Diplomático mexicano ganador del Premio Nobel de la Paz en 1982.

La vocación pacifista de la diplomacia mexicana se convirtió en el elemento menos subordinado a la política hemisférica, a pesar de aceptar el Tratado Interamericano de Asistencia Recíproca, forzado por el contexto macartista de la «amenaza roja»; México solicita constantemente la reforma del TIAR, por las implicaciones de su contenido, que más que una defensa continental, se trataba de un compromiso de protección a los Estados Unidos por agresiones de fuera del continente, dejando expuestos al resto de países como objetivos militares disuasorios. Los acuerdos en términos de armas nucleares en Europa surgidos de la formación de la OTAN en 1949, y los similares impuestos en su zona por el Pacto de Varsovia en 1955, hizo temer al cuerpo diplomático mexicano de una carrera armamentista en el continente; se abría la posibilidad de que el TIAR derivara en la instalación de armamento estadounidense en el resto del hemisferio, o que las zonas áridas del mismo fueran usados como sitios de ensayo, o en el peor de los casos, se impulsará el desarrollo de armas nucleares de otros países del área. Desde finales de los años 1950, la lucha por evitar todo lo anterior, se convirtió en la principal bandera política de la diplomacia mexicana.
El embajador de México en Brasil, Alfonso García Robles, fue el gestor de las negociaciones entre los dos gigantes latinoamericanos para un proyecto de desnuclearización en el continente; el 29 de abril de 1963, los presidentes de Brasil, México, Bolivia, Chile y Ecuador emitieron una declaración conjunta
para rechazar la carrera armamentista nuclear, en cualquiera de sus variantes (producir, resguardar, instalar o ensayar) en cualquier rincón de América Latina. El 27 de noviembre se presentó a nombre de los cinco países, una resolución similar en la ONU. Después de dejar la embajada, García Robles fue comisionado como el encargado de las negociaciones para un acuerdo antinuclear en Latinoamérica; del 23 al 27 de noviembre de 1964 se llevó a cabo la primera reunión de la «Comisión Preparatoria para la Desnuclearización de la América Latina», esta establece los principios que debería seguir el documento final que se presenta, no en el seno de la OEA, sino de la ONU y de todos los países del continente. La comisión siguió reuniéndose en cuatro sesiones más en los siguientes cuatro años.
El 12 de febrero de 1967, en la sede de la secretaría de relaciones exteriores de la Ciudad de México, se firmó el Tratado de Tlatelolco, que establece la prohibición del uso no pacífico de la energía nuclear, y por ende la investigación, desarrollo, resguardo, transporte o uso de armas nucleares dentro del territorio de los países firmantes; además se crea el «Organismo para la Proscripción de las Armas Nucleares en la América Latina (OPANAL)», ente encargado de la administración, verificación y ampliación del tratado en todo el continente. El acuerdo fue firmado por México, Guatemala, Honduras, El Salvador, Nicaragua, Costa Rica, Panamá, Colombia, Venezuela, Ecuador, Perú, Chile, Bolivia, Argentina, Brasil, Uruguay, Paraguay, Haití, República Dominicana, Jamaica y Trinidad y Tobago.
En cuanto al resto del continente; a pesar de la iniciativa mexicana de evitar una nueva crisis de los misiles, Cuba no fue invitada a ninguna de las cesiones; en virtud de los acuerdos de la OTAN, ni Canadá, ni Estados Unidos participaron de la iniciativa; para ese momento ya eran naciones independientes Barbados, Dominica y Guyana, pero en su proceso de consolidación, aún no se integraban al sistema interamericano de relaciones. Este punto resultaba crucial para la OPANAL, pues se buscaba que el tratado restrinja la presencia de armas nucleares en las colonias europeas vigentes. En los años subsecuentes las gestiones de la OPANAL lograron la adhesión de los tres mencionados países, así como la de los que posteriormente consiguieron su independencia (Antigua y Barbuda, Bahamas, Belice, Granada, San Cristóbal y Nieves, San Vicente y las Granadinas, Santa Lucía y Surinam), y finalmente en 1995 la ratificación de Cuba.
El 5 de diciembre de 1967, la Asamblea General de la ONU, estableció el Tratado de Tlatelolco como la guía para el proceso de no proliferación nuclear en todo el mundo, solicitó su observancia universal e instó a otras regiones a proclamarse «Áreas libres de armas nucleares». La resolución permitió avanzar en la negociación para la ratificación del «Protocolo I» del Tratado, mediante el cual las potencias coloniales del continente, Países Bajos, Dinamarca, Reino Unido, Francia y Estados Unidos (todos miembros de la OTAN, los tres últimos con armas nucleares) se comprometieron a mantener libre de arsenales nucleares a sus posesiones en el continente. El «Protocolo II», que buscaba un compromiso similar de China y la Unión Soviética (junto con las otras tres potencias nucleares) para respetar el área libre de armas nucleares en América Latina y el Caribe, tardo un poco más en ser ratificado, especialmente por el aislamiento chino; las gestiones de García Robles consiguieron la ratificación de la URSS, y una vez se establecieron las relaciones sino-mexicanas en 1972, la del gigante asiático. Años más tarde con la disolución de la URSS, Rusia sostuvo el Protocolo II como nación sucesora.
El establecimiento de América Latina como la única región libre de armas nucleares, y su aporte al desarme mundial, tuvo como consecuencia colateral la entrega del Premio Nobel de la Paz a Alfonso García Robles en 1982.

#### Participación activa en la política internacional
Durante el gobierno de Luis Echeverría (1970-1976) se implementó una política exterior activa, que involucrara al país en el contexto de la guerra Fría con posturas internacionalistas, parecidas al Movimiento de Países No Alineados, buscando que el derecho internacional regulara y limitara el peso impuesto por las grandes potencias. Además de los continuos viajes a lugares remotos y las pretendidas (e infructuosas) intervenciones mediadoras en conflictos externos, el sexenio echeverrista presentó dos acontecimientos relevantes para la diplomacia mexicana.
En 1972, diez países de la cuenca del mar Caribe, encabezados por México, Colombia y Venezuela, firmaron la «Declaración de Santo Domingo sobre mar patrimonial», que generaba la concepción de un espacio adyacente al mar territorial, para que los países en desarrollo con litoral pudieran ejercer el derecho de explotación de los recursos naturales en un radio de 200 millas náuticas (mn) (370.4 km) más allá de sus costas. El concepto estaba basado en las reivindicaciones de Chile y Perú de 1947, que proclamaron formalmente ese espacio estratégico ante las injerencias estadounidenses (replicadas por otras potencias) para explotar zonas arbitrariamente consideradas como «alta mar», en tiempos cuando solo existía el término «mar territorial» (soberanía plena sobre 12 millas náuticas (mn) o 22.2 km, a partir de la línea costera), que por las condiciones geográficas de ambos países —una plataforma continental disminuida—, les confería poco espacio para la explotación marítima. En 1973, México y otros países, derivaron el pacto en la construcción de un marco jurídico denominado «derecho al mar», y este a la vez contenía un término propuesto por la diplomacia mexicana desde 1971, la «Zona económica exclusiva»; todo lo anterior en el seno del «Comité sobre Fondos Marinos» de la Asamblea General de la ONU. La propuesta mexicana en principio planteaba una soberanía plena sobre dicha área oceánica, sin embargo topaba con el natural empalme de los mares territoriales y la resistencia de las potencias marítimas que pretendían conservar derechos de navegación y explotación en alta mar. Ante la parálisis de las negociaciones para establecer los lineamientos del derecho al mar, México optó en 1975 con establecer el concepto de mar patrimonial o zona económica exclusiva en el artículo 27 de la constitución; el hecho fue imitado por varias naciones ribereñas más, hasta que no quedó mayor opción a las potencias marítimas que acceder a una diferenciación entre mar territorial, mar patrimonial y alta mar. De esta forma el 10 de diciembre de 1982 la Convención de las Naciones Unidas sobre el Derecho del Mar formalizó la creación de las zonas económicas exclusivas, garantizando el libre tránsito, comercio y exploración científica internacional, pero asegurando los recursos naturales para el estado ribereño.
El 19 de abril de 1972 durante la Tercera Conferencia de la ONU sobre Comercio y Desarrollo, el presidente mexicano Luis Echeverría propuso la conformación de un marco normativo para las relaciones económicas entre los estados miembros, en virtud del creciente contexto de interdependencia económica que marcaban los bloques capitalista y socialista. La concepción de Echeverría era equiparar las problemáticas sociales que ocasionan conflictos internos en los países subdesarrollados, con las desigualdades económicas de estos con los países industrializados, y que por ende amenazan con provocar conflictos internacionales o una fase de dependencia que rayara en el colonialismo. La propuesta mexicana se formalizó en la ONU bajo el nombre de «Carta de Derechos y Deberes Económicos de los Estados»; el eje principal del documento era el concepto de «cooperación internacional para el desarrollo», su contenido se resumía en reconocer la independencia económica de los países, declarándose libres de elegir el sistema económico que le mejor le conviniera a su población; la regulación de la empresa privada; eliminar las medidas de presión, sanción o bloqueo económico como herramienta de coerción diplomática; la prohibición de compañías extranjeras para intervenir en la política interna de los estados; políticas de intercambio comercial equitativas; acuerdos para garantizar los precios justos en materias primas, especialmente las vinculadas a la alimentación; consideraciones especiales de los países desarrollados, para el intercambio de productos y servicios industrializados a las naciones en vías de desarrollo; canalizar recursos para el desarrollo de los países más vulnerables. La propuesta, fue aprobada el 14 de diciembre de 1974 por la Asamblea General de las Naciones Unidas, con una votación de 120 a favor, 6 en contra y 10 abstenciones, siendo el bloque capitalista el que mayor oposición mostró al proyecto; si bien el documento se estableció como el lineamiento de derecho internacional en materia económica, no contempló la creación de mecanismos para su implementación o para sancionar a su incumplimiento.

### Política exterior en la era global

#### El enfoque económico de la diplomacia

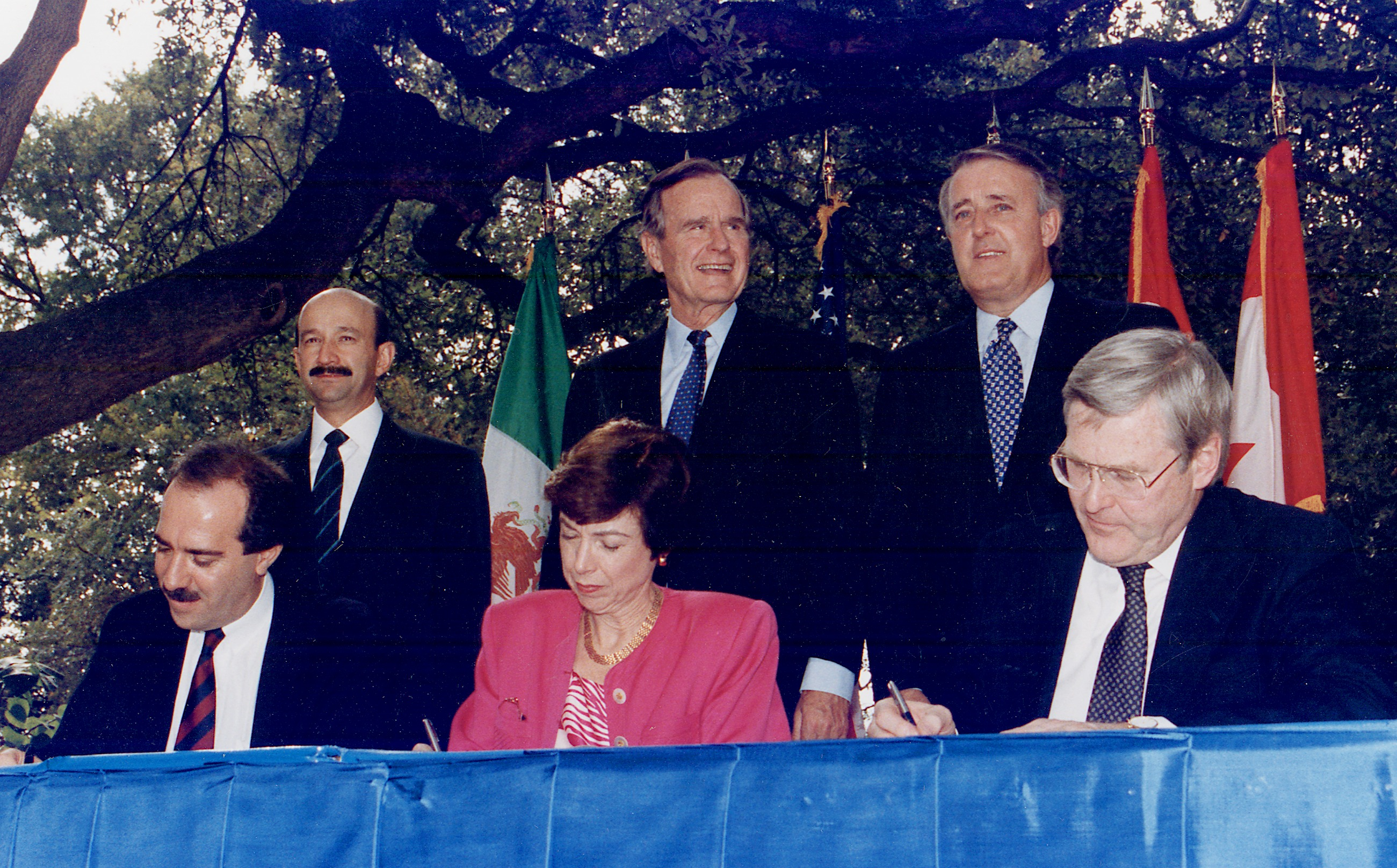
Firma del Tratado de Libre Comercio de América del Norte (TLCAN).

El surgimiento del neoliberalismo en la década de 1980, marcó el inicio de un sistema de relaciones internacionales que giraba en torno a la influencia económica de las potencias capitalistas, y que estaba basado en la interdependencia que los factores internos y externos tenían respecto a los movimientos o crisis cíclicas del capitalismo. La economía delineaba, como nunca antes, las estrategias geopoliticas. Esto coincide con la caída del bloque socialista en la Europa Oriental entre 1989 y 1991; lo que ocasiona la ruptura del orden mundial bipolar, que será sustituido por un aparente multipolarismo, que en realidad resulta en el apogeo de la unipolaridad del Imperialismo estadounidense.
La diseminación de los conflictos regionales en Asia, Europa y América, incentivan el surgimiento de una diplomacia con enfoque económico, las alianzas comienzan a responder al interés por los mercados internacionales, la masificación del consumo de bienes y servicios, y la apertura comercial. El ejemplo representativo de esta etapa ocurre con la Comunidad Económica Europea; fundada en 1957, su objetivo colaboracionista y pacificador, evolucionó con el neoliberalismo, promovido fundamentalmente por Reino Unido y la Alemania Occidental, para plantear a principios de los años 1990, la formación de un bloque supranacional sin barreras económicas, una confederación continental (como alguna vez lo pretendió el Sacro Imperio Romano Germánico) con políticas unificadas en todos los ramos. El 1 de enero de 1993 quedó establecida la Unión Europea.
Las reformas económicas de Deng Xiaoping en China comenzadas en 1978, la llegada de la democracia a Corea del Sur, Taiwán y Singapur a finales de la década de 1980, la liberalización del mercado de Hong Kong y la estabilización de Sudeste asiático, trajeron consigo un vertiginoso crecimiento económico de toda esta zona, hasta entonces solo representado por Japón; la zona se constituyó como el principal foco de comercio e industrialización del mundo.
En México la llegada del neoliberalismo al gobierno también representó la consolidación de un enfoque económico para todas las políticas públicas. En el caso de la exterior, esto significó el desplazamiento del cuerpo diplomático de carrera, por una generación de economistas con visión de negocios, sin perspectiva de intereses geopolíticos e incluso sin referencia de las tradicionales doctrinas mexicanas. Los sucesivos gobiernos de esta etapa situaron el interés diplomático del país, en función del provecho económico que se pudiera obtener; aunque tuvo como ventajas el avance más significativo de la historia en materia de integración continental, y el establecimiento de lazos formales con regiones que nunca habían sido de interés político.
En medio de este nuevo enfoque funcionalista de política exterior, ocurrió un hito culminante para la historia de la diplomacia mexicana, el 11 de mayo de 1988, fueron elevados a rango constitucional los principios de las doctrinas Juárez, Carranza y Estrada; a partir de ese momento la facultad de dirigir la política exterior para el presidente de la república, quedó supeditada a su estricta alineación a la autodeterminación de los pueblos, la no intervención, la solución pacífica de controversias, la proscripción de la amenaza o el uso de la fuerza en las relaciones internacionales, la igualdad jurídica de los Estados, la cooperación internacional para el desarrollo, así como el respeto, la protección y promoción de los derechos humanos, además de la lucha por la paz y la seguridad internacionales.
En 1990 el presidente Carlos Salinas planteó y convenció a Estados Unidos y Canadá (que desde los años 1980 planeaban una mayor integración comercial) de concretar la formación de una zona de libre mercado que compitiera con los planes de la Comunidad Europea de transformarse en un bloque supranacional de un solo mercado, así como el creciente auge de los cuatro tigres asiáticos; teniendo como ventaja el tamaño poblacional del mercado de América del Norte. En diciembre de 1992 se firmó el Tratado de Libre Comercio de América del Norte (TLCAN) y entró en vigor el 1 de enero de 1994.
Esto se convirtió en una constante, especialmente en el gobierno de Ernesto Zedillo, que impulsó la diversificación comercial y por ende la exterior, convirtiéndose en el líder mundial en acuerdos de libre comercio, habiendo firmado convenios de este tipo con 50 países en 14 diferentes tratados. En los siguientes años esto incluyó un tratado de libre comercio con la Unión Europea (1999), con el bloque denominado EFTA (Luxemburgo, Suiza, Liechtenstein y Noruega); y en 2004 se selló también un compromiso similar con Japón.

#### Participación internacional

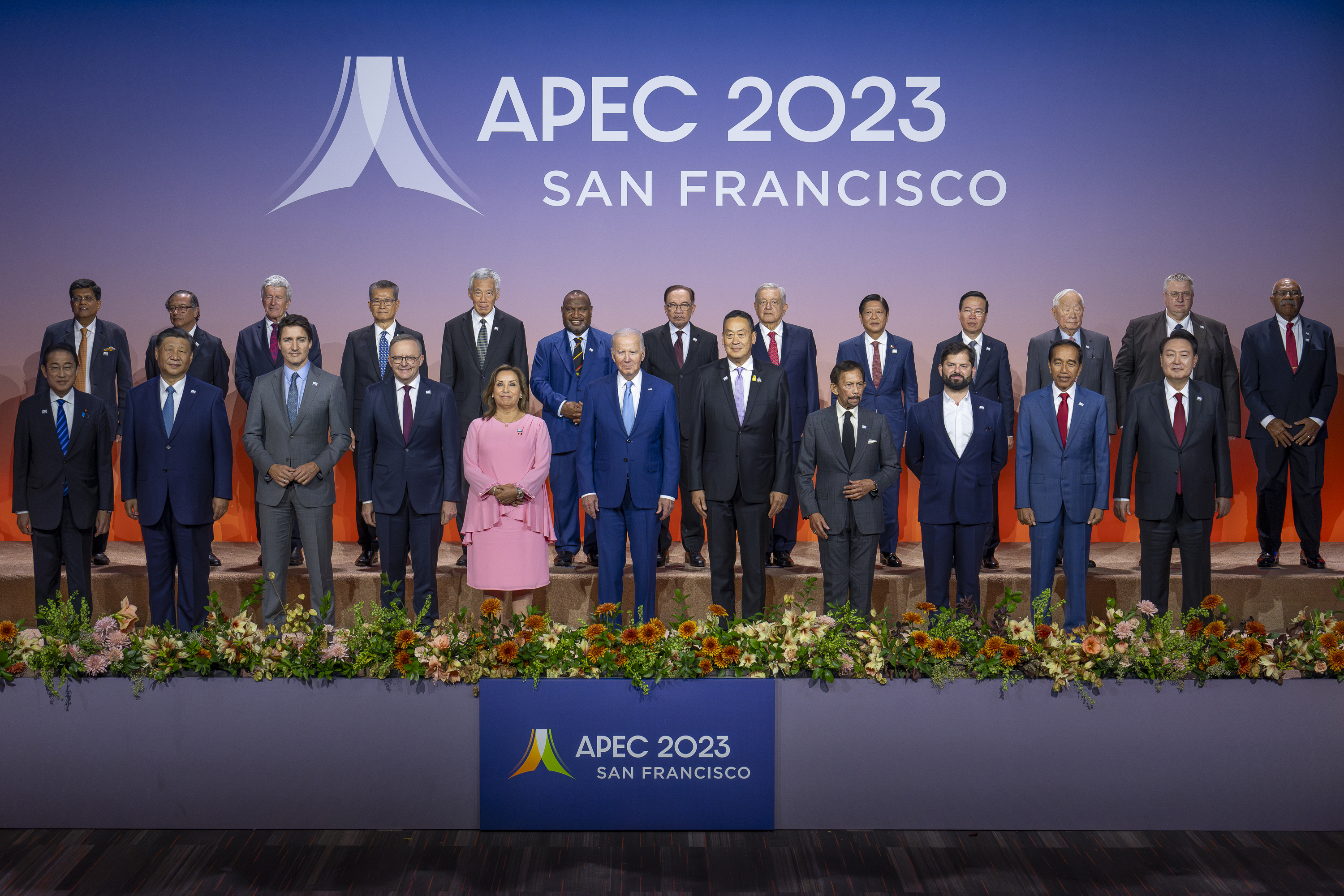
Foto oficial de la Cumbre de la APEC 2023, con la presencia del presidente Andrés Manuel López Obrador.

La expansión comercial del país trajo consigo un beneficio diplomático no visto antes, dado que la doctrina Estrada restringía la acción política del país en el exterior, más no la económica, no se vulneraron los principios básicos de la diplomacia mexicana, al integrarse a organismos y foros internacionales donde se tomaban decisiones de «intervención económica». Se volvió habitual la presencia de México en instituciones multilaterales y la presencia común del presidente en turno en cumbres de jefes de Estado y de gobierno, en algunos casos, organizadas en el país.
Entre el 18 y 19 de julio de 1991, con el apoyo se España se llevó a cabo en Guadalajara la I Cumbre Iberoamericana, reuniendo a jefes de Estado y de gobierno de 19 países de América y las dos ex metrópolis España y Portugal. El 20 de noviembre de 1993 se integró como miembro pleno al Consejo de Cooperación Asia-Pacífico (APEC), creado en 1989 para delinear el intercambio comercial en el mayor polo exportador del planeta. El 18 de mayo de 1994 fue admitido en la Organización para la Cooperación y el Desarrollo Económicos (OCDE), fundada en 1961 como Organización de Países Desarrollados, para la coordinación de políticas económicas y sociales en el llamado «Primer mundo»; la expansión económica de otras áreas y el surgimiento de los «Países en vías de desarrollo», modificó su nombre y objetivo. 
El 13 de junio de 1994 estableció el G-3 con Colombia y Venezuela para crear un área de libre comercio. El 24 de julio de 1994, participó en la fundación de la Asociación de Estados del Caribe, un organismo destinado a replicar la política comunitaria europea y de libre comercio de América del norte. El 1 de enero de 1995, participó de la fundación de la Organización Mundial del Comercio (OMC), sustituta del Acuerdo General sobre Aranceles Aduaneros y Comercio (GATT) para la regulación del comercio internacional. En 1999 fue incluido en el G20, el organismo aglutinador de las 20 mayores economías del planeta, y que tiene como finalidad la coordinación de políticas financieras que sostengan la estabilidad económica; desde 2008 su cumbre de jefes de Estado y de gobierno, se convirtió en el principal foro articulador de política internacional, en detrimento del G7. En relación con esto, desde 2005 México empezó a asistir como invitado a una cumbre paralela del G8 (el G7 más Rusia), conocida como G-5 y que reunía a las llamadas «potencias emergentes» (México, China, Brasil, India y Sudáfrica). El 6 de junio de 2012 constituyó junto a Chile, Perú y Colombia la Alianza del Pacífico.

#### Integración continental

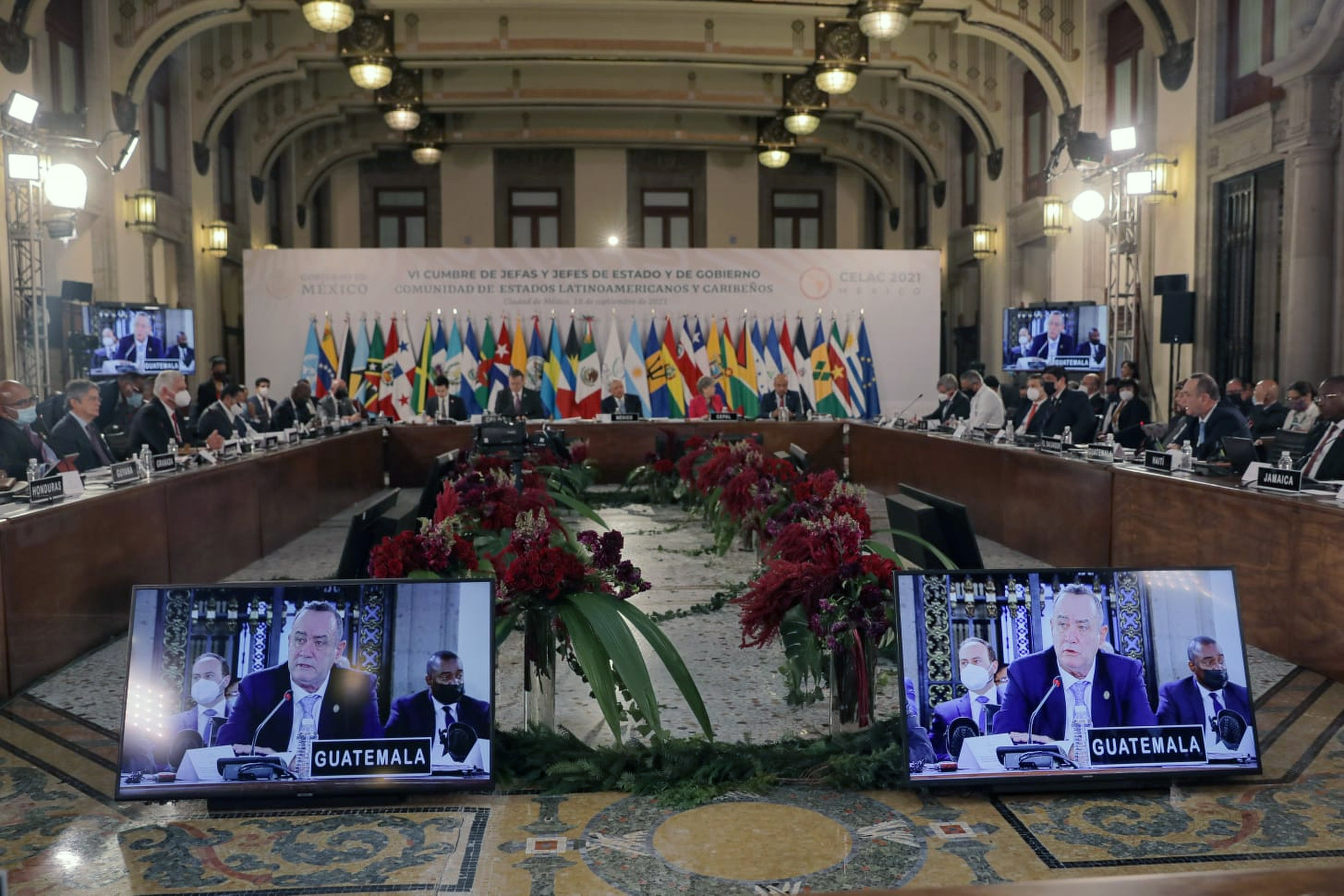
Cumbre de la CELAC 2021 en Palacio Nacional.

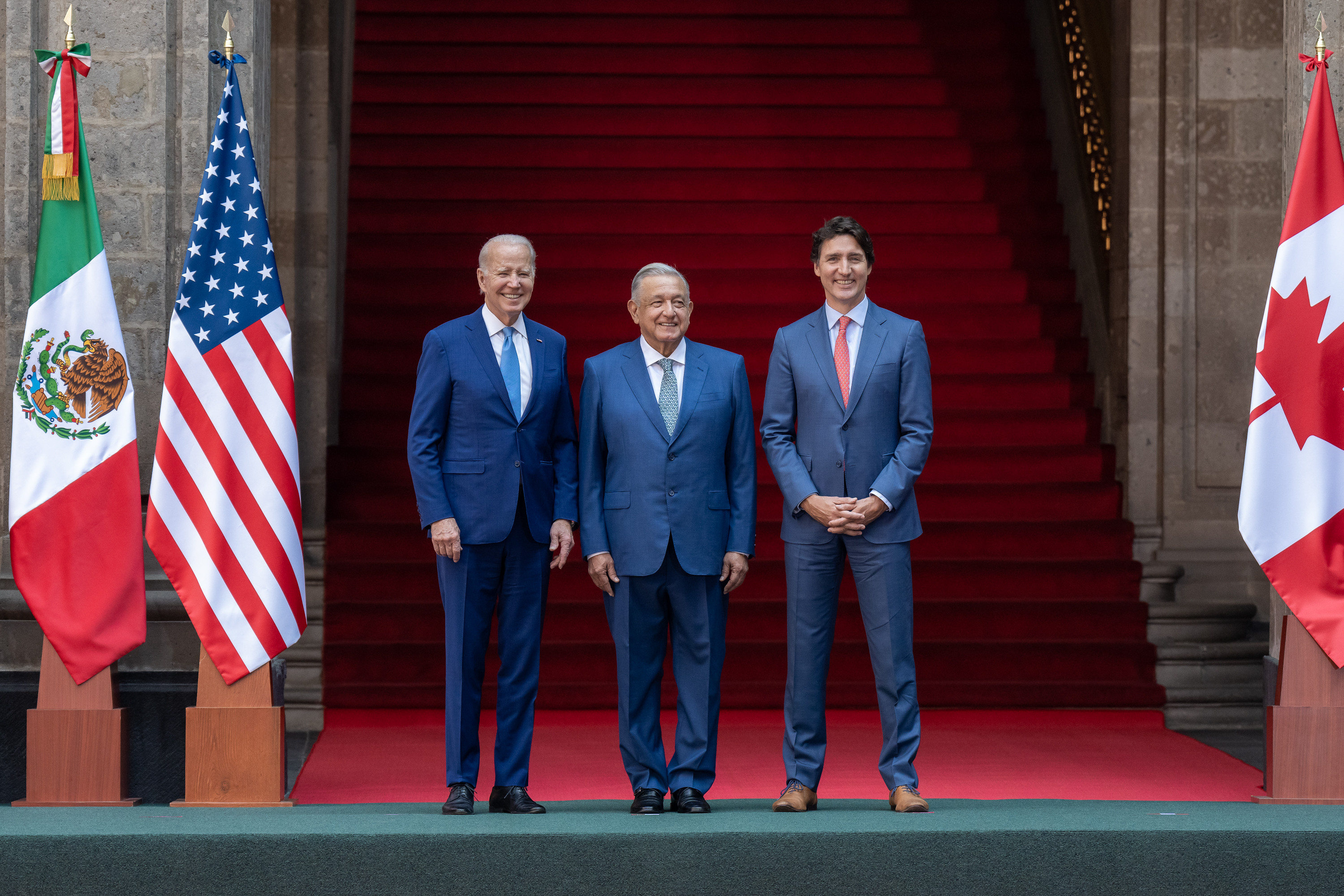
El presidente López Obrador acompañado de Joe Biden y Justin Trudeau en la Cumbre de América del Norte en Palacio Nacional.

La pretendida integración continental, perseguida desde el Congreso de Panamá de 1826, también asumió el paradigma económico de la diplomacia mexicana e internacional. Durante la estabilización democrática del continente en los años 1990, surgieron múltiples asociaciones, que centradas en la coordinación económica, permitieron avances significativos para la consolidación de un área común. Sin embargo, aunque México ofrecía, luego de la firma del TLC en 1994, constituirse como el puente de enlace entre los subcontinentes, eso aún producía recelos y posturas encontradas. Por un lado, los países sudamericanos no admitían una integración económica con los EE. UU. si en ello no iba de por medio una libre circulación de personas y organismos supranacionales que evitaran injerencias políticas; justamente los puntos que la potencia continental se negó a incluir en el TLC. Centroamérica y el Caribe temían que el peso de la economía estadunidense aplastara su planta productiva, y generará los mismos fenómenos de desigualdad que desestabilizan a la región. Y por supuesto el tema de la permanente exclusión de Cuba, que los gobiernos latinoamericanos, a diferencia de las décadas anteriores, no respaldarían.
El organismo más avanzado hasta entonces en la cohesión económica continental era la Asociación Latinoamericana de Integración (ALADI, fundada en 1980), que no obstante estaba reducida a un mero consejo consultivo en temas comerciales, sin mayor incidencia. Para mediados de los años 1990, prácticamente todos los países del continente estaban aglutinados en grupos regionales, todos de enfoque económico: la Comunidad Andina fundada en 1969, integrada por Colombia, Ecuador, Perú y Bolivia; el Mercosur fundado en 1991, compuesto por Brasil, Argentina, Uruguay, Paraguay y Bolivia; el CARICOM fundado en 1973, formado por Belice, Surinam, Guyana, Jamaica, Haití, Antigua y Barbuda, Trinidad y Tobago, Bahamas, Barbados, Dominica, Granada, San Cristóbal y Nieves, San Vicente y las Granadinas y Santa Lucía; el Mercado Común Centroamericano y la Organización de Estados Centroamericanos (ODECA) fundados en 1960 y 1961 respectivamente, cuyos miembros son Guatemala, Honduras, El Salvador, Nicaragua y Costa Rica. Solo Panamá, República Dominicana, Cuba, Canadá y Estados Unidos no estaban en ninguna asociación económica continental (México ya estaba en el G-3 y era observador de varios).
En la década de 2000, se confrontan dos visiones de integración continental. Por un lado Estados Unidos, que pretendía la creación del Área de Libre Comercio de las Américas, propuesta en la Cumbre de las Américas de 1994, como una extensión continental del TLC, es decir, libre intercambio de mercancías, no de personas, y sin instituciones reguladoras. Y por otro lado, el ascenso de gobiernos progresistas, especialmente en América del sur, que retoman el panamericanismo del siglo XIX, que excluía a la potencia preponderante del área, en pos de la conservación de la soberanía de cada país. 
En el primer caso, México fue, especialmente durante los gobiernos de Fox y Calderón, un fuerte impulsor del ALCA y del acercamiento del Grupo de Río (la mayor organización política latinoamericana) a Estados Unidos; sin embargo la postura crítica de los sexenios panistas hacia Cuba y los gobiernos populares de Sudamérica, alejaron a toda la zona meridional de este proyecto, y en cambio se propuso el ALBA como alternativa. La ruptura del plan estadounidense para el ALCA, derivó en una mayor cohesión en Sudamérica, que en 2008 concretó la más avanzada organización supranacional en el continente, con un modelo semejante al europeo, la Unión de Naciones Suramericanas (UNASUR), integrada por Colombia, Venezuela, Ecuador, Perú, Chile, Bolivia, Argentina, Brasil, Uruguay, Paraguay, Guyana y Surinam.
En un intento por recuperar el liderazgo de la región, México replanteó su estrategia, dejando de lado la pretendida ALCA, y enfocándose en la ampliación del Grupo de Río. El 23 de junio de 2010, en el marco de la Cumbre de la unidad de América Latina y el Caribe celebrada en Playa del Carmen, los 33 jefes de Estado y de gobierno de la región firmaron el acuerdo mediante el cual se fundó la Comunidad de Estados Latinoamericanos y Caribeños. La nueva organización tendría como finalidad la promoción del desarrollo económico y social, la estabilidad política y la eventual integración comercial de la región, a través de foros de coordinación y diálogo. La CELAC no suspendió o sustituyó a las organizaciones ya existentes, sino que se transformó en el punto de encuentro de todas.

## Cumbres de jefes de Estado y de gobierno realizadas en México
| - Cumbre Norte-Sur (1981) - Cumbre conjunta del Grupo Contadora y el Grupo de Apoyo a Contadora (1987) - I Cumbre Iberoamericana (1991) - Cumbre para la firma de los Acuerdos de Paz de Chapultepec (1992) - XIII Cumbre del Grupo de Río (1999) - Conferencia Internacional sobre la Financiación para el Desarrollo (2002) - XIV Cumbre del Foro de Cooperación Económica Asia-Pacífico (2002) - Cumbre extraordinaria de las Américas (2004) - III Cumbre América Latina, el Caribe y la Unión Europea (2004) - II Cumbre de Líderes de América del Norte (2006) - V Cumbre de Líderes de América del Norte (2009) - Cumbre de la unidad de América Latina y el Caribe (2010) | - II Cumbre de la Alianza del Pacífico (2011) - VII Cumbre del G-20 (2012) - VII Cumbre de Líderes de América del Norte (2014) - I Cumbre México-Caricom (2014) - VI Cumbre de la Asociación de Estados del Caribe (2014) - IX Cumbre de la Alianza del Pacífico (2014) - XXIV Cumbre Iberoamericana (2014) - XIII Cumbre de la Alianza del Pacífico (2018) - VI Cumbre de la CELAC de 2021 - XVII Cumbre de la Alianza del Pacífico (2022) - X Cumbre de Líderes de América del Norte (2023) - Cumbre Internacional sobre Migración (2023) |

## Organizaciones internacionales con membresía o participación mexicana
| Sistema de las Naciones Unidas | Americanos | Intercontinentales | Organismos no económicos o políticos | Observador permanente |
| --- | --- | --- | --- | --- |
| - Organización de las Naciones Unidas (fundador en 1945) - Consejo de Seguridad (1946, 1980-81, 2002-03, 2009-10 y 2021-22) - Comisión Económica para América Latina y el Caribe - Corte Internacional de Justicia - Asamblea General - FAO - OEIA - OACI - FIDA - OIT - OMI - FMI - UIT - Unesco - UPU - Banco Mundial - OMM - OMPI - OMT - UNODC - OMS - ACNUR - PMA - UNIDO - Consejo de Derechos Humanos (2006-09, 2009-12, 2013-16, 2017-20, 2021-23) | - Organización de Estados Americanos - CIDI - CIDH - OPS - Junta Interamericana de Defensa - IIN - IPGH - CIM - III - IICA - Corte Interamericana de Derechos Humanos - Banco Interamericano de Desarrollo - Asociación Latinoamericana de Integración - Comunidad de Estados Latinoamericanos y Caribeños - G-3 - Asociación de Estados del Caribe - Alianza del Pacífico | - Corte Penal Internacional - Organización Mundial del Comercio - Cooperación Económica Asia-Pacífico - Organización para la Cooperación y el Desarrollo Económicos - G-5 - G20 - Grupo de los 77 | - Unión Latina - Interpol - Organización de Estados Iberoamericanos para la Educación, la Ciencia y la Cultura - Asociación de Estados Iberoamericanos para el Desarrollo de las Bibliotecas Nacionales de Iberoamérica | - Unión Africana - Unión Europea - Mercosur - Unasur - Caricom - ODECA - Movimiento de Países No Alineados - Consejo de Europa - Organización Internacional de la Francofonía |

### Misiones permanente en el extranjero

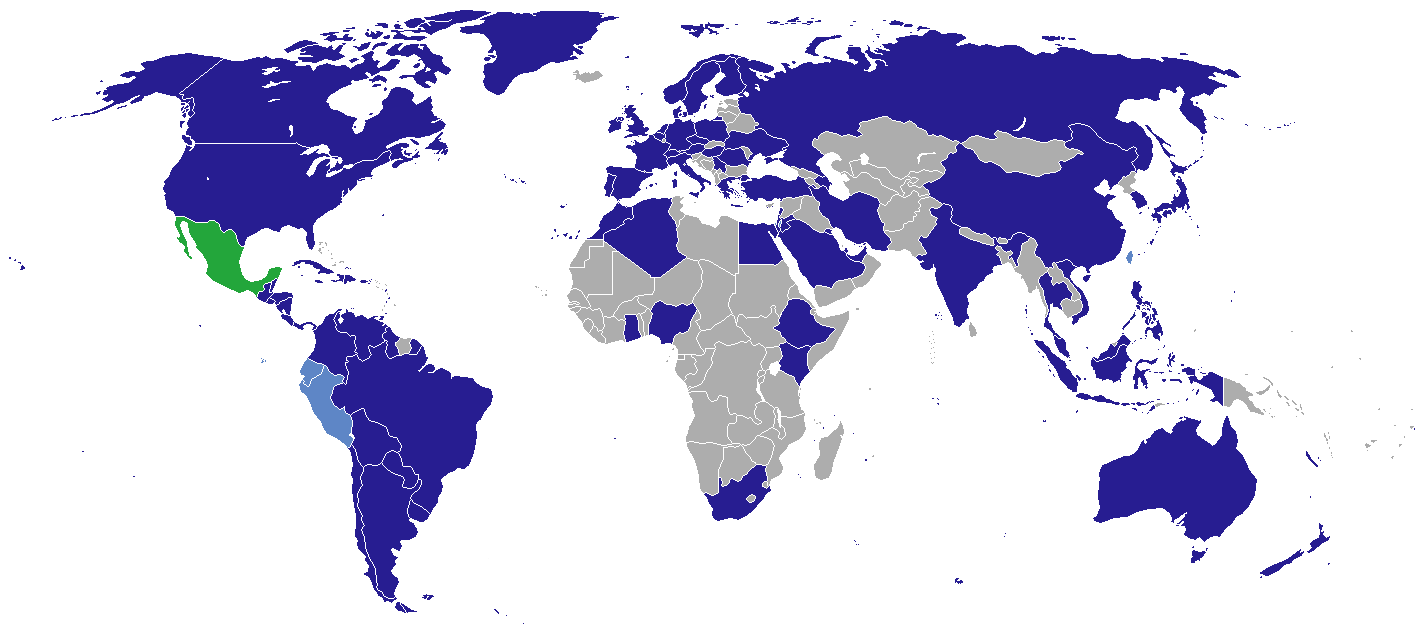
Misiones diplomáticas de México en el mundo:
México
Países con embajadas mexicanas
Sección de Interés y Oficina de enlace

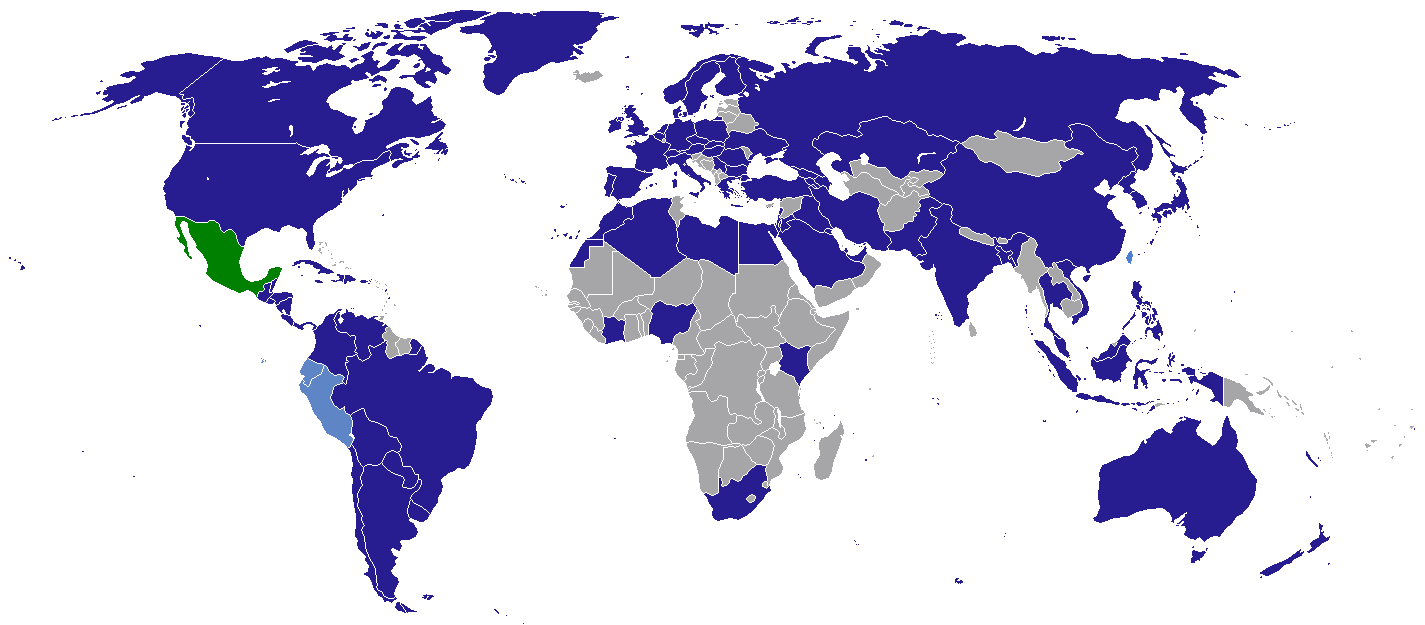
Mapa de misiones diplomáticas en México.
México
Países con embajadas en México

- Addis Abeba (Observador Permanente ante la Unión Africana)
- Bruselas (Misión Permanente de México ante la Unión Europea y Bélgica)
- Ginebra (Misión Permanente de México ante Organismos Internacionales ubicados en Ginebra)
- Montevideo (Misión Permanente de México ante ALADI y Observador Permanente ante MERCOSUR)
- Montreal (Misión Permanente de México ante la Organización de Aviación Civil Internacional)
- Nairobi (Misión Permanente de México ante las Naciones Unidas y otras organizaciones internacionales)
- Nueva York (Misión Permanente de México ante las Naciones Unidas)
- París (Misión Permanente de México ante la OCDE y Misión Permanente de México ante la UNESCO)
- Roma (Misión Permanente de México ante la Organización para la Alimentación y la Agricultura)
- Viena (Misión Permanente de México ante las Naciones Unidas)
- Washington D. C. (Misión Permanente de México ante la Organización de los Estados Americanos)

## Visa mexicana
La Política de visados de México o visa de turista mexicana se obtiene al acudir a la representación consular de México, para informarse acerca de los requisitos y realizar el trámite necesario para la obtención del documento, ya que los requisitos son diferentes para algunos países. En el caso de Alemania, Andorra, Argentina, Aruba, Australia, Austria, Bélgica, Bahamas, Bolivia, Bulgaria, Canadá, Chile, Chipre, Colombia, Corea del Sur, Costa Rica, Dinamarca, Eslovaquia, Eslovenia, España, Estados Unidos, Estonia, Finlandia, Francia, Gran Bretaña, Grecia, Hungría, Hong Kong, Irlanda, Islandia, Israel, Italia, Japón, Letonia, Liechtenstein, Lituania, Luxemburgo, Malta, Mónaco, Noruega, Nueva Zelanda, Países Bajos, Panamá, Paraguay, Polonia, Portugal, Puerto Rico, Rumania, San Marino, Singapur, Suecia, Suiza y Uruguay se puede ingresar a México sin necesidad de una visa obligatoria, y solo el pasaporte y la forma migratoria de turista para México, o las formas para visitante persona de negocios o visitante consejero, que se obtiene en agencias de viaje, líneas aéreas o en el propio punto de internación a México.
El agente migratorio en el punto de internación debe solicitar además la comprobación de tener solvencia económica necesaria y el boleto de regreso al país de quien desea entrar a México. En caso de pertenecer a otra nacionalidad ajena a los países previamente dichos, se debe acudir a la representación consular de México en el extranjero. Y si se tiene un familiar, amigo o conocido en los Estados Unidos Mexicanos, él podrá realizar el trámite ante el Instituto Nacional de Migración de México. Consulte la sección de requisitos o acuda a cualquiera de las delegaciones que el Instituto Nacional de Migración de México en toda la República, para que se informe de los requisitos exactos para este trámite, para mayor información.